# Túnez
Túnez (en árabe: تونس‎ Tūnisⓘ), oficialmente República Tunecina (الجمهورية التونسية, al-Jumhūrīya at-Tūnisīyaⓘ), es un país soberano situado en el norte de África, más concretamente en la costa mediterránea. Su forma de gobierno es la república semipresidencialista. Su territorio está organizado en 24 gobernaciones o wilayat. La capital es Túnez, la ciudad más poblada, que le da el nombre al país.
Es el país más pequeño del Magreb, ubicado entre las estribaciones orientales de la cordillera montañosa del Atlas y el mar Mediterráneo. La superficie de Túnez es de 163 610 km², con una población estimada en 11,8 millones de habitantes. Aproximadamente el 40 % de este país está compuesto por el desierto del Sahara, mientras que el resto es suelo fértil y adecuado para la agricultura; además, tiene 1148 km de costa. Limita con Argelia al oeste, Libia al sureste y con el Mar Mediterráneo al este y al norte.
En la antigüedad, Túnez estaba habitado principalmente por bereberes. La inmigración fenicia comenzó en el XII a.c. Estos inmigrantes fundaron Cartago, una potencia mercantil importante y rival militar de la República Romana. Cartago fue derrotada por los romanos en 146 a. C. Los romanos, que ocuparon Túnez durante la mayor parte de los siguientes ochocientos años, introdujeron el cristianismo y dejaron legados arquitectónicos como el anfiteatro de El Djem. Después de varios intentos que comenzaron en 647, los musulmanes conquistaron el conjunto de Túnez por 697, seguidos por el Imperio Otomano entre 1534 y 1574. Los otomanos dominaron el territorio durante más de trescientos años, hasta que, durante su decadencia en el XIX, Francia estableció un protectorado sobre el país en 1881. En 1956, el país se independizó como una monarquía constitucional, que fue derrocada al año siguiente. El líder del partido Neo-Destour, Habib Bourguiba, declaró la República y se mantuvo como presidente hasta su derrocamiento en 1987, siendo reemplazado por Zine El Abidine Ben Ali, del partido Agrupación Constitucional Democrática. Ben Ali gobernó despóticamente el país hasta que el 14 de enero de 2011 renunció en medio de lo que se conoció como la revolución tunecina, una revuelta social a gran escala que culminó con el llamado a elecciones legislativas libres y la redacción de una nueva constitución, que rige el país desde 2014. Ese mismo año, se realizaron las primeras elecciones presidenciales y legislativas bajo la misma.
Bajo la constitución actual, Túnez es una república semipresidencialista y unitaria que adopta la democracia representativa como forma de gobierno. Túnez es considerado por diversas organizaciones de derechos humanos como el único país sinceramente democrático del Mundo Árabe. Se le adjudica también uno de los índices de desarrollo humano más altos de África. Tiene acuerdos de asociación con la Unión Europea, es miembro de La Francofonía, la Unión del Mediterráneo, la Liga Árabe, la Unión del Magreb Árabe, la Organización para la Cooperación Islámica, la Gran Zona de Libre Comercio Árabe, la Comunidad de Estados del Sahel-Sahara, la Unión Africana, el Movimiento de Países No Alineados, Del Grupo de los 77; y ha obtenido el estatus de aliado principal no perteneciente a la OTAN. Además, Túnez es un estado miembro de las Naciones Unidas y del Estatuto de Roma de la Corte Penal Internacional. Las estrechas relaciones con Europa, en particular con Francia y con Italia, se han forjado a través de la cooperación económica, la privatización y la modernización industrial.

## Toponimia
La palabra «Túnez» deriva de Tunis, conocida por los griegos clásicos como Tynes, la capital del actual país de Túnez. El nombre Tunis puede ser atribuido a diversos orígenes. Puede ser asociado con la deidad fenicia Tanith (o Tunit), o con la expresión bereber ens que significa «caer».
Al igual que en español, en el árabe nativo, el mismo nombre es usado tanto para el país como para la ciudad: تونس, y solo por el contexto puede uno diferenciarlas. En bereber el nombre es Tunest. Con este fin los geógrafos e historiadores franceses a comienzos del siglo XIX adoptaron el vocablo «Tunisie» para designar al país, como parte de sus esfuerzos para dar nombres a los nuevos territorios y protectorados ocupados. La mayoría de los idiomas europeos siguió el ejemplo, pero en español las versiones «Tunicia», «Tunisia» o «Tunecia» no prosperaron.

## Historia

### De la Cartago púnica a la Cartago romana

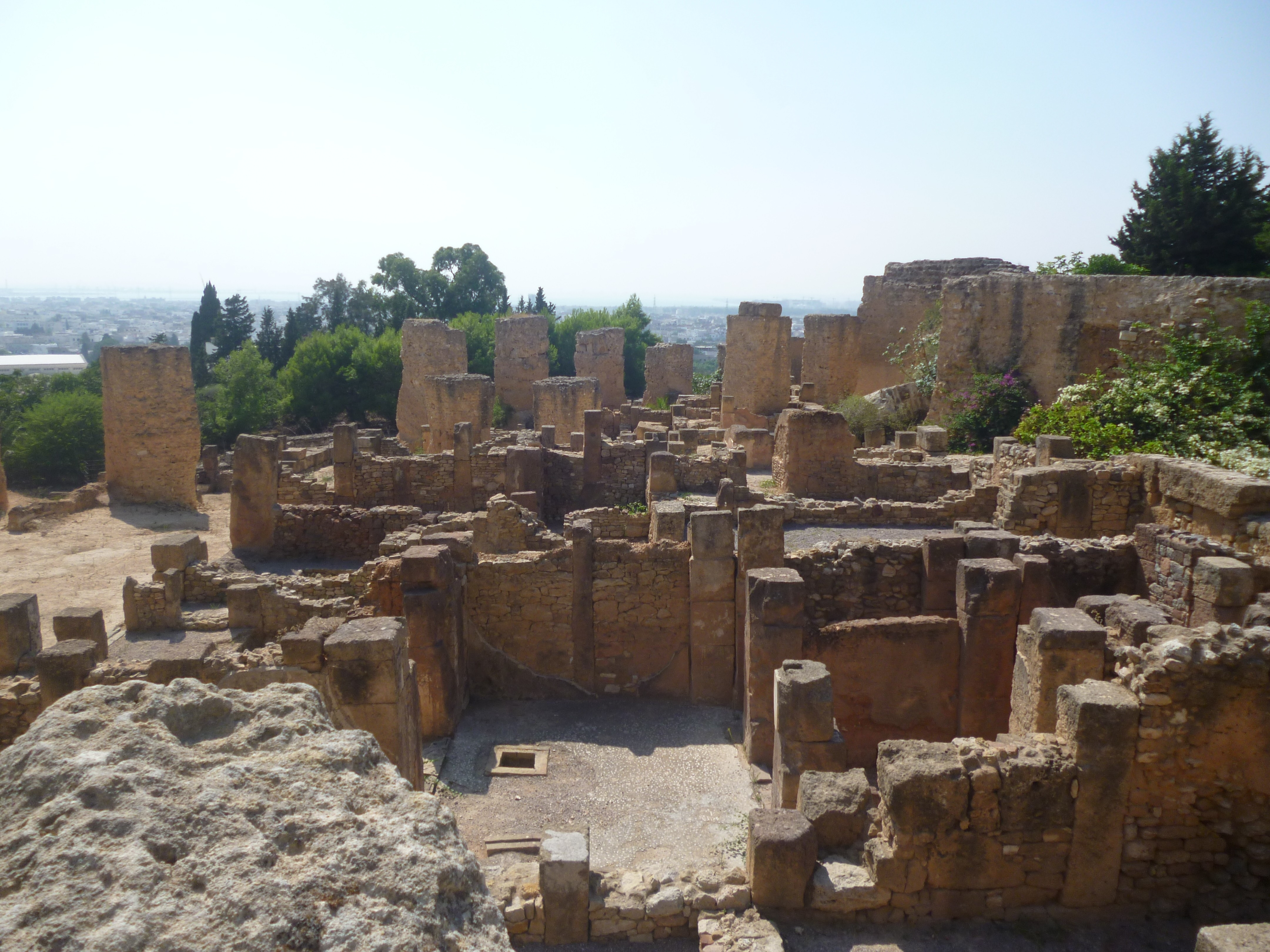
Sitio arqueológico de Cartago

En el territorio del Túnez actual floreció la ciudad de Cartago, fundada en el siglo VIII a. C. por los fenicios de Tiro. Hacia el siglo VI a. C., Cartago había sojuzgado a las tribus libias y anexado las antiguas colonias fenicias, controlando de este modo toda la costa del norte de África, desde el océano Atlántico hasta la frontera occidental de Egipto, así como Cerdeña, Malta, las islas Baleares y parte de Sicilia. En el siglo V a. C., el navegante cartaginés Hannón (530-470 a. C.) emprendió un viaje a lo largo de la costa atlántica del norte de África. El poder marítimo permitió a los cartagineses extender sus asentamientos y conquistas, formando un imperio disperso dedicado al comercio. Entre sus empresas comerciales destacaban la minería de plata y plomo, la fabricación de camas, una industria maderera en las montañas de la cordillera del Atlas, la fabricación de cerámica, joyería, y la exportación de animales salvajes provenientes de las junglas africanas, del marfil y el oro. Cartago estuvo en guerra casi continuamente con Grecia y Roma durante 150 años. Las guerras con los griegos, que comenzaron en el 409 a. C., se produjeron por el dominio de Sicilia, situada aproximadamente a 160 km al norte de Cartago, que formaba un puente natural entre el norte de África y la península itálica.
Fue definitivamente conquistada por la República romana al ser derrotada en las guerras púnicas en el siglo II a. C. Cartago fue destruida y la influencia cultural asiática y africana en la actual Túnez fue mermada por la influencia romana. El territorio del Túnez moderno fue administrado casi en su totalidad bajo el nombre de la provincia romana de África, y se convirtió en uno de los graneros de Roma.

### Edad Media

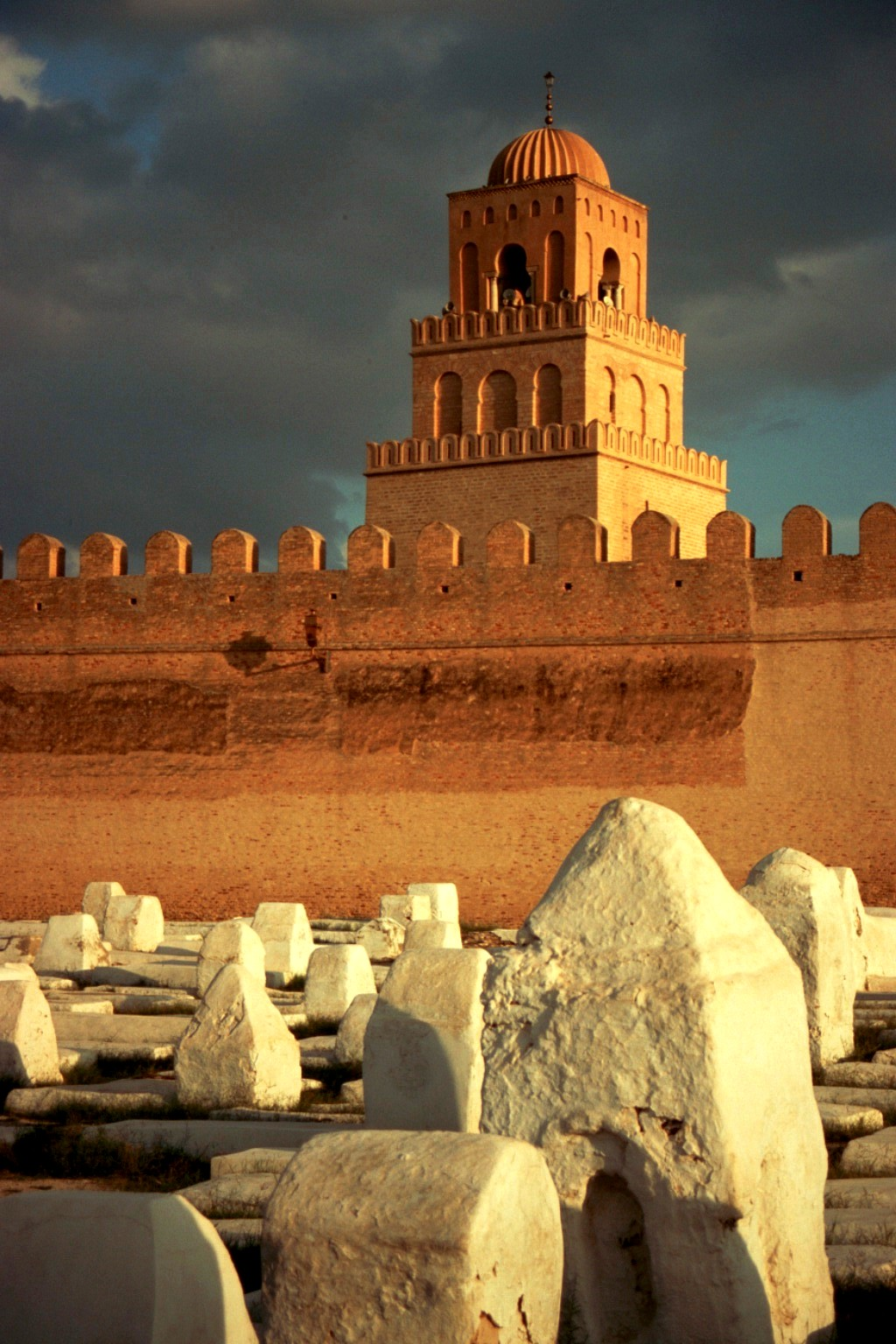
Ciudad islámica de Cairuán.

En el siglo V, los vándalos al mando de Genserico invadieron la región. En el VI, Belisario la recuperó para el Imperio bizantino. En el siglo VII se convirtió en parte del califato omeya y abasí, bajo el nombre de Ifriqiya. Durante esta época se fundó la ciudad de Kairuán. Posteriormente los bereberes nativos alcanzaron el poder con el beneplácito del califato fatimí, y se derrocó la dinastía aglabí, colocándose en su lugar la dinastía de los ziríes. En 1045, los ziríes renunciaron al chiismo, y los fatimíes enviaron a los Banu Hilal, una confederación de beduinos, a acabar con los ziríes. De esta manera, la región fue devastada y la próspera industria agraria se arruinó.
En 1159, los almohades dominaron la región, siendo expulsados en el siglo XIII por los hafsíes, que gobernaron Ifriqiya. Allí se refugió y murió Luis IX de Francia cuando iba de camino a las cruzadas.

### Túnez otomano
El fin de la Reconquista española en 1492 abrió las puertas del norte de África a este país. En 1504 el corsario berberisco Uruj, conocido como Barbarroja, estableció su cuartel general en Túnez. Este famoso pirata nació en una isla griega del mar Egeo. Una de sus primeras hazañas fue la captura de dos galeras propiedad del papa Julio II cargadas de riquezas. Barbarroja rindió tributo a la llamada “Sublime Puerta” (Turquía), ofreciéndole un cuarto de sus capturas y declarándose vasallo de su sultán.
Túnez pronto se transformó en refugio de los piratas berberiscos, enemigos acérrimos de los cristianos del Mediterráneo. Las continuas depredaciones de los tunecinos motivaron en 1509 las expediciones organizadas por el cardenal Cisneros, que adelantó los fondos necesarios para equipar 20 000 hombres. Cisneros entró con sus tropas en la ciudad de Orán, y Pedro Navarro sometió Bugía, Argel, Túnez, Tlemcén y en el año 1511 la ciudad de Trípoli. Pero al intentar someter la isla de Gelbes, las fuerzas españolas, agotadas, fueron acometidas por los moros. Los pocos sobrevivientes de la batalla fueron reembarcados por el general Navarro, pudiendo escapar de la muerte.

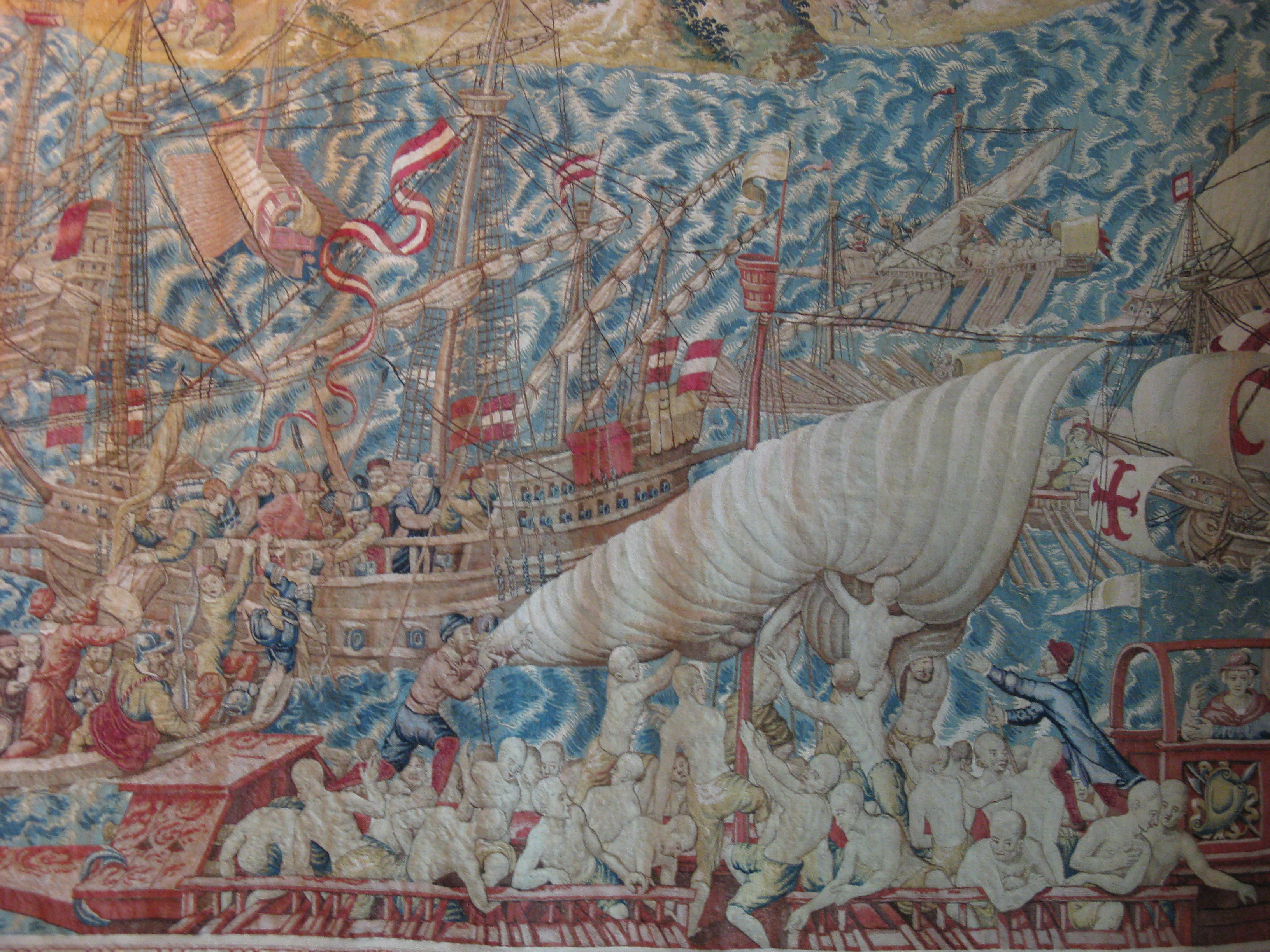
Conquista de Túnez por el rey español Carlos I en la llamada Jornada de Túnez en 1535.

En 1516, Barbarroja mudó sus cuarteles a Jijil, y al mando de una escuadra de 16 galeones y 6000 hombres atacó la ciudadela española de Argel. Sus aventuras en la región finalizaron cuando el emperador Carlos I de España envió un ejército de 10 000 soldados al norte de África que derrotó a los corsarios. El famoso corsario Barbarroja murió durante la batalla, pero toda la región continuó bajo el poder de los moros y piratas. Por este motivo en 1535 el rey de España Carlos I partió rumbo a Túnez con todas sus fuerzas. La Goleta fue tomada el 16 de julio, y Túnez cayó pocos días después. Carlos I repuso en el trono a Muley Hassan, obligando a dejar La Goleta con dos millas de terreno en circunferencia. Al proponerse el rey español la conquista de Argel en 1541, las tempestades destrozaron gran número de sus naves.
En 1573, Túnez vuelve a caer en manos de los turcos, siendo objeto de una nueva expedición española. El 1 de octubre Juan de Austria, después de la victoria de Lepanto, se dirigió a La Goleta con 104 naves y 20 000 hombres y conquistó Túnez. Pero un año después Túnez cayó otra vez en poder de los turcos, convirtiéndose en un vilayato administrado por un gobernador. Bajo el dilatado gobierno otomano, el país conoció un período de relativa estabilidad hasta el año 1881.
La administración imperial fue desarrollada por administradores nativos, conocidos como beys. El primero de ellos, al-Husayn ibn Ali (1705-1740) fundó la dinastía de los Husáin, consolidando el Beylicato de Túnez; bajo su gobierno el país consiguió un relativo grado de autonomía y una gran prosperidad. La piratería berberisca fue una actividad que logró gran florecimiento bajo los auspicios de la dinastía de los Husáin. A finales del siglo XVII y principios del XVIII, un gran número de Estados mediterráneos pagaban tributos de forma regular al gobierno tunecino para proteger de posibles ataques a sus flotas. Esta situación cambió a comienzos del siglo XIX, cuando la acción conjunta de varios países occidentales acabó con las bases corsarias de Túnez y otras situadas a lo largo de la llamada costa de Berbería, en la costa norte de África. Como resultado de la pérdida de los ingresos procedentes de los actos de piratería, el gobierno de Túnez se vio envuelto en enormes deudas, a las que contribuyeron las incontroladas extravagancias personales de los beys y los gastos para sofocar las frecuentes revueltas internas.

### Dominio francés
A finales del siglo XVIII la autoridad otomana sobre Túnez era meramente nominal. Los principales acreedores de Túnez eran Francia y Gran Bretaña, quienes tenían grandes ambiciones imperiales en el norte de África. En 1830 Francia conquistó y se anexionó Argelia y puso sus ojos en Túnez. En el Congreso de Berlín de 1878, Francia permitió a Gran Bretaña ocupar la isla mediterránea de Chipre a cambio de ver reconocidos sus intereses en Túnez. En 1881 el ejército francés ocupó el país con el fin de subyugar a las tribus que dificultaban la presencia francesa en Argelia; el 12 de mayo de ese mismo año, el regente firmó el Tratado de Kasser Said (conocido como el "Tratado de Bardo", rechazado por Italia, ya que había una numerosa colonia de italianos), por el cual Túnez pasaba a ser protectorado francés. En 1883 ambos países firmaron la Convención de Marsa.
Durante la Segunda Guerra Mundial, Túnez fue una de las colonias francesas leales al régimen proalemán de Vichy; en consecuencia, las tropas italianas y alemanas se instalaron en su territorio, donde terminaron acorraladas por los Aliados. Tras el final de la Guerra, Túnez continuó bajo el control colonial de Francia hasta alcanzar su independencia en 1956.

### Independencia

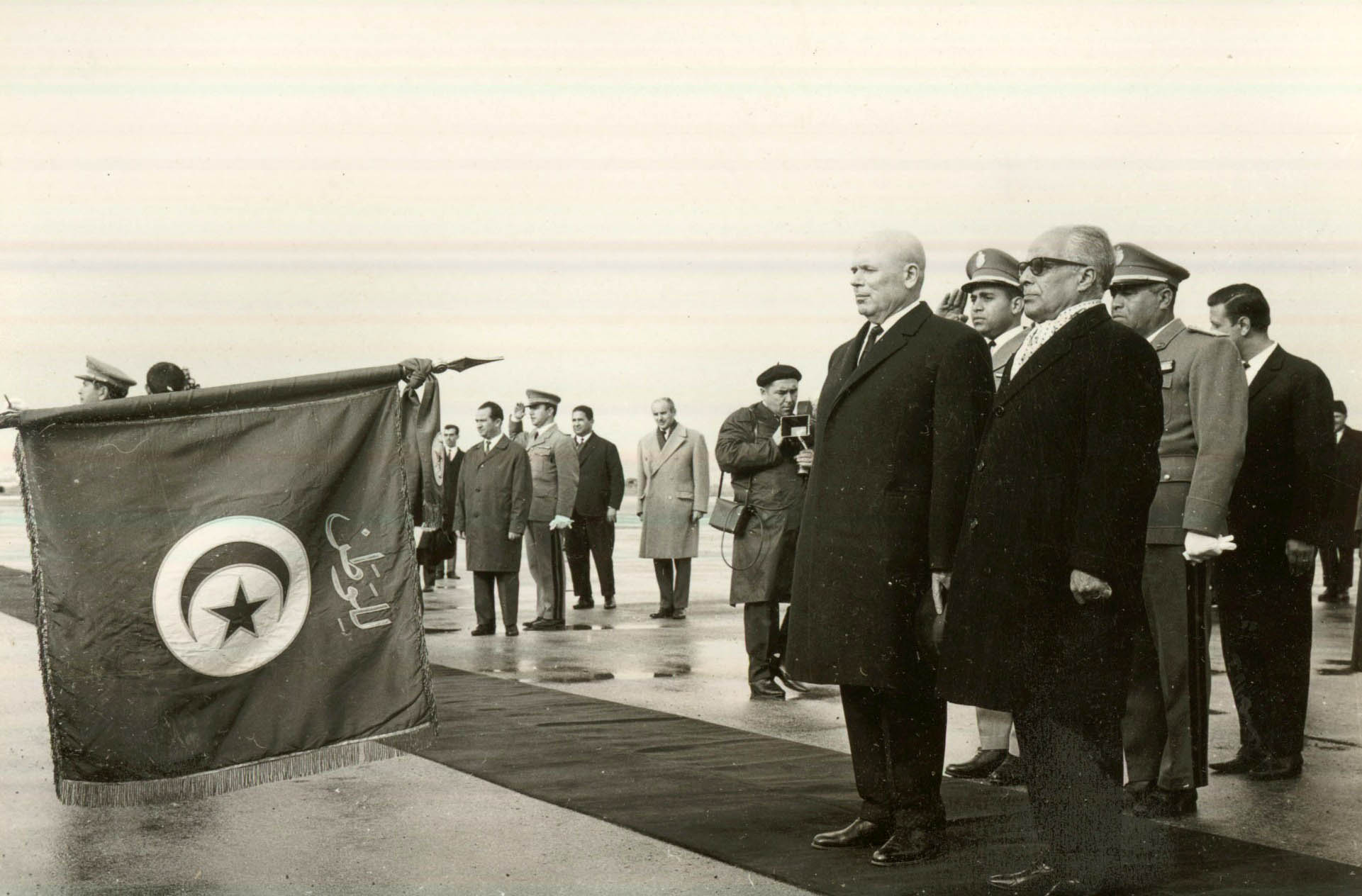
El primer presidente de Túnez, Habib Bourguiba, rinde tributo a la bandera de Túnez en 1967.

El año 1934, con la formación del partido Neo-Destour (Nueva Constitución) (NDP) dirigido por Habib Bourguiba, marcará el inicio de la lucha tunecina por su independencia. En 1955 Túnez consiguió el autogobierno y, en 1956, la independencia como una monarquía constitucional. En 1957, se derrocó la monarquía proclamándose la República, con Bourguiba como Presidente.

### Autocracias
A pesar de la independencia, Francia mantuvo su presencia militar por medio de una base naval en Bizerta hasta 1963. En ese año, tras un bloqueo por parte de la marina tunecina, los franceses se vieron obligados a abandonar definitivamente el país. Esta política de alejamiento del antiguo poder colonial, dio un nuevo paso el 12 de mayo de 1964 cuando por sorpresa, se expropiaron las tierras de los colonos extranjeros. Francia e Italia, países cuyos nacionales eran los más afectados protestaron y suspendieron la ayuda económica.
El gobierno del Partido Socialista Desturiano (renombrado como Rassemblement Constitutionel Démocratique en 1988), convivía con el NDP e hizo que Bourguiba siguiera políticas socialistas en los primeros años de su mandato. Sin embargo, durante el decenio de 1970 abrió la economía a la inversión extranjera y permitió el desarrollo del sector privado.
Desde que triunfó su golpe de Estado en 1987, el presidente Zine El Abidine Ben Ali mantuvo el poder con ayuda de su partido la Agrupación Constitucional Democrática (RCD). Aunque formalmente multipartidista, el régimen político era considerado internacionalmente como dictatorial, y los partidos políticos de oposición apenas tenían acceso al parlamento.
En su política exterior se caracterizó por su apoyo y por convertirse en el anfitrión de los combatientes de la Organización para la Liberación de Palestina desde de su salida impuesta desde el Líbano siguiendo la invasión israelí en 1982. Túnez fue, además, uno de los países impulsores de la Unión Árabe del Magreb, constituida en febrero de 1989, concebida como un bloque político y económico en el norte de África, paralela a la Comunidad Europea, comprendiendo Argelia, Libia, Marruecos, Mauritania y Túnez. Túnez pertenece a varias organizaciones de cooperación internacionales, como la Liga de Estados Árabes, la Unión Africana (UA) y la Comunidad de los Estados sahraui-sahariano.
En 2001 la Unión Europea firmó acuerdos con Túnez para controlar la emigración clandestina, que se concretarían en el Grupo 5+5 en 2002 (Portugal, España, Francia, Italia, Malta y Mauritania, Marruecos, Argelia, Túnez y Libia). Un grupo terrorista vinculado a Al-Qaeda cometió un atentado el 11 de abril de 2002 en una sinagoga en la isla de Yerba, en el que murieron 15 personas.

### Revolución y democracia
Entre finales del 2010 y principios del 2011 se desarrollan una serie de protestas y disturbios que obligan al presidente Zine El Abidine Ben Ali a convocar elecciones para el año 2014. Posteriormente, la tarde del 14 de enero del mismo año, ante la continuidad de las protestas, abandonó el país, huyendo a Arabia Saudita y dejando el poder al primer ministro Mohammed Ghannouchi, quien a su vez fue sustituido al día siguiente por el presidente del Parlamento, Fouad Mebazaa.

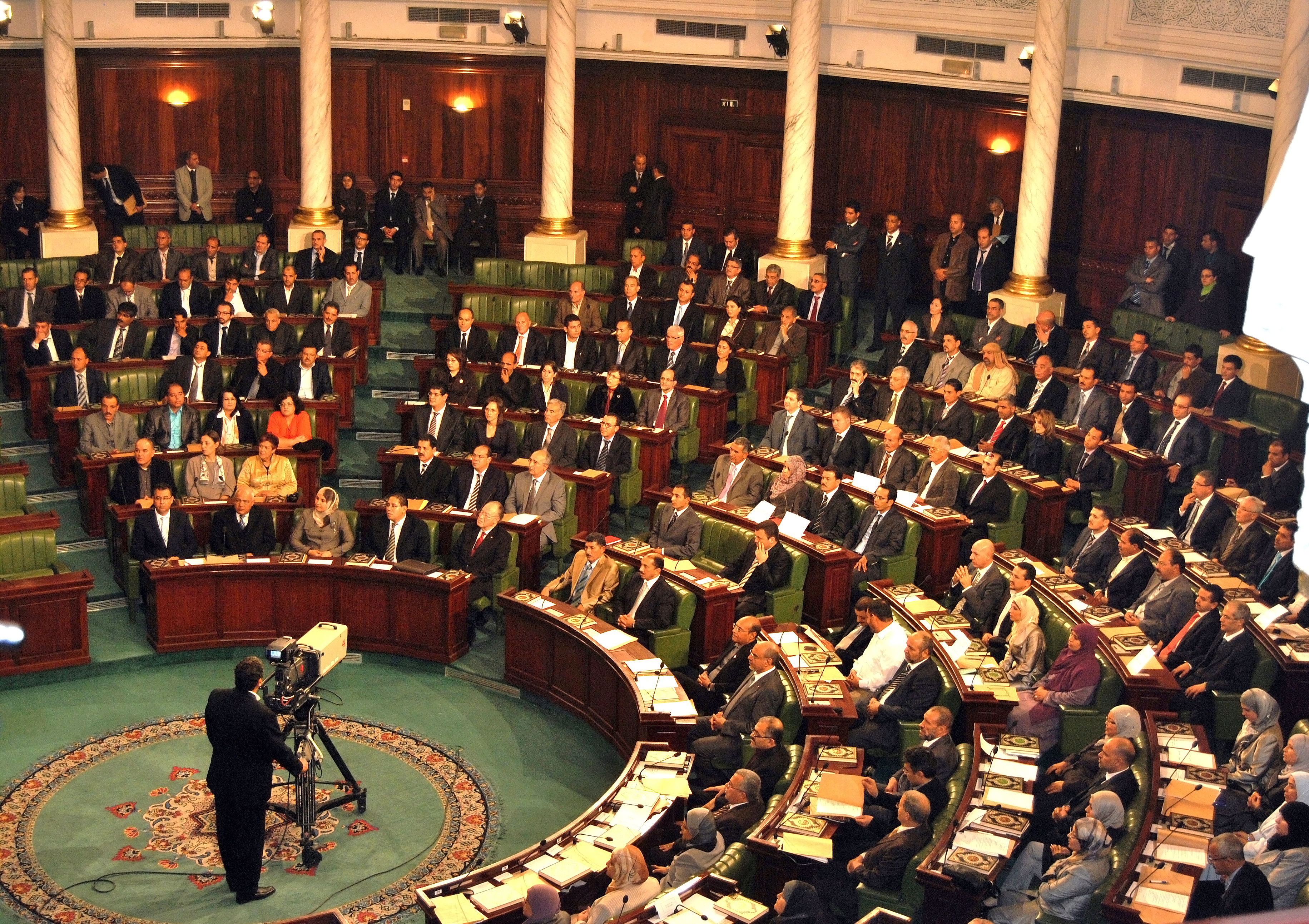
Asamblea constituyente en su sesión inaugural.

El 23 de octubre de 2011 se celebraron elecciones libres a una Asamblea Constituyente una vez legalizados los principales partidos políticos de oposición e ilegalizado el antiguo partido gobernante. La votación dio lugar a una asamblea muy fragmentada en la que destaca el partido islamista Ennahda, seguido por los partidos laicos Congreso para la República (progresista), Ettakatol (socialdemócrata) y Partido Republicano (centrista, fruto de la fusión del Partido Progresista Democrático con otras fuerzas menores). La asamblea eligió a Mustafá Benjaafar, de Ettakatol, como presidente de la misma. El 10 de diciembre de 2011, la asamblea adoptó una constitución provisional y, dos días después, eligió al líder del Congreso para la República, Moncef Marzouki, como presidente provisional de la República. Marzouki propuso como primer ministro a Hamadi Jebali, secretario general de Ennahda, quien fue ratificado por la asamblea y formó un gobierno provisional de coalición entre los tres principales partidos. La Asamblea Constituyente continuó con sus trabajos para aprobar una nueva Constitución mediante complejas negociaciones.
El miércoles 6 de febrero de 2013 era asesinado el líder laico y de izquierdas Chokri Belaid ante su casa en Túnez. En el entierro celebrado dos días después las fuerzas políticas laicas hicieron un demostración de fuerza manifestándose y realizando una huelga general de 24 horas convocada por la Unión General de Trabajadores Tunecinos (UGTT), el sindicato más importante del país, pidiendo la dimisión del gobierno del islamista moderado Hamadi Jebali. Con estos hechos se puso en evidencia la polarización y el creciente enfrentamiento que vivía Túnez entre islamistas y laicos, y que explicaba que la Asamblea Constituyente elegida a finales de 2011 aún no hubiera conseguido aprobar la nueva Constitución. La respuesta islamista no se hizo esperar y tras el entierro un grupo de «barbudos» —como se conoce a los islamistas más radicales— agredieron a Najib Chebbi, líder del Partido Demócrata Progresista al grito de «¡Enemigo de Dios!» y al día siguiente, sábado 9 de febrero de 2013, las juventudes del partido del gobierno Ennahda realizaron una manifestación en defensa de la «legitimidad» del poder que ostenta su partido —obtuvo el 40 % de los escaños en las elecciones de 2011— y contra la «injerencia francesa» —gritaron «¡Francia lárgate! ¡Francia, basta ya!»— haciendo referencia a las declaraciones del ministro francés del Interior Manuel Valls que tras condenar el asesinato del opositor laico tunecino Chokri Belaid lamentó «el auge generalizado del fascismo islámico», lo que también provocó la protesta oficial del gobierno tunecino que calificó la declaración como «inamistosa».
Como ha señalado el analista del diario español El País Ignacio Cembrero, "el proceso es similar al que vive Egipto. Si en este país la corriente islamista —los Hermanos Musulmanes y los salafistas— es mayoritaria excepto, acaso, en las grandes ciudades como El Cairo, en Túnez ambas fuerzas están bastante equilibradas. De ahí que el futuro del país descrito a veces como el laboratorio de la democracia en el mundo árabe sea una incógnita". Belaid no era el primer laico asesinado. En octubre de 2012 Lofti Nagdh, coordinador en Tataouine del partido laico Nidá Tunis, fue linchado por unos exaltados que aún no han sido detenidos. Los dos principales protagonistas de la violencia islamista son los salafistas y la Liga para la Protección de Revolución, que la oposición vincula con el partido gobernante Ennahda.
El texto final de la nueva Constitución fue aprobado 26 de enero de 2014 por la Asamblea Constituyente con 200 votos a favor, 12 en contra y 4 abstenciones. Al día siguiente, el texto fue firmado por el presidente, Moncef Marzouki, presidente de la Asamblea Constituyente, Mustapha Ben Jaafar, y el jefe del gobierno saliente, Ali Larayedh, durante una ceremonia en la sede de la reuniones.
El 10 de julio de 2015 Túnez es designado por EE. UU. como aliado principal no miembro de la OTAN un estatus especial que comparten dieciséis países y que abre la puerta a la entrega de artículos excedentes de defensa y la organización de entrenamientos conjuntos. Los países que ya cuentan con esta designación son: Afganistán, Argentina, Baréin, Egipto, Israel, Japón, Jordania, Kuwait, Marruecos, Nueva Zelanda, Pakistán, Filipinas, Tailandia y República de Corea.
De conformidad con la constitución del 26 de enero de 2014, Túnez fue una república con un sistema semipresidencial de gobierno, basado en la democracia representativa. Bajo este sistema, el presidente de la república es el jefe de Estado, elegido directamente por voto popular para un mandato de cinco años con posibilidad de una sola reelección, mientras que el gabinete está presidido por un jefe de Gobierno designado por el legislativo. 

## Gobierno y política
Desde la aprobación de la Constitución del 25 de julio de 2022, Túnez es una república presidencial en la que el presidente de la república concentra amplios poderes ejecutivos y legislativos. El presidente es simultáneamente jefe de Estado y jefe de Gobierno, tiene la facultad de nombrar y destituir ministros sin necesidad de aprobación parlamentaria.  Bajo este sistema, el mandato del presidente de la república tiene una duración de cinco años con posibilidad de una sola reelección.
Aunque el país proclama la libertad de culto, la religión oficial es el islam y es una obligación constitucional que el presidente sea musulmán. La unicameral Asamblea de Representantes del Pueblo es el órgano legislativo del país, encargado de aprobar la legislación y ratificar al gabinete y al primer ministro. La asamblea cuenta con 217 escaños elegidos mediante representación proporcional por listas para un mandato de no más de cinco años. Desde las elecciones legislativas de 2014, con 68 mujeres electas, el parlamento tunecino es el legislativo con mayor porcentaje de representación femenina del Mundo Árabe.
El sistema legal tunecino está fuertemente influenciado por la ley civil francesa, mientras que la ley de estatus personal se basa en la ley islámica. Los tribunales de la sharia fueron abolidos con la independencia, en 1956. Un Código de Estatus Personal se adoptó poco después de la independencia en 1956, que, entre otras cosas, otorgaba a las mujeres un estatus legal completo (lo que les permitía administrar sus propias empresas, tener cuentas bancarias y buscar pasaportes bajo su propia autoridad). El código prohibió las prácticas de poligamia y repudio y el derecho de un esposo a divorciarse unilateralmente de su esposa. Otras reformas en 1993 incluyeron una disposición para permitir a las mujeres tunecinas transmitir la ciudadanía, incluso si están casadas con un extranjero y viven en el extranjero. La Ley de Estatus Personal se aplica a todos los tunecinos independientemente de su religión. El Código de Estatus Personal sigue siendo uno de los códigos civiles más progresistas en el norte de África y el mundo musulmán.
En Túnez el número de partidos políticos se ha incrementado considerablemente desde la revolución, superando los 100 a la fecha, aunque la mayoría ya existían antes del derrocamiento de Ben Ali y simplemente fueron legalizados con posterioridad. Túnez está incluida en la Política Europea de Vecindad (ENP) de la Unión Europea, que tiene como objetivo acercar a la UE y sus vecinos.

### Política Exterior

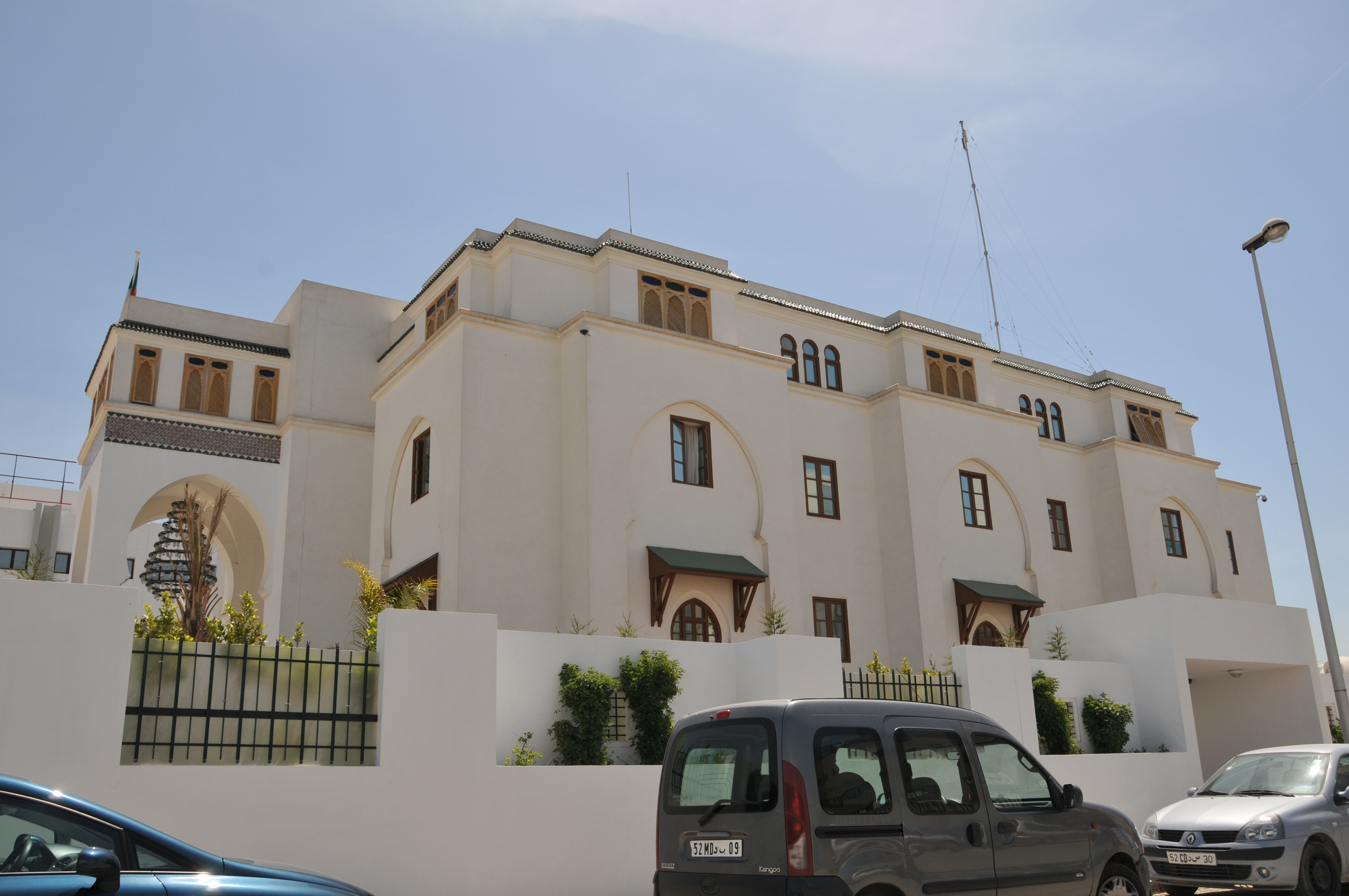
Embajada de Argelia en Túnez

El primer presidente, Habib Burguiba, optó por la no alineación durante la Guerra Fría, al tiempo que mantenía estrechas relaciones con Europa y Estados Unidos. Su sucesor, Zine el-Abidine Ben Ali, mantuvo la tradición tunecina de buenas relaciones con Occidente, al tiempo que desempeñaba un papel activo en los organismos regionales árabes y africanos: en mayo de 2004, el país acogió la 16.ª sesión ordinaria de la Cumbre de la Liga Árabe (de la que Túnez es miembro desde 1958), durante la cual se adoptó la Carta Árabe de Derechos Humanos, y envía regularmente ayuda humanitaria a los palestinos y a los países en crisis. El país es también miembro fundador de la OUA, de la que ocupó la presidencia en 1994-1995, antes de participar en la fundación de la Unión Africana en julio de 2002.
Túnez también ha apoyado el desarrollo de la Unión del Magreb Árabe, que incluye a Argelia, Marruecos, Mauritania y Libia. Sin embargo, los avances siguen siendo limitados debido a las tensiones entre Argelia y Marruecos por el Sáhara Occidental (Antiguo Sahara Español). En febrero de 2001, Túnez se convirtió en miembro de la Comunidad de Estados Sahelosaharianos, y en 2003 acogió la sede del Banco Africano de Desarrollo. Túnez ha sido durante mucho tiempo una voz moderadora en las cuestiones de Oriente Próximo: Bourguiba fue el primer líder árabe que pidió el reconocimiento de Israel por parte de los países árabes en un discurso pronunciado en Jericó el 3 de marzo de 1965.
El país acogió la sede de la Liga Árabe de 1979 a 1990 y la de la OLP de 1982 a 1993, hasta que su comité ejecutivo se trasladó a los Territorios Ocupados por Israel, aunque su departamento político permaneció en Túnez. El país desempeña también un papel moderador en las negociaciones de paz de Oriente Próximo: Túnez fue el primer país árabe en recibir a una delegación israelí en 1993, en el marco del proceso de paz, y mantuvo una representación en Israel hasta el comienzo de la segunda intifada en 2000.

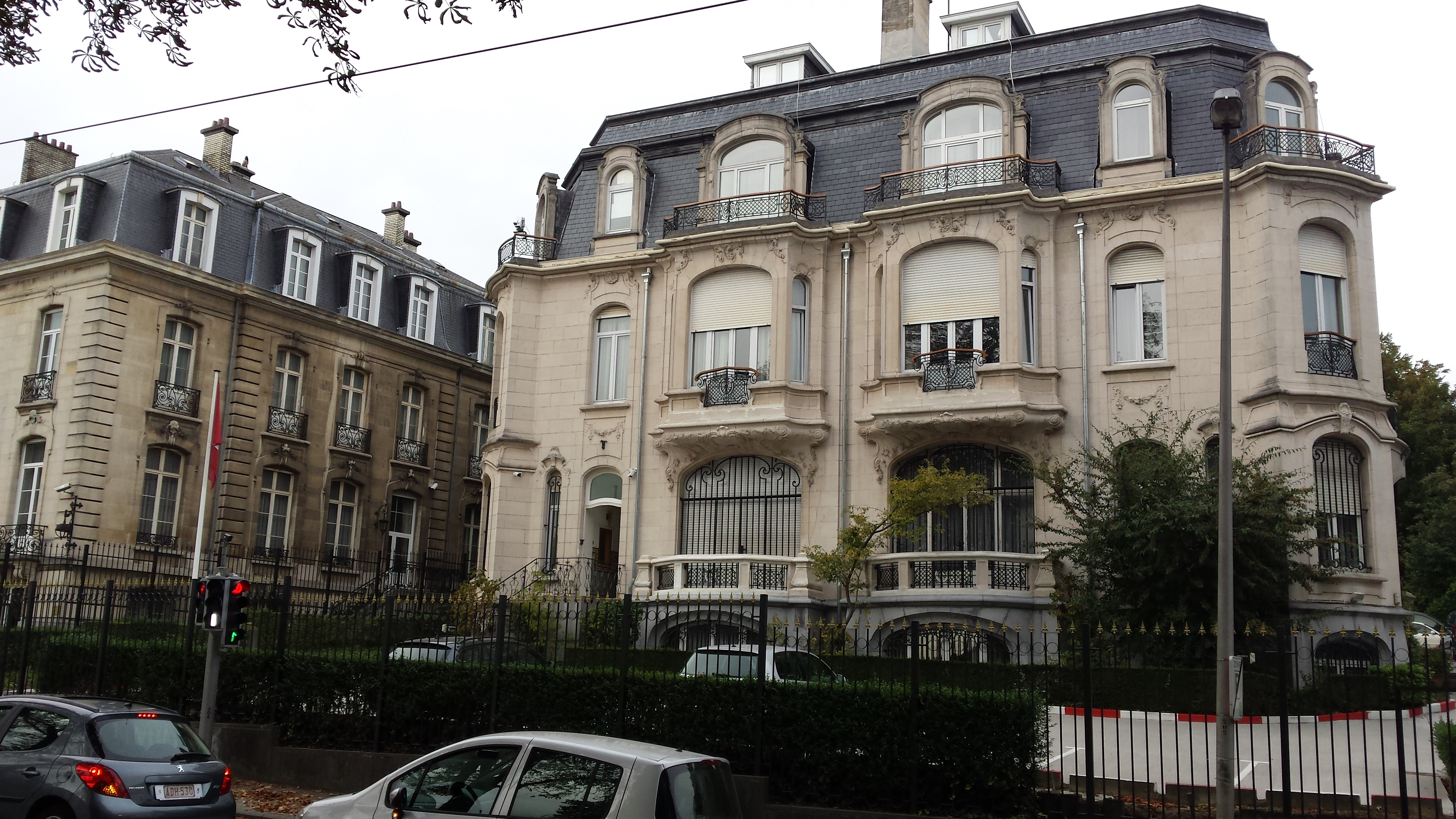
Embajada de Túnez en Bruselas, Bélgica

Situado entre Argelia y Libia, Túnez siempre ha intentado mantener buenas relaciones con sus vecinos, a pesar de tensiones ocasionales. Túnez y Argelia resolvieron un antiguo conflicto fronterizo en 1993 y han cooperado en la construcción del gasoducto transmediterráneo a Italia. Túnez también ha firmado recientemente un acuerdo con Argelia para demarcar la frontera marítima entre ambos países.
Las relaciones con su otro vecino han sido más difíciles desde que Túnez canceló un acuerdo para formar una unión tunecino-libia en 1974. Las relaciones diplomáticas se rompieron entre 1976 y 1977, y volvieron a deteriorarse en 1980, cuando rebeldes apoyados por Libia intentaron tomar la ciudad de Gafsa. En 1982, el Tribunal Internacional de Justicia falló a favor de Libia en la disputa sobre la partición de la plataforma continental rica en petróleo a lo largo de la frontera. La expulsión por parte de Libia de numerosos trabajadores tunecinos en 1985 y las amenazas militares estadounidenses llevaron a Túnez a restringir sus relaciones, que se normalizaron de nuevo en 1987. Aunque apoyó las sanciones impuestas por la ONU a Libia tras los bombardeos aéreos estadounidenses, Túnez se preocupó de mantener buenas relaciones con su vecino. Apoyó el levantamiento de estas sanciones en 2003, y Libia volvió a convertirse en uno de sus principales socios comerciales. No obstante, los dos países siguen manteniendo un contencioso marítimo sobre su frontera común.

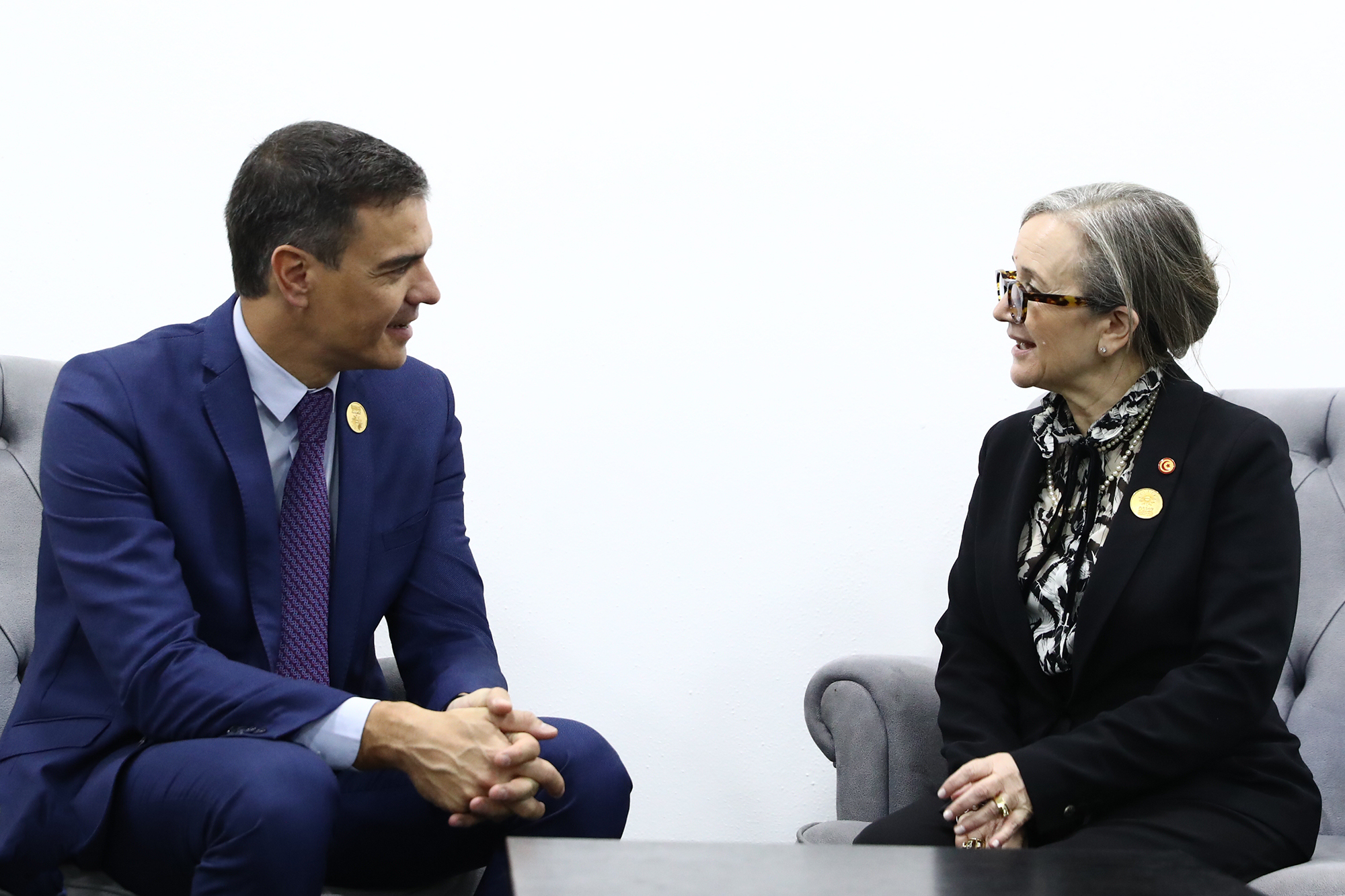
El presidente del Gobierno de España Pedro Sánchez con la entonces Primera ministra de Túnez Najla Bouden

Túnez también afirma su dimensión mediterránea. Participó en el Foro Mediterráneo, que organizó en 2005, y se convirtió en el primer país de la cuenca mediterránea en firmar un acuerdo de asociación con la Unión Europea el 17 de julio de 1995, con el objetivo de reforzar sus vínculos con Europa194. Con su vecino europeo más próximo, Malta, Túnez discute actualmente la explotación petrolífera en la plataforma continental entre ambos países.
Sin embargo, la acción política de Túnez va más allá de las fronteras regionales. En un discurso ante la Asamblea General de las Naciones Unidas en 1999, el presidente Ben Ali pidió la creación de un Fondo Mundial de Solidaridad (inspirado en otros similares) para ayudar a combatir la pobreza en las zonas más desfavorecidas del planeta. El 20 de diciembre de 2002, la Asamblea General adoptó por unanimidad una resolución por la que se creaba este fondo y se fijaban las modalidades prácticas de su establecimiento.

### Justicia
El derecho tunecino sigue inspirándose en gran medida en el derecho francés, tanto en su contenido como en sus principales divisiones (pública y privada) y estructuras.

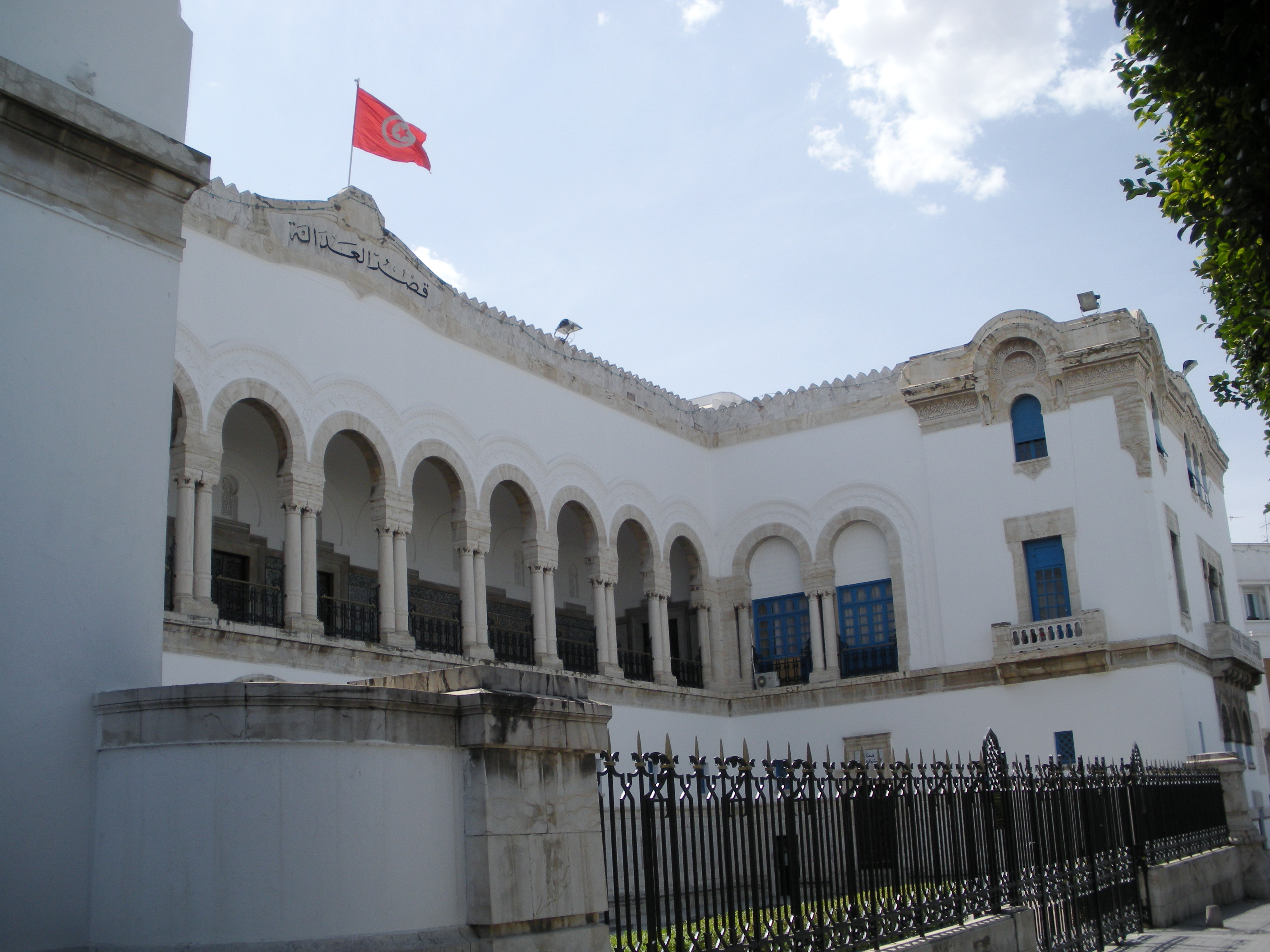
Palacio de Justicia de Túnez

La Constitución garantiza los siguientes principios fundamentales:
- la independencia del poder judicial (art. 100 de la Constitución de 2014)[36]
- el derecho a un juicio justo y a la defensa (art. 105 de la Constitución)
- la igualdad de los ciudadanos ante la ley y la garantía de los derechos y libertades individuales y colectivos.[37]

Bajo los regímenes de Habib Bourguiba y Zine el-Abidine Ben Ali, el poder judicial tunecino siguió estando influido por el ejecutivo. Como jefe del Consejo Superior de la Magistratura, el presidente nombra a los jueces por decreto, y los destituye o traslada por recomendación del Consejo. Algunos principios fundamentales del derecho, como el principio de presunción de inocencia (art. 12 de la Constitución de 1959) y la irretroactividad de la ley (art. 13 de la Constitución de 1959), están garantizados, así como la inviolabilidad del domicilio, la libertad de circulación y la libertad de opinión, expresión, publicación, reunión y asociación, aunque estos derechos pueden estar limitados por disposiciones legales o por la seguridad del Estado (arts. 8 a 10). El sistema judicial se fijó en la ley de 1967 sobre la organización del poder judicial, y las normas de competencia (atribución, competencia territorial y competencia excepcional) en otros textos, entre ellos el Código de Procedimiento Penal de 24 de julio de 1968.

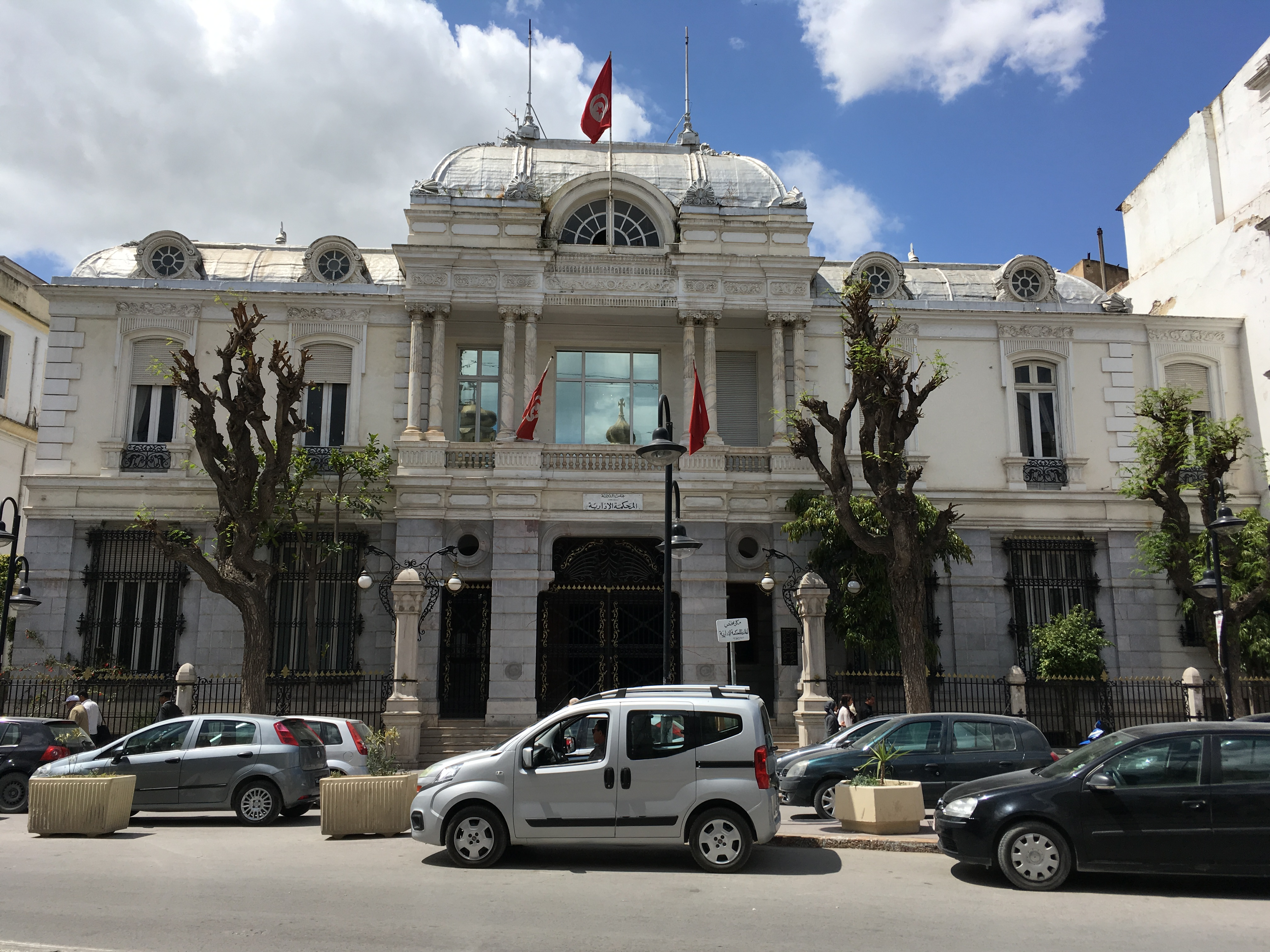
Antigua sede del Tribunal Administrativo de Túnez, Monumento histórico desde 2001

El sistema judicial tiene tres componentes principales:
1. los tribunales judiciales, constituidos por el Tribunal de Casación, los tribunales de segunda instancia y los tribunales de primera instancia.
2. los tribunales administrativos, compuestos por el Tribunal Superior Administrativo (Tribunal administratif supérieur), los tribunales administrativos de apelación y los tribunales administrativos de primera instancia.
3. los tribunales financieros, constituidos por el Tribunal de Cuentas y sus diferentes órganos.

Los tribunales militares son competentes para conocer de los delitos militares. Dos tercios del Consejo Superior de la Magistratura (Conseil supérieur de la magistrature) están compuestos por magistrados, la mayoría de los cuales son elegidos y eligen a un presidente de entre sus miembros. Un Tribunal Constitucional revisa la constitucionalidad de las leyes, los tratados internacionales y el reglamento interno de la Asamblea de Representantes del Pueblo a petición.
En febrero de 2011, 130 personas estaban condenadas a muerte, entre ellas cuatro mujeres. La última vez que se ejecutó una condena a muerte fue en octubre de 1991. El 24 de julio de 2015, el Parlamento aprobó una ley que restablecía la pena de muerte por actos terroristas.

### Defensa
En 2008, Túnez contaba con un ejército de 27 000 efectivos equipados con 84 carros de combate principales y 48 tanques ligeros. La marina contaba con 4800 efectivos que operaban 25 lanchas patrulleras y otras 6 embarcaciones. La Fuerza Aérea Tunecina tiene 154 aeronaves y 4 vehículos aéreos no tripulados. Las fuerzas paramilitares estaban formadas por una guardia nacional de 12 000 miembros. El gasto militar de Túnez era del 1,6% del PIB en 2006. El ejército es responsable de la defensa nacional y también de la seguridad interna. Túnez ha participado en los esfuerzos de mantenimiento de la paz en la República Democrática del Congo y Etiopía y Eritrea. Los despliegues de mantenimiento de la paz de las Naciones Unidas para las fuerzas armadas tunecinas han estado en Camboya (UNTAC), Namibia (UNTAG), Somalia, Ruanda, Burundi, el Sáhara Occidental (MINURSO) y la misión de los años 1960 en el Congo, ONUC. Históricamente, el ejército ha desempeñado un papel profesional y apolítico en la defensa del país frente a amenazas externas. Desde enero de 2011 y bajo la dirección del poder ejecutivo, el ejército ha asumido una responsabilidad cada vez mayor en materia de seguridad interna y respuesta a crisis humanitarias. Túnez es el 73.º país más pacífico del Mundo, según el Índice de Paz Global de 2024.

## Geografía

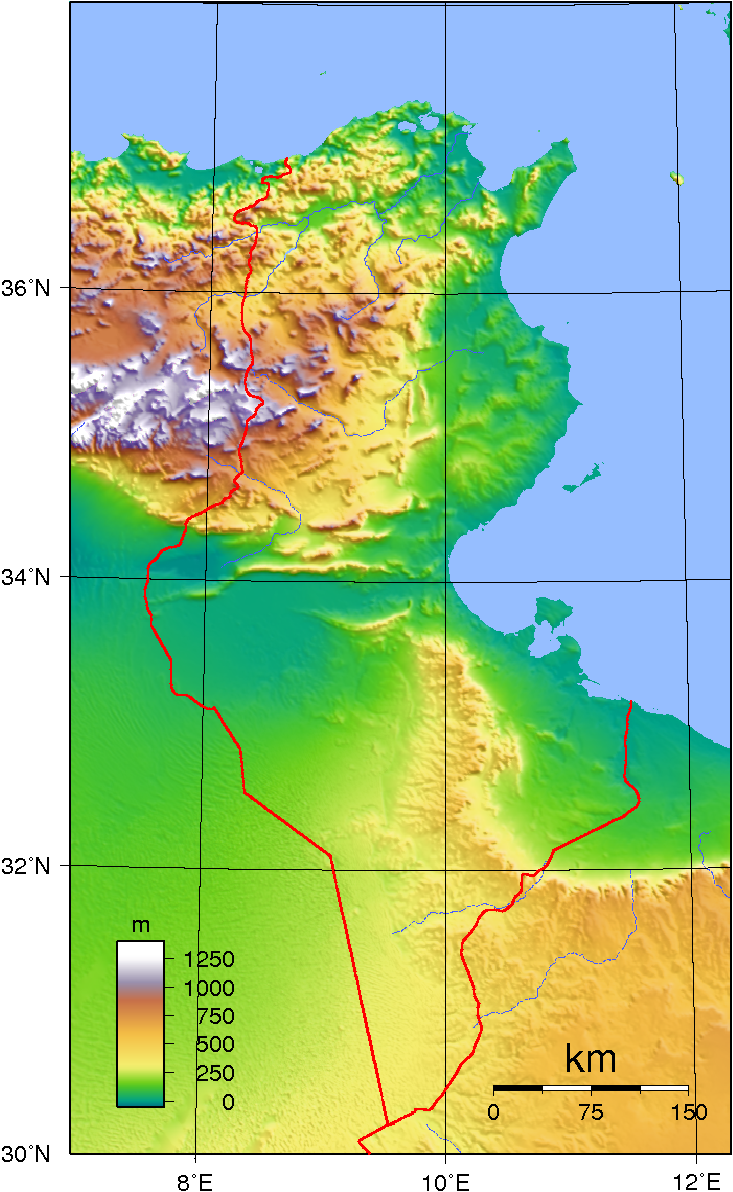
Topografía de Túnez.

La capital de Túnez es la ciudad del mismo nombre, Túnez, y está ubicada en las siguientes coordenadas cartográficas: 36° 50′ N 10° 9′ E. Túnez se encuentra en el norte de África, entre el mar Mediterráneo y el desierto del Sahara, y entre Argelia y Libia. Cerca del 40 % de la superficie de su territorio es desértico, la otra parte está constituida por tierras fértiles.
En el norte, hay montañas y el clima es templado, con inviernos suaves, lluviosos, veranos calurosos y secos. El rango de temperaturas en el norte oscila entre 34 y 6 °C. En el sur, hay desiertos que se extienden hasta el Sahara. No obstante, a pesar de su aridez en el sur, en el norte existen bosques de pinos, y prados ideales para el ganado, en el noreste, así como huertos y viñas a lo largo de la costa oriental.
Solamente el 19 % de la tierra es cultivable, aunque su 13 % es de regadío (est. 1993). Túnez es el país más pequeño de los Estados del noroeste de África y ocupa el puesto número 89 en la lista de los países del planeta por su extensión. Tiene una superficie total de 163 610 km². De esta superficie, 155 360 km², es decir, el 94,5 % de la superficie total, son terrestres. El resto, 8250 km², el 5,5 %, son superficies de agua.
El punto más alto de Túnez es el monte Jebel Chambi, al norte de la ciudad de Kasserine, y tiene 1544 m s. n. m. La superficie del monte está cubierta de pinos.
Túnez posee 1034 km de fronteras con Argelia y 461 km de fronteras con Libia. Además, posee una línea costera de 1148 km de longitud. No obstante, su litoral está plagado de pequeñas islas. Entre la isla de Sicilia y Túnez existe una distancia de solo 130 km.
Los elefantes, inmortalizados por Aníbal al usarlos en sus batallas, se han extinguido en Túnez. Los leones también desaparecieron hace siglos, utilizados por los romanos en sus espectáculos. Los colonos franceses casi llevaron a la extinción al ciervo de Berbería y algunas especies de gacelas. En el norte pueden encontrarse en los bosques jabalíes, mangostas, puercoespines y jinetas. Las avestruces, cabras salvajes y antílopes están protegidos en el parque nacional de Bou Hedma. En el desierto se puede encontrar al escurridizo fenec, así como escorpiones y víboras cornudas. Una especie de varano también habita el desierto. El parque nacional del Ichkeul es un refugio de vida silvestre cercano a la capital, donde habitan aves acuáticas. Las aves migratorias, halcones, cigüeñas y águilas, llegan en primavera y otoño.

Alguna geográfica diversitica de Túnez
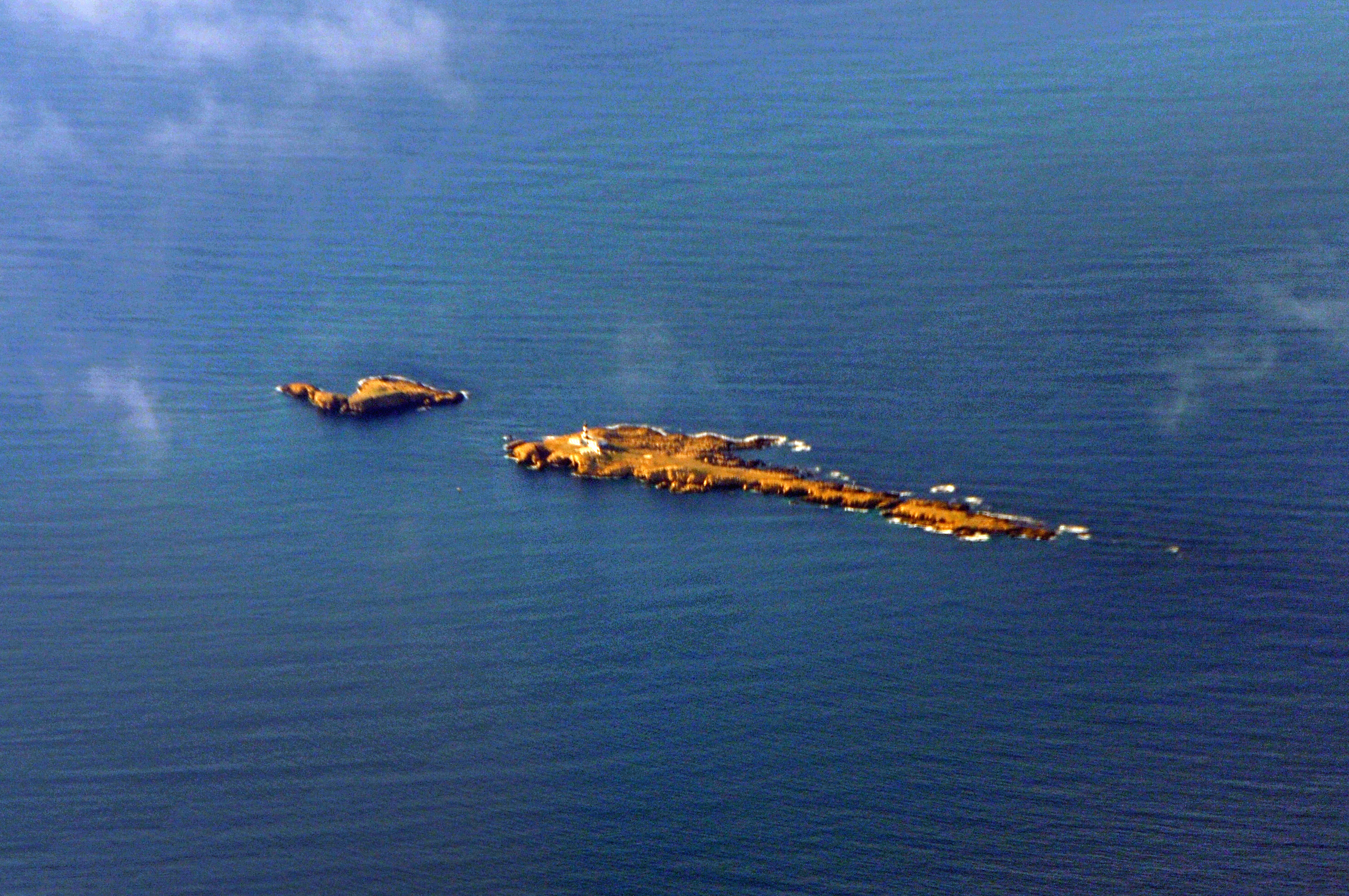
Islas Cani (Bizerta).
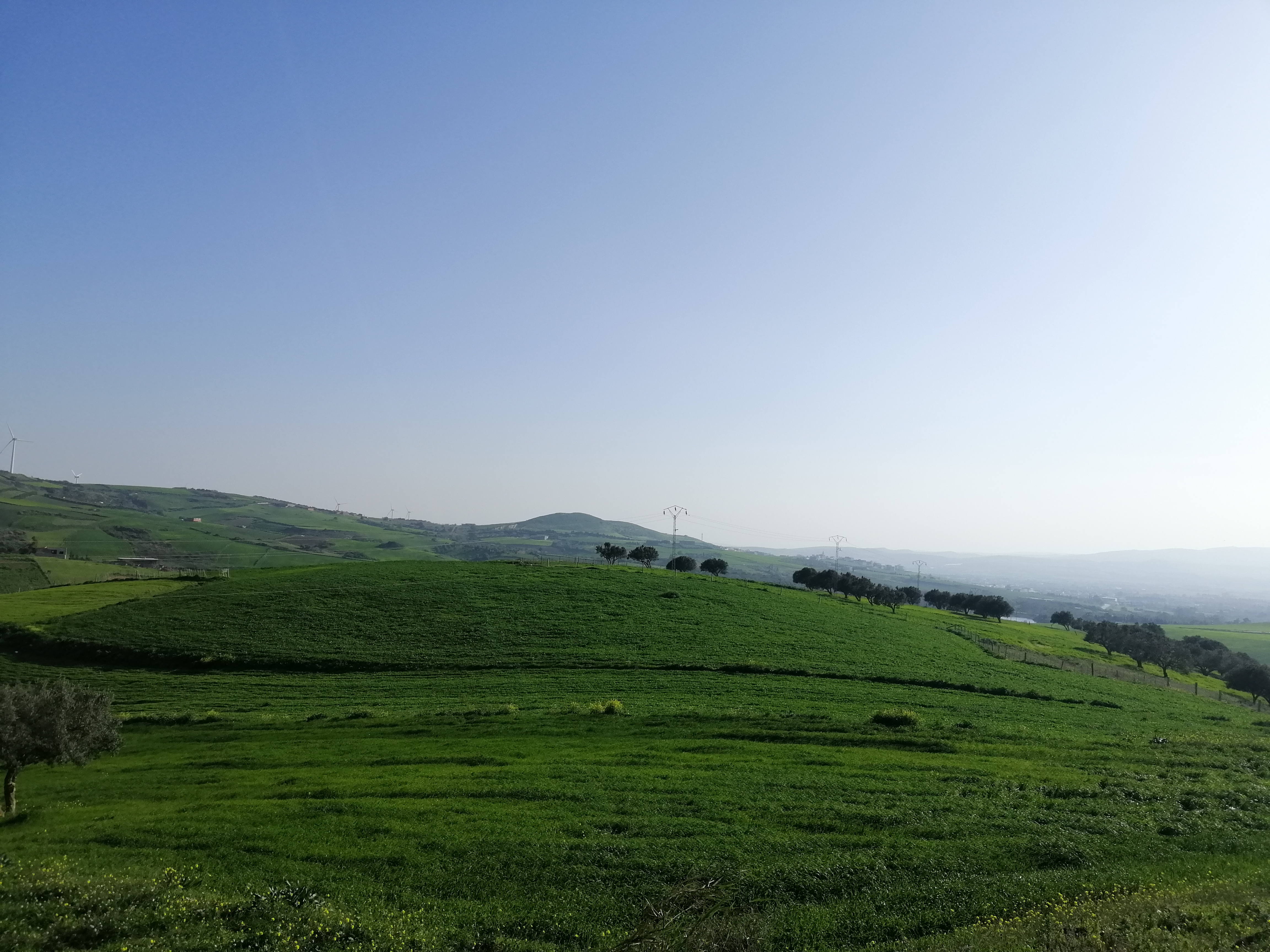
Vista de Metline.
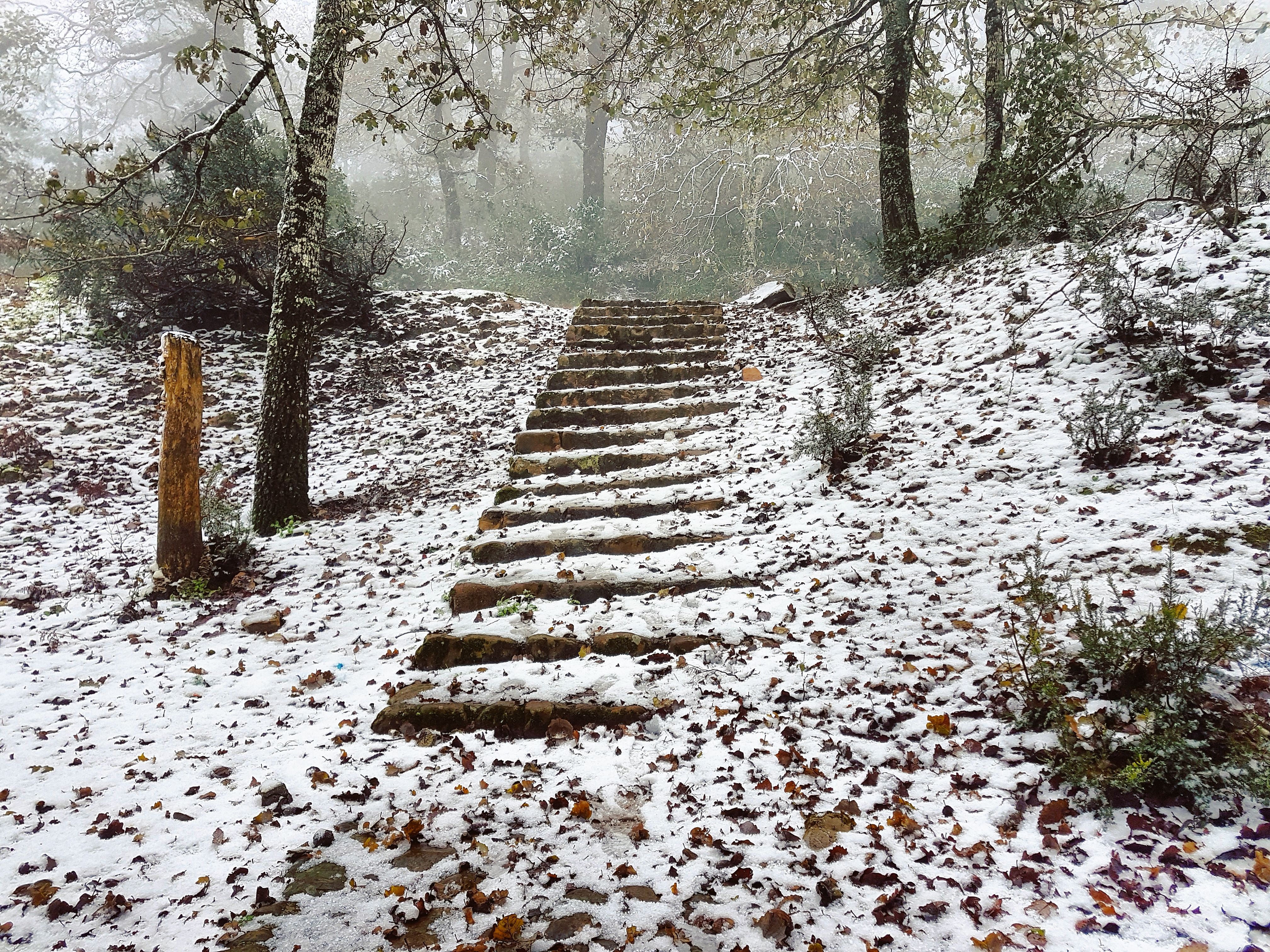
Nieve en Aïn Draham.
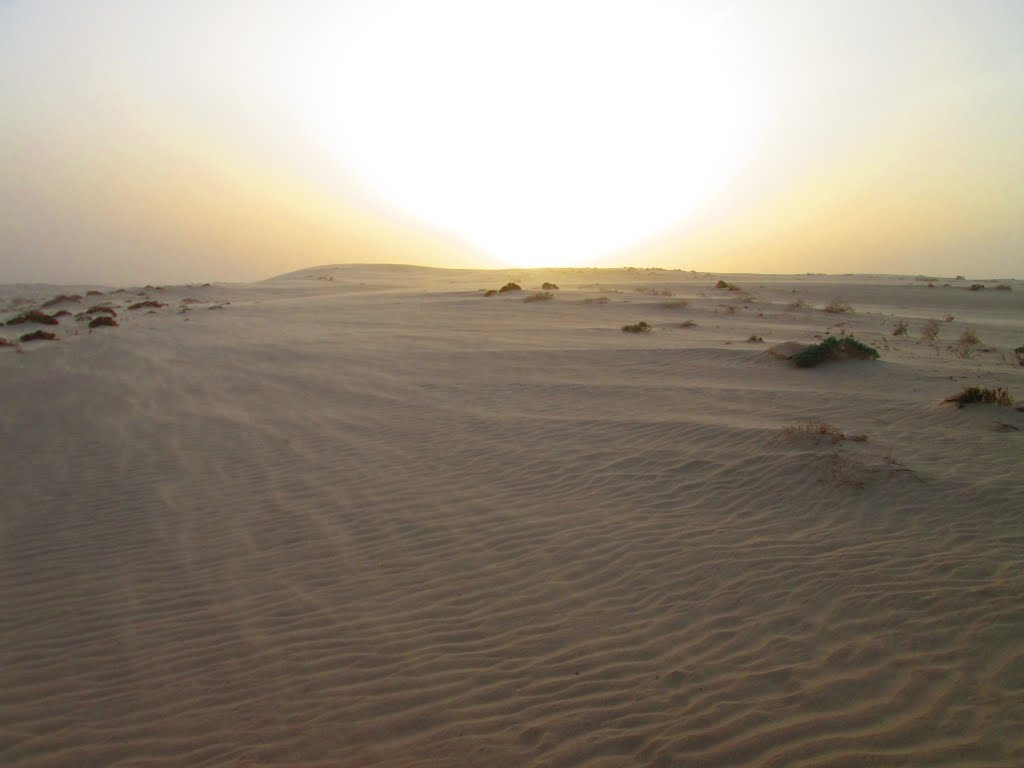
Puesta de sol en el desierto de Nafta.
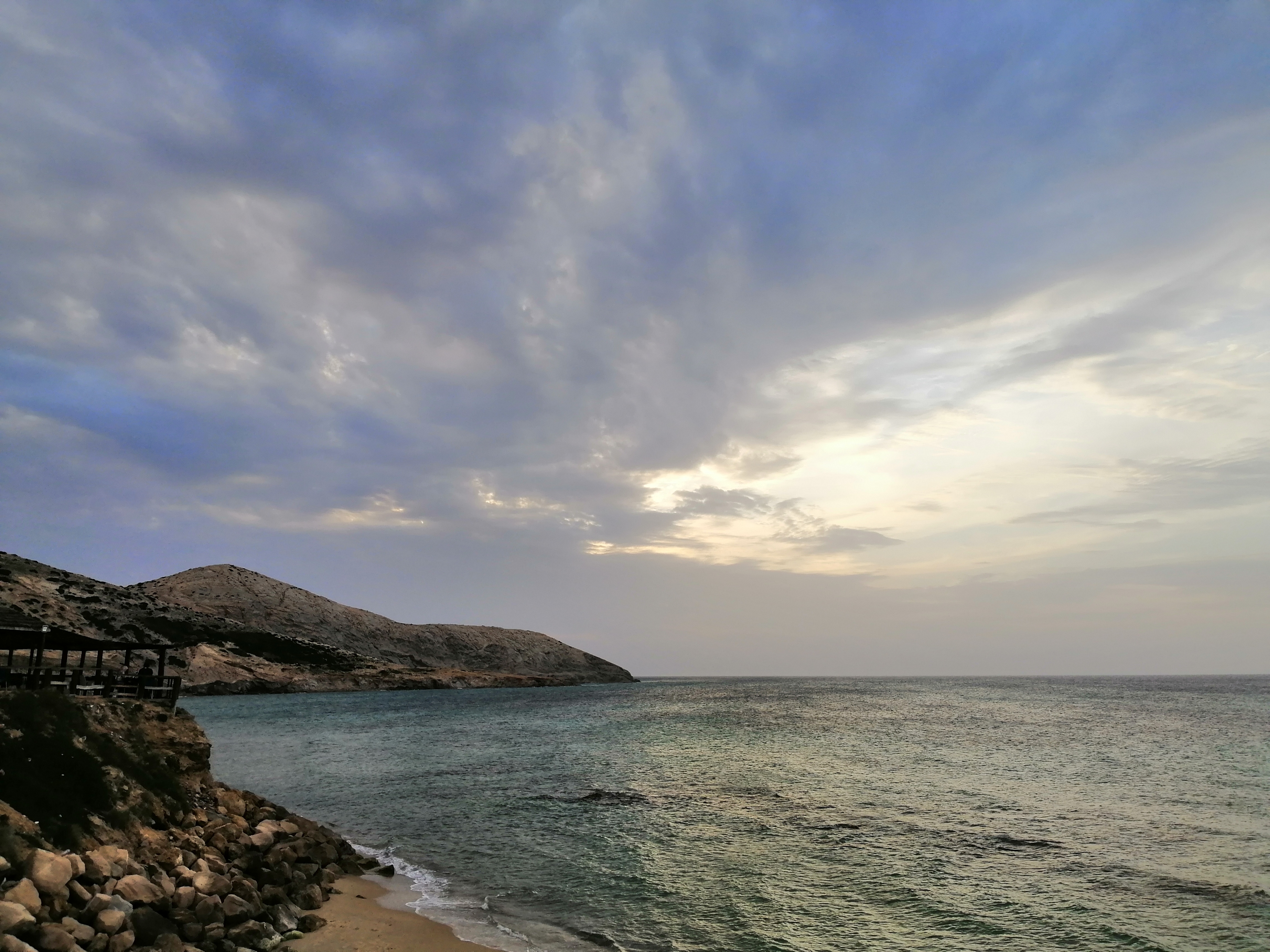
Gorra blanca en Bizerta.
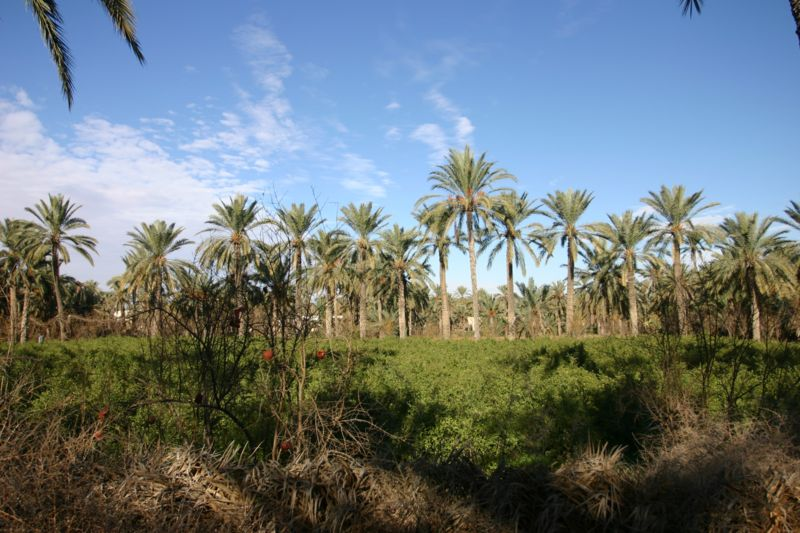
Oasis de Gabes.

### Fronteras naturales

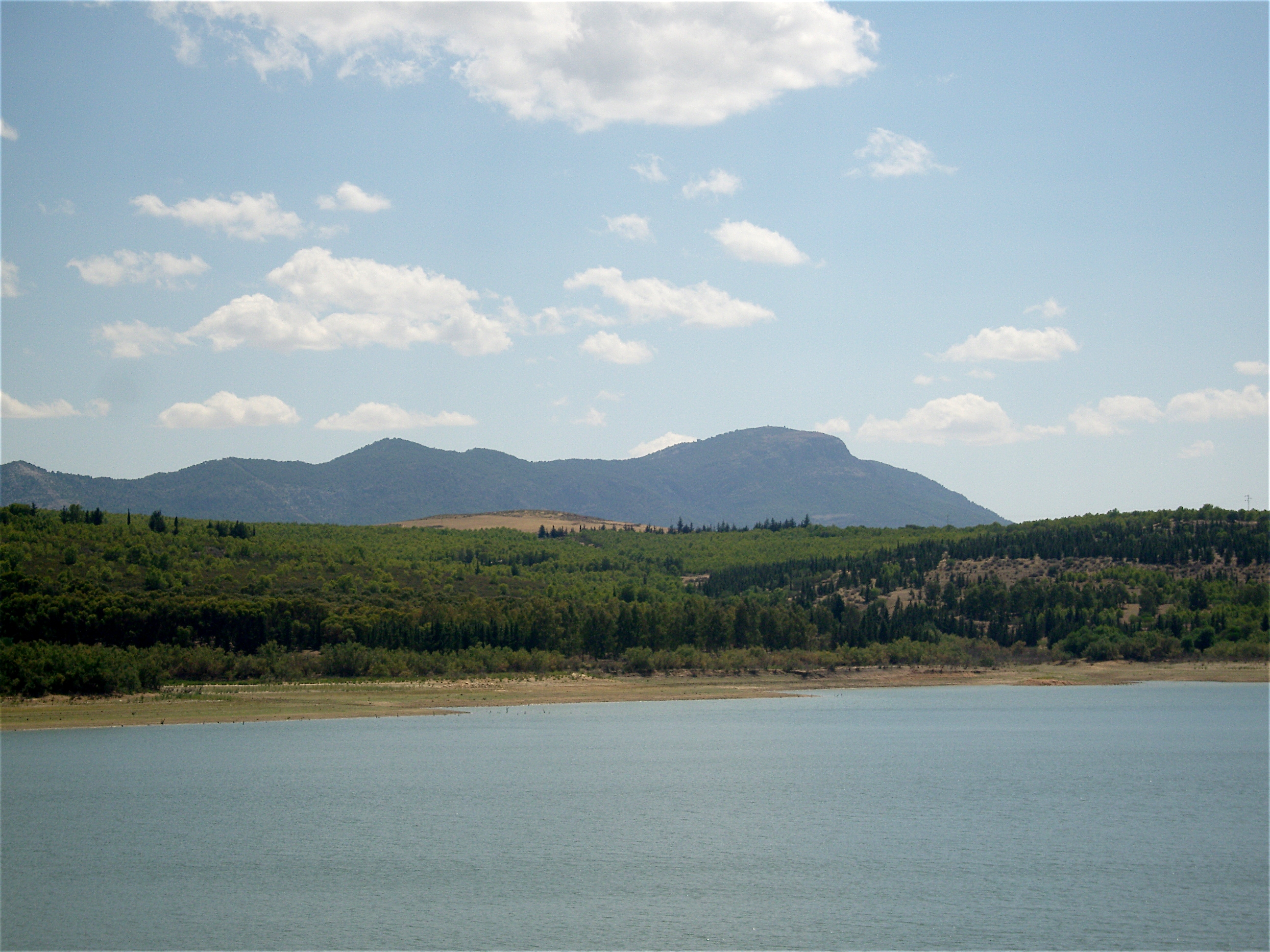
Vista de Djebel Ballouta con la costa. La costa mediterránea norte es rica en vegetación.

Túnez se puede dividir de norte a sur en varias regiones topográficas que se distinguen con facilidad. Empezando por el norte y yendo hacia el sur, en primer lugar se encuentra una serie de cadenas montañosas, entre ellas la cordillera del Atlas, en la llamada región del Tell, que ocupan la mitad septentrional del país y atraviesan el territorio tunecino transversalmente desde el suroeste hacia el noreste, con alturas que oscilan entre los 610 y los 1544 m s. n. m., alcanzando el punto más alto de esta cordillera, el llamado Jebel de Ech Chambi, que a su vez es el punto más alto de Túnez.
En estos territorios se juntan los valles fértiles y las mesetas con las montañas. En esta zona es donde nace el río más largo de Túnez, el Majardah o Meyerda, de 460 km de longitud, que cruza la zona de oeste a este para luego llegar al golfo de Túnez, donde desemboca.
Hacia el sur, el paisaje cambia las montañas por una meseta con una altitud de 610 m s. n. m de media. Estas mesetas descienden poco a poco hasta una zona formada por lagos salados, conocidos como shatts o chotts, que se extienden de este a oeste y que, en su mayoría, se encuentran al nivel del mar. Entre estos lagos se pueden destacar el Djerid y el Bizerta. Esta zona se caracteriza por su naturaleza de estepa semidesértica.

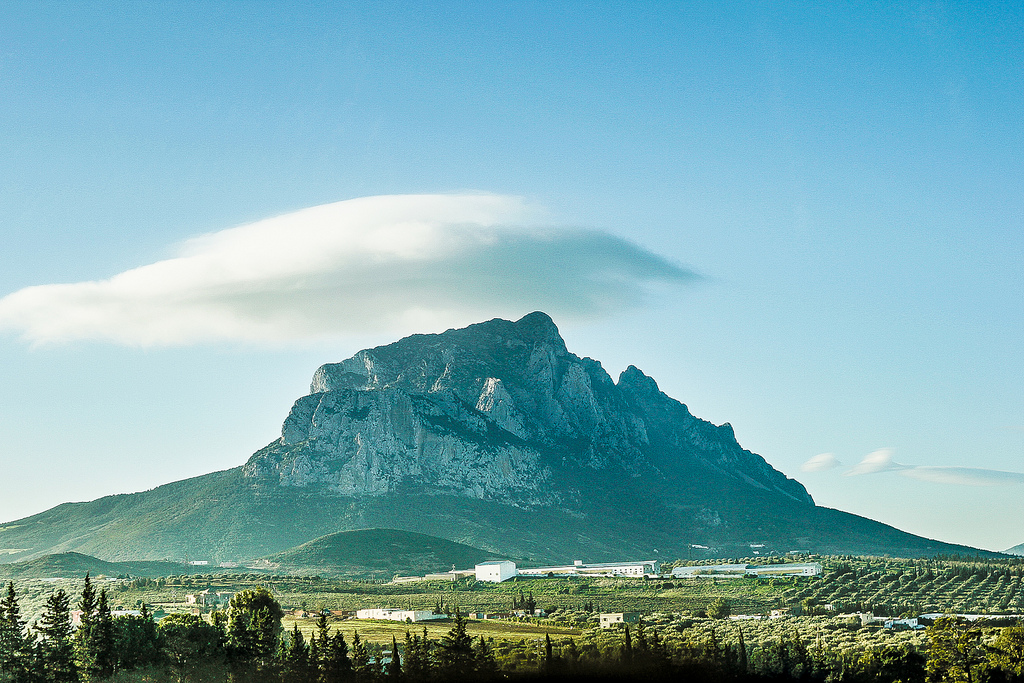
Jebel Rassas, Ben Arous.

En la zona más austral, los shatts se unen al desierto del Sahara, que ocupa el 40 % de la superficie total de Túnez. En la zona que está entre los shatts y el desierto del Sahara existen numerosos oasis; sobre todo en las cercanías de la ciudad de Gabes, situada en el centro del homónimo golfo de Gabes que recibe el mismo nombre, en la zona más cercana a la frontera con Libia. En esta región, los amplios oasis abundan, y en ellos crecen cerca de 400 000 palmeras datileras. Los oasis se utilizan también como campo de cultivo; estos cultivos llegan en parte hasta la costa.
Por el norte, Túnez limita con Argelia y describe una frontera que es definida por las irregularidades del terreno en la cordillera del Atlas, a excepción de la zona más al norte en la que la frontera es definida por el parque natural argelino de El Kala. Estas limes naturales se suceden a todo lo largo del sistema montañoso que atraviesa Túnez, pero cuando ese sistema desciende y aparece el desierto del Sahara, más concretamente, el Gran Erg Oriental, la frontera con Argelia se convierte en una simple recta, dado que no existe en ese territorio ningún accidente geográfico capaz de dar forma a una frontera.
La frontera con Libia está marcada principalmente por los altiplanos de la región libia de Tripolitania. Se puede observar que todas las fronteras naturales de Túnez vienen delimitadas por altiplanos y montañas, lo cual se debe a que en Túnez los ríos son casi inexistentes.

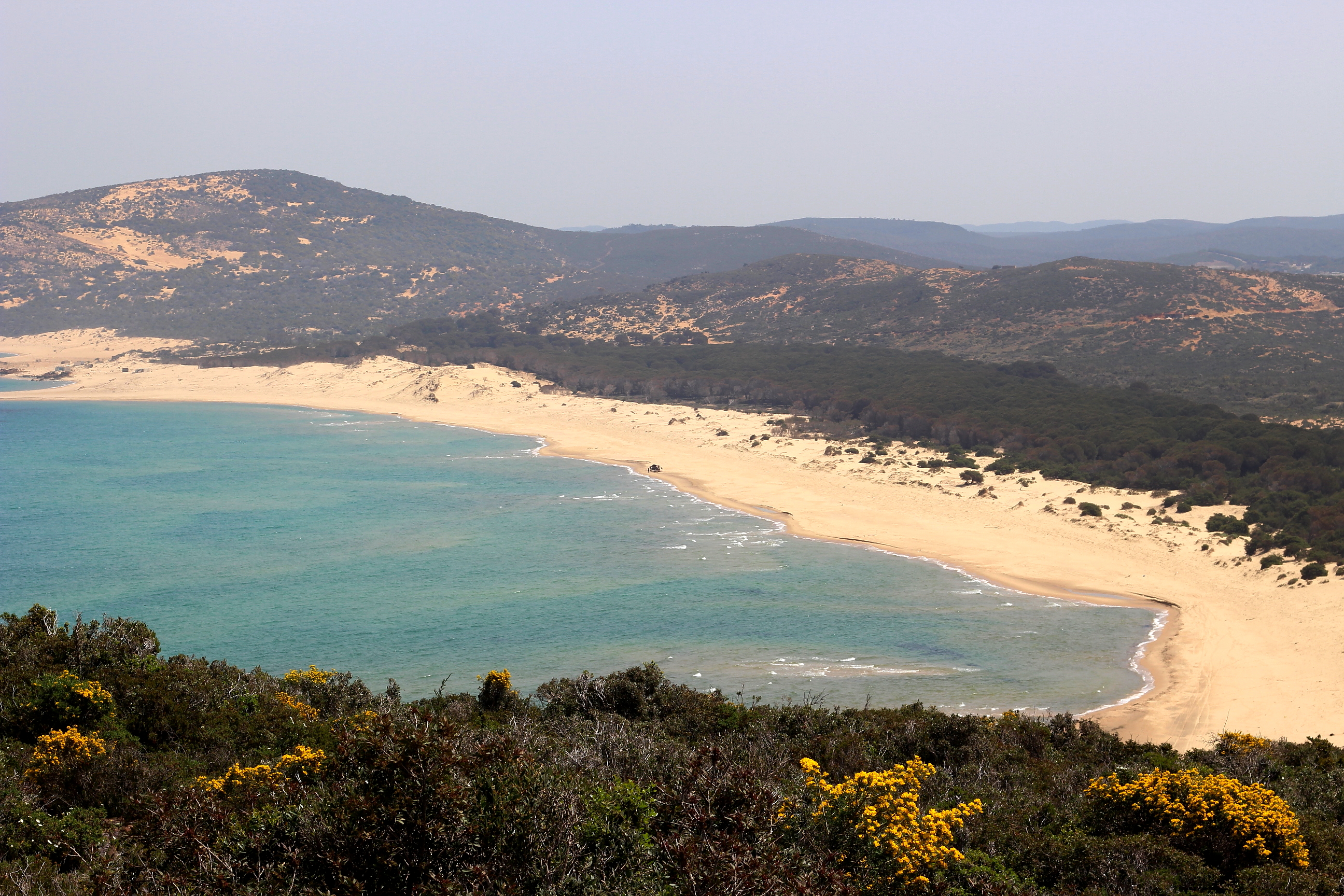
Playa del Cabo Serrat en Túnez

### Relieve
El relieve tunecino se basa en el Atlas telliano en el norte y la cordillera del Atlas en el centro del país. En el sur de Túnez se extiende una estepa semidesértica para luego convertirse en el desierto del Sahara.
El punto más alto del país, el Djebel Chambi, se encuentra en su centro, en la cordillera del Atlas, y mide 1544 m s. n. m. de altura. Alrededor de este pico se extiende el parque natural de Jebel Chambi. A su vez el punto menos elevado es el Shatt Al Gharsah, en el suroeste del país, en la frontera con Argelia, y está a 17 m por debajo del nivel del mar. Muy cerca de este shatt está el Shatt El Jerid, el más grande de Túnez.
Entre las ciudades de Bizerta y Tabarka se halla una prolongación del Atlas denominada cordillera de Dorsale, donde abundan los campos de cultivo. Esta región produce la mayor parte de los alimentos del país y exporta numerosos tipos de cultivo, como el de la aceituna o los cítricos. En el relieve del centro y norte de Túnez se alternan las grandes regiones montañosas de la cordillera del Atlas con las depresiones que generan algunos ríos o los shatts.

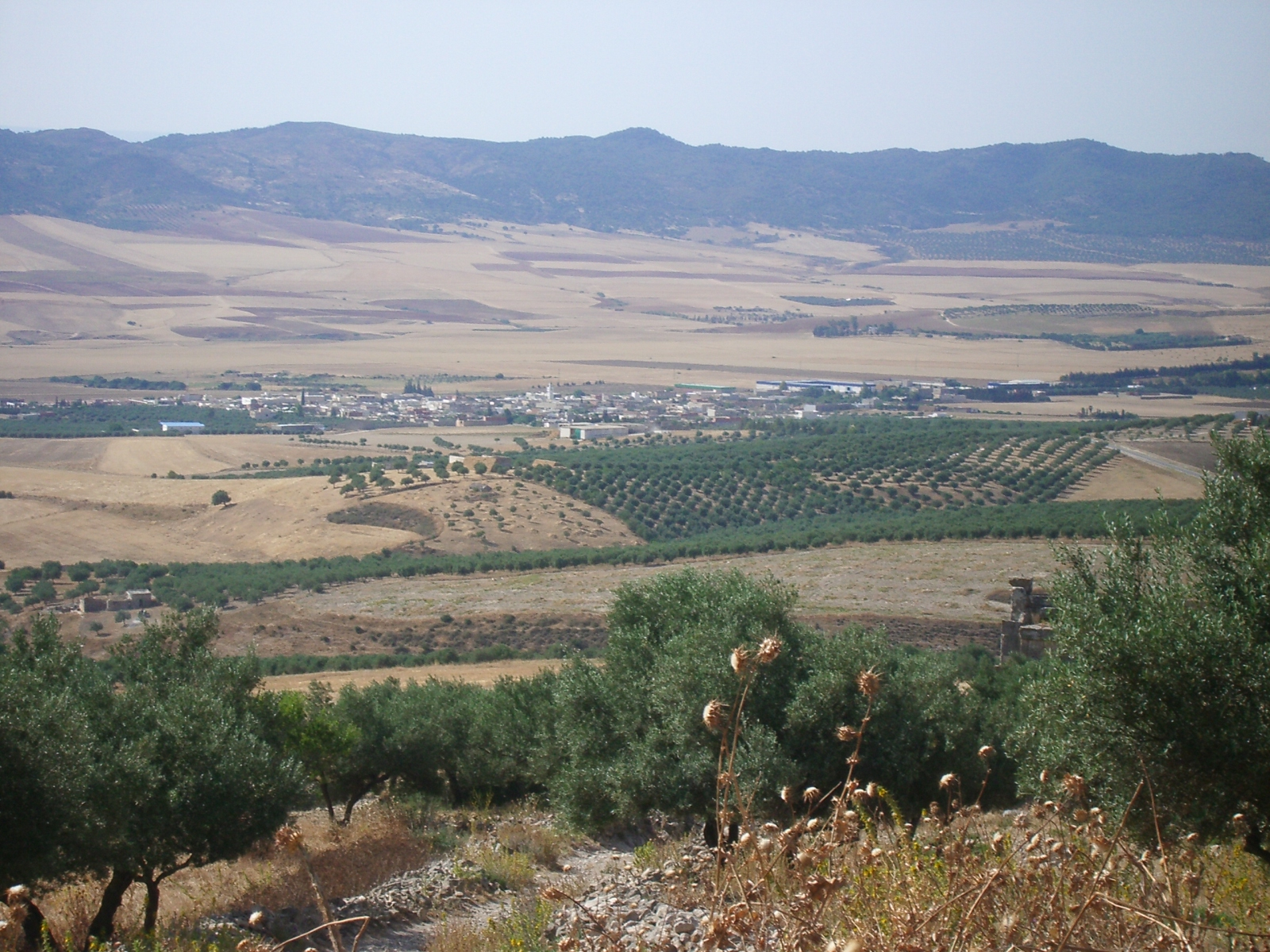
Paisaje del norte de Túnez.

Túnez cuenta entre sus montañas con bastantes parques naturales, como el de Jebel Chambi, donde se encuentra el punto más alto del país, el Jebel Bu Hedma, el parque nacional de Ichkeul o el parque Bu Kornine.
En el sur se extiende el Gran Erg Oriental, donde destaca la planicie del terreno por el hecho de ser un desierto. Destacan las poblaciones de Tozeur, Douz y Medenin. En esta región la biodiversidad es escasa y la población en su mayoría es de origen berebere, en la antigüedad nómada, pero actualmente, la mayoría están asentados y han fundado ciudades y pueblos como Matmata. También habitan en esta zona los tuaregs, aunque en su mayoría han desaparecido. En esta zona escasean las ciudades y las vías de comunicación.

### Ecología
Según WWF, el territorio de Túnez se reparte entre cinco ecorregiones:
- Bosque montano norteafricano en las montañas del noroeste.
- Bosque mediterráneo norteafricano en la costa y la mitad norte del país.
- Estepa arbustiva mediterránea en el centro.
- Estepa del Sahara septentrional en la mitad sur.Camaleón común.

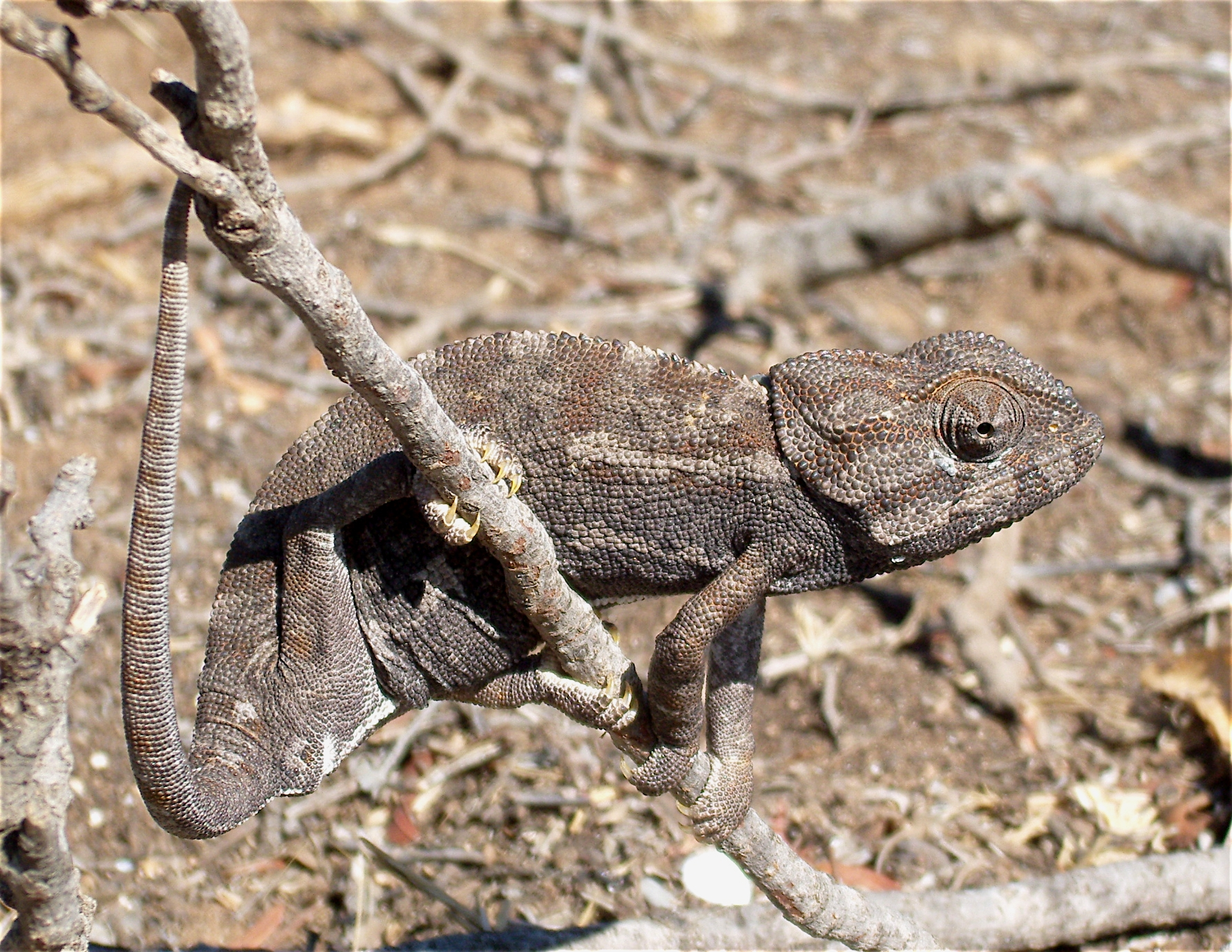
Camaleón común.

- Salobral del Sahara en varios humedales del centro y norte del país.

El parque de Ichkeul que tiene más de 12 600 ha, está inscrito en la lista del patrimonio mundial del UNESCO. Existen también 16 reservas naturales que sirven de hogar a muchas especies con un valor ecológico importante y ecosistemas vulnerables.
Según un estudio del programa mediterráneo de la WWF, la región de la costa noroeste sería uno los 13 sitios del Mediterráneo que tiene más diversidad de animales y vegetales.

### Fauna
La fauna de Túnez está compuesta por una gran variedad de animales, principalmente de afinidad mediterránea y sahariano-sindia. Algunas especies se cree han desaparecido de forma permanente, otras permanecieron y otro grupo fue reintroducido

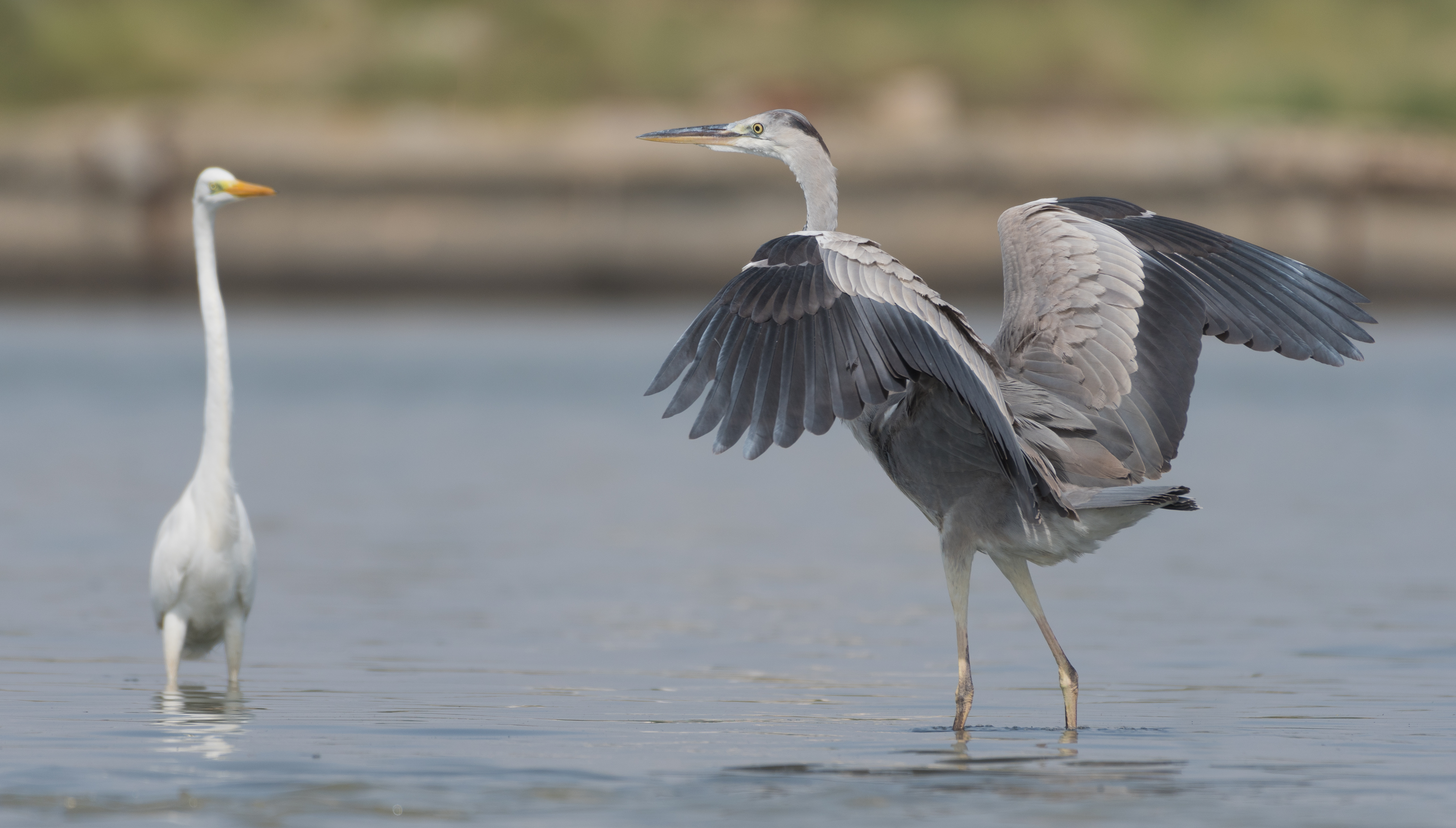
Garza real (Ardea cinerea) y garceta grande (Ardea alba) en el lago sur de Túnez

El serval es una especie de mamífero que solía vivir en el norte del país, y los últimos registros datan de 1935. Se han reintroducido tres servales (Leptailurus serval) en el parque nacional de El Feija. También existe una granja de cría en Dar Chichou, en Cap Bon, con vistas a su reintroducción más amplia en el país.
El addax (Addax nasomaculatus), una especie de antílope, ha sido reintroducido en el Parque Nacional de Bouhedma. Mientras que el  órix de cuernos de cimitarra u órix blanco (Oryx dammah) ha sido reintroducido en el parque nacional de Bouhedma. La gacela dama (Gazella dama) por su parte ha sido reintroducida en esa misma área protegida
El avestruz africano (Struthio camelus) ha sido reintroducido en el parque nacional de Bouhedma. Se cree que los avestruces reintroducidos pertenecen a la subespecie Molybdophanes, a veces elevada al rango de especie (Struthio molybdophanes), mientras que es la subespecie nominal (Struthio camelles camelles) y no la subespecie de África oriental la que solía poblar el Sáhara y aún lo hace en la región del Sahel.

## Organización político-administrativa
Túnez se divide en 24 gobernaciones o wilayāt.
- Ariana
- Béja
- Ben Arous
- Bizerta
- Cairuán
- Gabes
- Gafsa
- Jendouba
- Kasserine
- Kebili
- Kef
- Mahdía
- Manouba
- Medenine
- Monastir
- Nabeul
- Sfax
- Sidi Bou Said
- Siliana
- Susa
- Tataouine
- Tozeur
- Túnez
- Zaghouan

Mapa de las gobernaciones de Túnez.

Túnez pertenece a varias organizaciones de cooperación internacionales como la Liga de Estados Árabes, de La Unión Africana (UA) y de la Comunidad de los estados saharui-sahariano (CEN-SAD).

## Economía

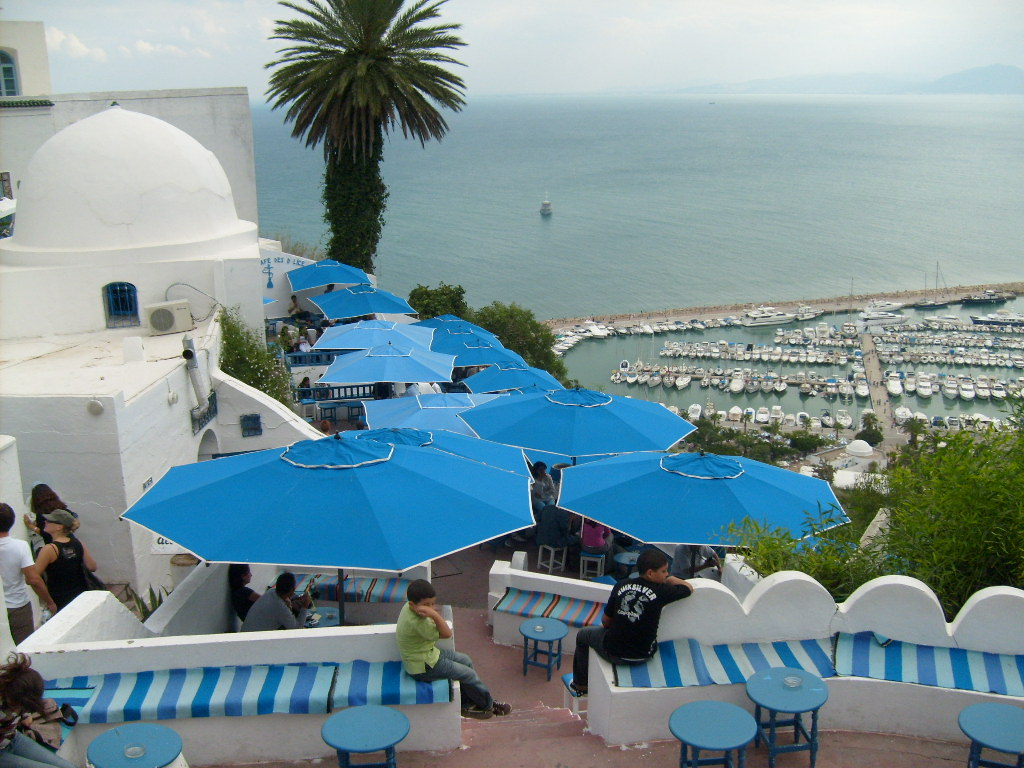
Vista del Café des Délices, en Sidi Bou Saïd.

En la antigüedad como consecuencia de la frágil economía del país, se permitió la circulación de monedas extranjeras en todo el territorio. Para ello el rey Muhammad III ibn al Husayn (1293-1299 hégira) utilizó una contramarca que contenía números en árabe y una estrella. Esta marca se estampó sobre monedas de plata de 8 reales españolas, 5 francos de Napoleón y talers de la reina María Teresa I de Austria. También existen algunas contramarcas con la palabra “TÚNEZ” en árabe.
Túnez tiene una economía diversa, donde los sectores de mayor importancia son la agricultura, minería, energía, turismo, petróleo y empresas manufactureras. A Túnez le faltan los inmensos recursos naturales de los países vecinos, pero la dirección económica cuidadosa y exitosa ha traído una prosperidad razonable. Los productos agrícolas principales son trigo, cebada, aceite de oliva y las frutas, pero necesitan importar gran cantidad de otros comestibles, particularmente en años de sequía que han sido frecuentes en los últimos años. Las tierras cultivables representan 4,9 millones de hectáreas, de los que 1,6 están destinadas a los cereales, otros 1,6 a los olivares y 0,4 a los campos irrigados.
Cuenta con minas de fosfato, hierro y zinc. Túnez es un exportador modesto de petróleo. El sector industrial procesa la mina de fosfato y trabaja productos químicos derivados del petróleo. Las recientes caídas del precio del petróleo y de los fosfatos han obligado al Gobierno a someterse a las directrices económicas del FMI, aceptando determinadas reformas a cambio de préstamos blandos. De acuerdo con el British Philip's University Atlas del 2000, Túnez posee una reserva de fosfato en la parte central del país. El Gobierno ha recortado el gasto público, ha abolido el control del comercio e introducido medidas para hacer totalmente convertible al dinar.

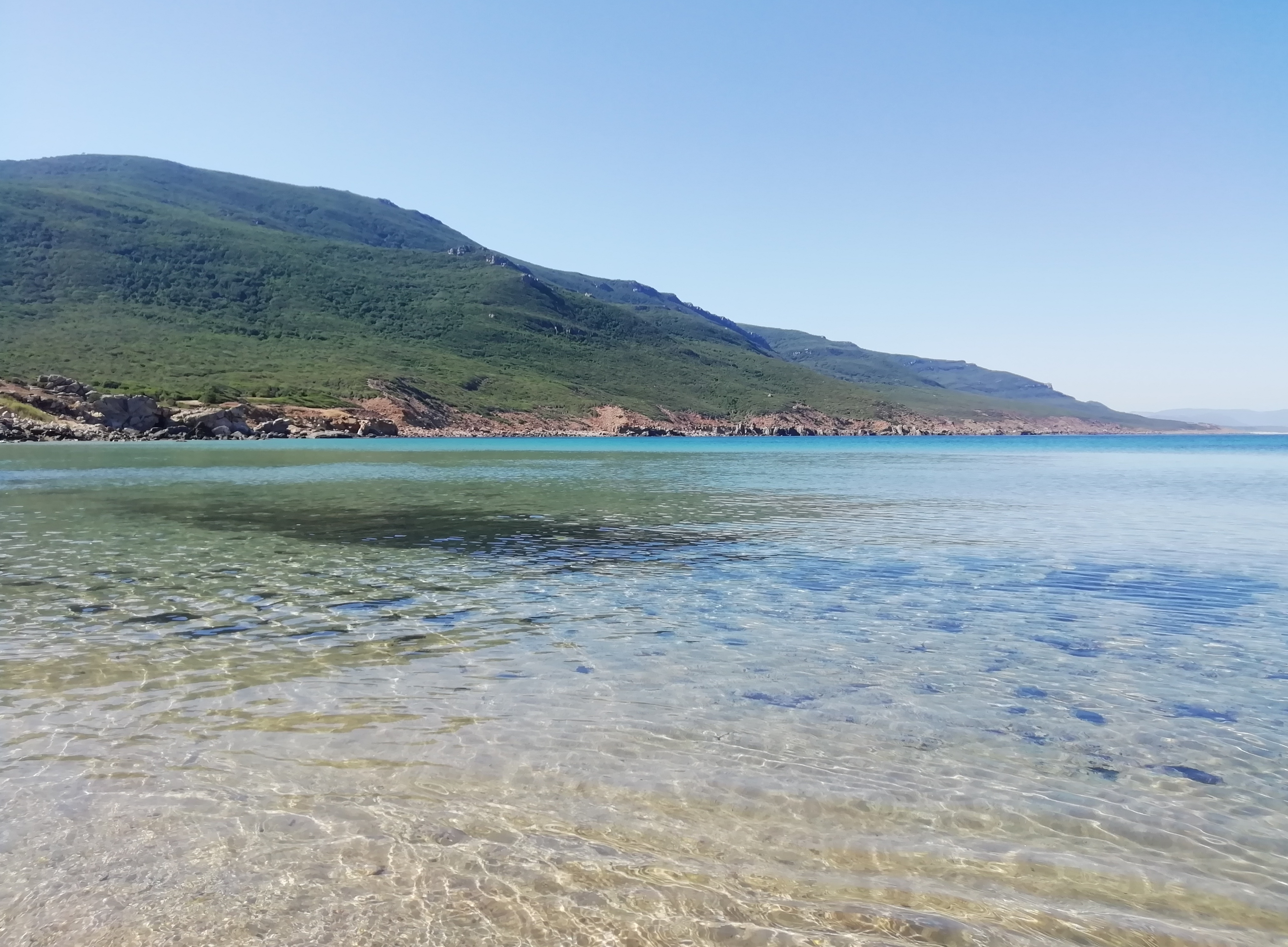
Playa en Cabo Negro. El turismo es uno de los pilares de la economía tunecina

A partir de los años 70, posicionado en sectores en los que su competitividad se veía mermada, como el textil, Túnez practicó un sistema de incentivos fiscales del que se aprovecharon los inversores aumentando la precariedad de sus asalariados. El turismo también inició una carrera a la baja, en detrimento de la calidad. Bajo la presidencia de Zine el-Abidine Ben Ali, los bancos públicos recibieron instrucciones de no exigir el reembolso de sus deudas para mantener a flote el sector y preservar los intereses de los clanes próximos al gobierno, propietarios de los hoteles. La liberalización de la economía comenzó en la década de 1980, a menudo en favor de redes cercanas al Gobierno: "Las privatizaciones han sido una oportunidad única para la depredación de los "clanes", pero también para la distribución de ventajas y rentas para la burguesía tradicional", subrayó la Red Euromediterránea de Derechos Humanos en 2011. La privatización consiste inicialmente en la venta de pequeñas y medianas empresas con un buen historial bancario a compradores tunecinos preseleccionados. La falta de preparación de varios sectores para la apertura de la economía hizo que se mantuviera un alto nivel de desempleo, que varía según las fuentes entre el 13% y el 20%.
Según un informe del Banco Mundial publicado en 2014, gran parte de la normativa adoptada por el Gobierno bajo la presidencia de Zine El Abidine Ben Ali tenía como objetivo favorecer a un círculo de empresarios cercanos al poder. Tras la caída de su régimen, se creó una comisión de investigación que elaboró una lista de 114 personas, entre ellas Ben Ali, sus familiares y yernos, que se beneficiaron de esta corrupción institucionalizada. Los bienes incautados incluyen unas 550 propiedades, 48 embarcaciones y yates, 40 carteras de acciones y bonos, 367 cuentas bancarias y unas 400 empresas. Los expertos de la comisión estiman el valor del paquete en 13.000 millones de dólares, más de una cuarta parte del PIB de Túnez en 2011.
Tras la revolución de 2011 que derrocó a Ben Ali, el mantenimiento de las políticas de austeridad (congelación de la contratación en la función pública, reducción de las subvenciones) y las reformas estructurales liberales (privatizaciones, independencia del banco central, apertura del mercado, etc.), aunque moderadas, redujeron el poder de regulación social del Estado, favoreciendo un aumento de las desigualdades. Así, el 10% de los tunecinos más ricos poseen el 40% de la renta nacional. Se señala especialmente el sistema fiscal: descrito a menudo como muy desigual, grava principalmente las rentas bajas, y la evasión fiscal es muy importante.
Según el Índice mundial de innovación, a cargo de la Organización Mundial de la Propiedad Intelectual, en 2024, Túnez se ubicó en lugar 81 en innovación entre 133 países del mundo; mientras que en 2023 ocupó el lugar 79 y el lugar 73 in 2022.
En 2024, el producto interno bruto (PIB) de Túnez se estimó en 53,41 mil millones de dólares estadounidenses a precios actuales, y un PIB per cápita de aproximadamente 4 350 dólares. Ese año, la economía registró un crecimiento del 1,4 %, después del crecimiento del 0% en 2023.
La tasa de desempleo se situó en 16,2 % de la fuerza laboral, según estimaciones de la Organización Internacional del Trabajo. La inflación anual, medida por el índice de precios al consumidor, alcanzó el 7,2 %. En cuanto a las remesas enviadas por trabajadores tunecinos en el extranjero, estas representaron alrededor del 6,0 % del PIB en 2023, constituyendo una fuente importante de ingresos para la economía nacional.

En el Objetivo de Desarrollo Sostenible 10 (Reducción de las desigualdades), Túnez registró un coeficiente de Gini de 33,7 y una razón de Palma de 1,4 (2021), indicadores que reflejan un nivel moderado de desigualdad en la distribución del ingreso.

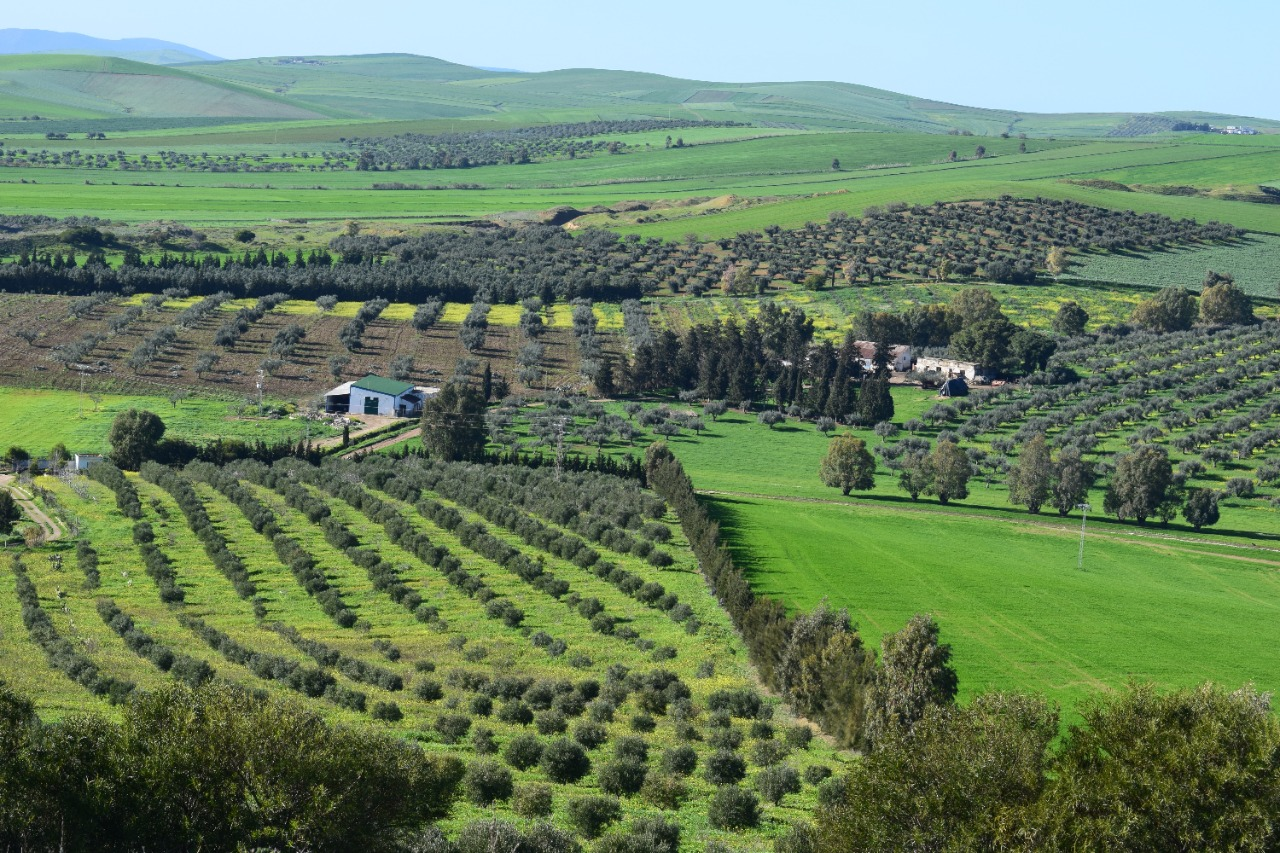
Un campo agrícola en Tinjaa, Túnez

### Agricultura
Desde la independencia de Túnez, la agricultura ha registrado importantes tasas de crecimiento y ha permitido al país alcanzar un nivel suficiente de seguridad alimentaria. A pesar del desarrollo de otros sectores de la economía nacional, la agricultura sigue siendo social y económicamente importante, representando alrededor del 12,3% del PIB y empleando al 16,3% de la mano de obra en 2006. Los principales productos agrícolas son los cereales (trigo y cebada), las aceitunas (2.º productor y 3.er exportador mundial de aceite de oliva en 2007-2008), los dátiles, los cítricos y el marisco.
Aunque la agricultura sigue estando gestionada por organismos públicos como la Oficina de Cereales y la Oficina Nacional del Aceite, el sector agrícola está cada vez más en manos de grupos privados, a menudo relacionados con la industria agroalimentaria, como el grupo Poulina, el mayor grupo privado del país.

### Industria
En cuanto a la industria, Túnez es el primer exportador africano en términos absolutos, superando a Sudáfrica en 1999. Los sectores textil y agroalimentario representan el 50% de la producción y el 60% del empleo de la industria manufacturera. Sin embargo, tras crecer a un ritmo anual del 2,1% entre 2000 y 2005, la industria tunecina se enfrenta ahora a la competencia del exterior. No obstante, las exportaciones de productos mecánicos y eléctricos se quintuplicaron entre 1995 y 2005. Túnez es el cuarto proveedor de productos textiles de la Unión Europea, y fue el primer proveedor de Francia hasta 2002, cuando fue superado por China en 2003.

### Servicios
En el sector servicios, el desarrollo del turismo se remonta a los años sesenta, gracias a los esfuerzos combinados del Estado y los grupos privados. El sector turístico representa el 6,5% del PIB y proporciona 340.000 empleos, de ellos 85.000 directos, es decir, el 11,5% de la población activa, con una elevada proporción de empleo estacional. Además del turismo predominantemente balneario, se está desarrollando con fuerza el turismo sahariano (Douz y Tozeur atraen a más de 250.000 turistas al año durante todo el año). Más recientemente, han surgido el turismo verde, la talasoterapia y el turismo médico, que están creciendo muy rápidamente.

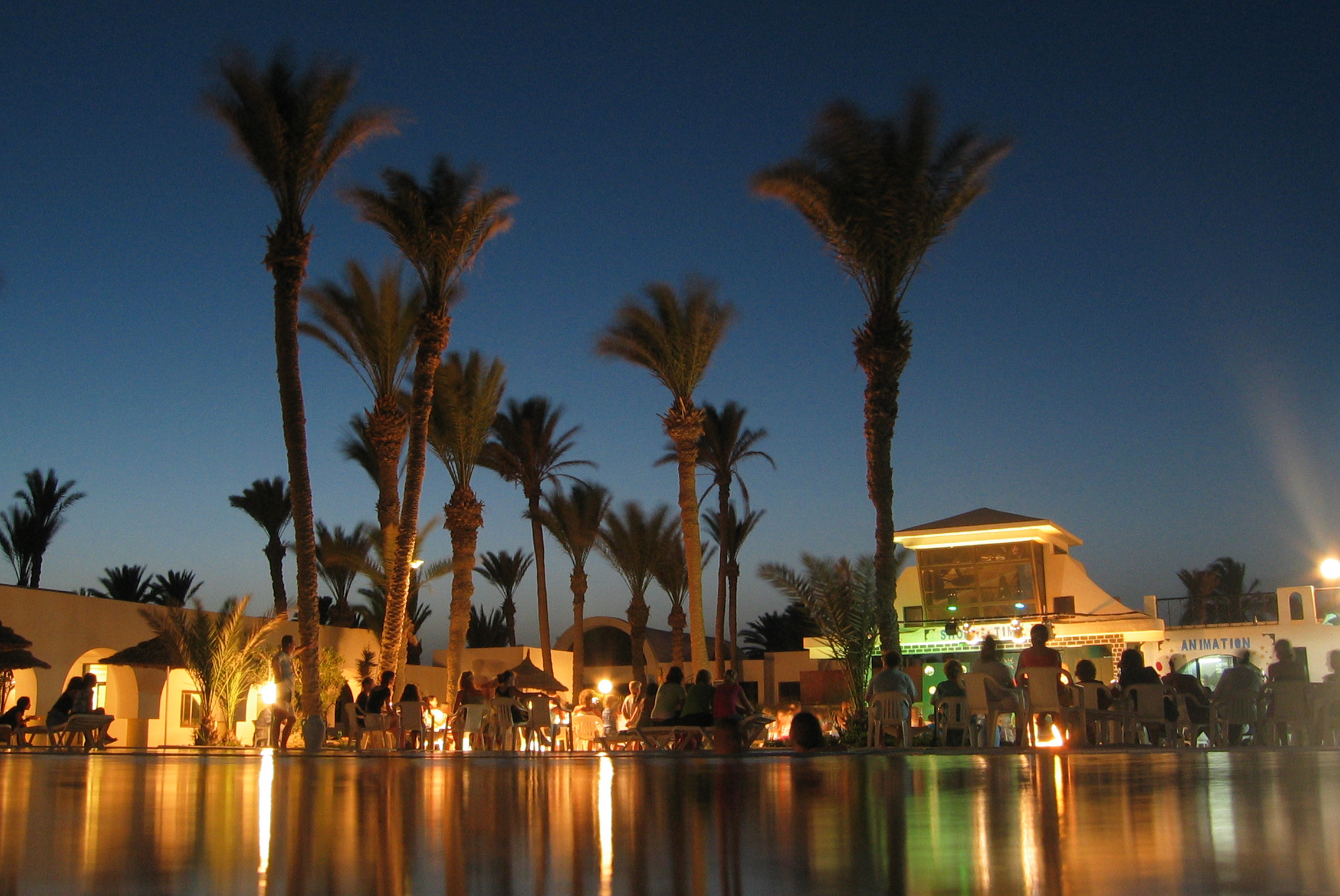
Un hotel en Túnez

A principios del milenio, el WWF instó a los profesionales del turismo reunidos en Berlín a desarrollar un turismo sostenible en los países del Mediterráneo, estimando que, en los próximos veinte años, un grupo de países mediterráneos como Marruecos, Túnez, Grecia, Turquía y Croacia experimentaría un auge del turismo extranjero, que ascendería a unos 350 millones de visitantes al año 2021. Por ello, hace un llamamiento a la industria turística para que adopte y fomente prácticas más responsables con el fin de invertir la tendencia defendiendo programas de desarrollo ecológico.
El sector del comercio y la distribución, que emplea a más de 500.000 personas y aporta el 10,7% del PIB nacional, puede dividirse en dos categorías229. El sector sigue caracterizándose por el predominio del comercio tradicional, que representa el 88% (2006) del volumen de negocios, con la mayor parte de las transacciones comerciales realizadas por pequeños comerciantes. La distribución moderna, que representa el 12% de las ventas totales e incluye marcas nacionales e internacionales, no surgió hasta la liberalización del mercado en 1999.

### Turismo

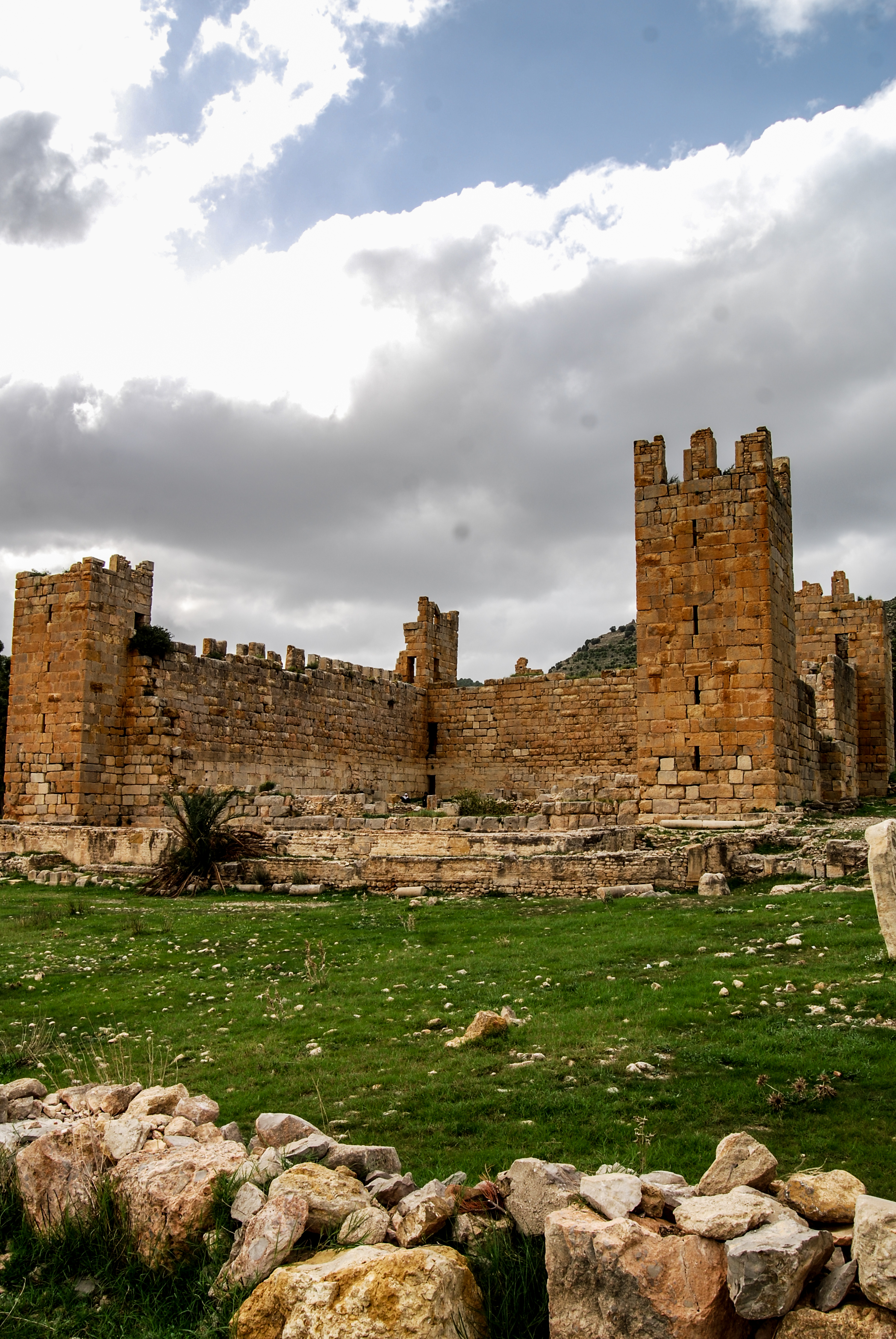
Fortaleza bizantina en Túnez

Con 1.300 kilómetros de costa, en su mayoría con playas de arena, y un rico patrimonio cultural, Túnez tiene un gran potencial turístico. El turismo también se ha convertido en un importante sector económico desde principios de los años 70 y representaba el 5,8 % del PIB en 2009. Mientras que Túnez contaba con 221 establecimientos de alojamiento con 41.000 camas en 1971, en 2005 había 816 establecimientos con casi 230.000 camas. Estas cifras muestran claramente que se trata principalmente de grandes complejos hoteleros. Muchos de estos hoteles club tienen más de 400 habitaciones. En 2007, 6,7 millones de huéspedes extranjeros visitaron Túnez; los ingresos ascendieron a 3.050 millones de dinares. Los destinos incluyen centros turísticos costeros como Hammamet, Nabeul, Susa y Port El-Kantaoui, Monastir y Mahdia, así como la isla de Yerba para relajarse; desde aquí se explora el desierto del Sahara en el sur o se visitan yacimientos arqueológicos como Cartago, cerca de la capital Túnez, en el norte del país.
Algo más de la mitad de los turistas proceden de Europa Central, seguidos de los países vecinos de Libia y Argelia, que juntos suman alrededor del 20 % de las pernoctaciones. En cambio, el 82 % de los ingresos por turismo proceden de la UE. En 2001, cerca de un millón de turistas procedentes de Alemania visitaron Túnez, pero esta cifra ha descendido un 50 % desde entonces. El Ministerio de Turismo tunecino está intentando colocar anuncios específicos en Europa para despojar al país de su imagen barata. Hasta ahora, no ha tenido éxito; competidores directos en el mercado turístico como Egipto, Marruecos y Turquía han registrado un mayor crecimiento de visitantes y ventas.
Como consecuencia de la inestable situación política, el sector turístico tunecino sufrió una fuerte caída en 2011, que el Ministerio de Asuntos Exteriores alemán cifró en un 60% a mediados de año. "Además, desde principios de año se han suprimido casi 3.000 puestos de trabajo en el sector turístico, que cuenta con 400.000 empleados". Los ingresos procedentes de los turistas ascendieron a 1.805 millones de dólares en 2011.
Tras los atentados terroristas de Túnez y Port El-Kantaoui en 2015, la industria turística tunecina sufrió pérdidas, pero se recuperó rápidamente y registró una cifra récord de 8,3 millones de turistas en 2018.
Como consecuencia de la pandemia de COVID-19, que las autoridades tunecinas han calificado de catastrófica para el sector turístico, los ingresos cayeron un 60%, hasta los 563 millones de dólares estadounidenses.

## Transporte

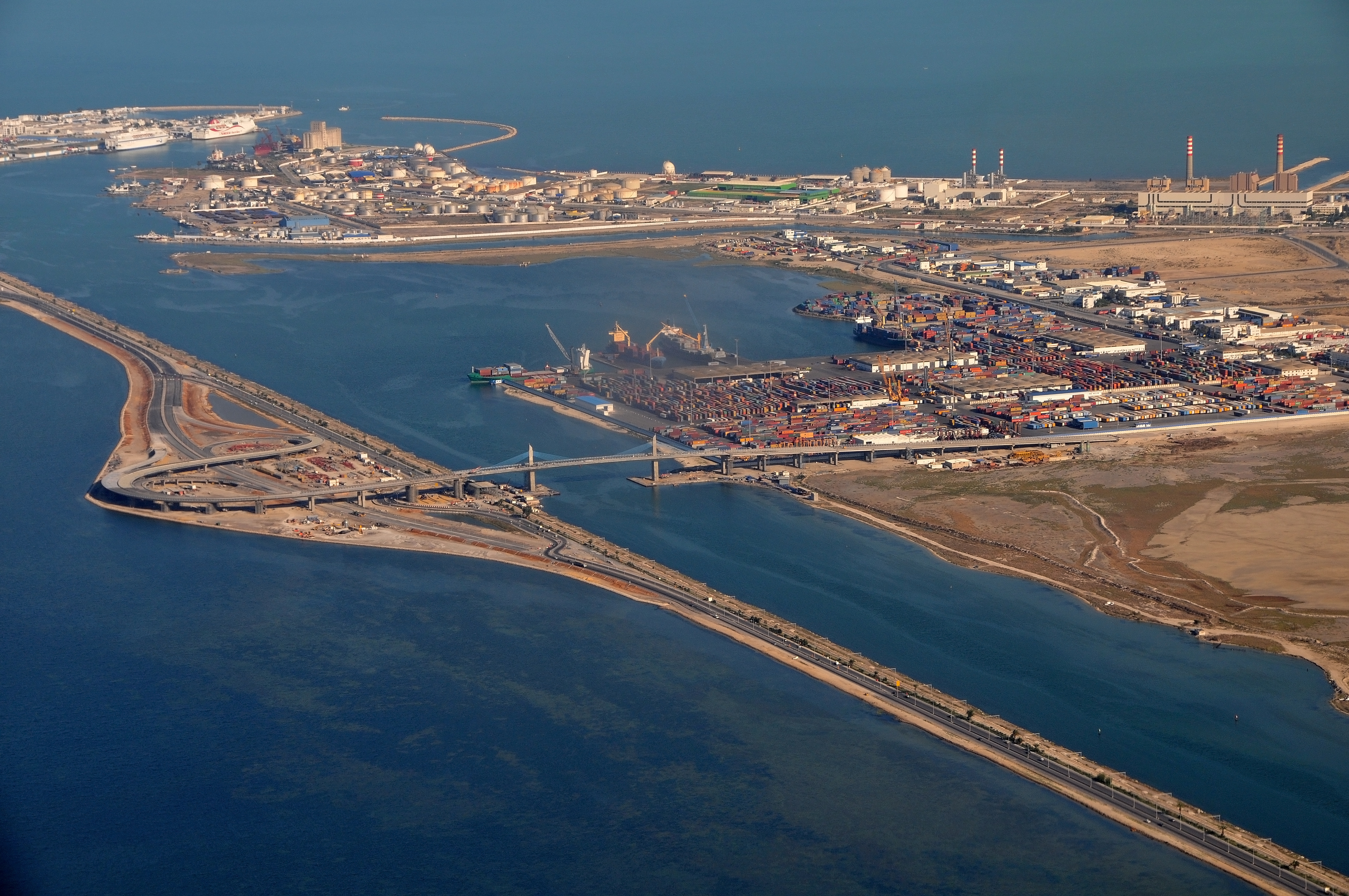
El puerto de Radès.

- El país cuenta con 19 232 kilómetros (11 950,2 mi) de carreteras,[68] siendo sus mayores autopistas la A1 Túnez-Sfax, la P1 Túnez-Libia y la P7 Túnez-Argelia.
- Hay treinta aeropuertos en Túnez, siendo el Aeropuerto Internacional de Túnez-Cartago y el Aeropuerto Internacional de Monastir los más importantes. Un nuevo aeropuerto, el Aeropuerto Internacional de Enfidha - Zine El Abidine Ben Ali, fue concluido a finales de octubre de 2009 e inaugurado en diciembre de 2009. Hay cuatro aerolíneas con sede corporativa en Túnez: Tunisair, Karthago Airlines, Nouvelair y Sevenair.
- La red de ferrocarriles está operada por SNCFT y cuenta con 2135 kilómetros (1326,6 mi) de tendido en total.[68] El área de Túnez está servida por una red de tranvía, conocida como Metro Leger.

Como economía pequeña y abierta, el desempeño del sector portuario resulta esencial para el país. La ubicación de Túnez a lo largo de la ruta marítima Gibraltar–Suez, que concentra más de un tercio del tráfico mundial de contenedores, ofrece un potencial estratégico. Los puertos tunecinos cuentan con infraestructura adecuada para el manejo de unidades roll-on/roll-off (Ro-Ro), pero presentan limitaciones para la carga contenerizada. Además, son más pequeños y menos profundos que otros puertos mediterráneos, lo que favorece el tráfico de estas unidades, pero afecta la conectividad, la congestión y la eficiencia operativa en el transporte de contenedores. La escasa capacidad para el tráfico de contenedores ha limitado la integración de Túnez en los mercados globales.

## Energía

Fuentes de producción de electricidad

La mayoría de la electricidad usada en Túnez procede de la compañía estatal STEG (Société Tunisienne de l'Electricité et du Gaz). En 2008, se produjeron un total de 13.747 GWh en el país.

### Petróleo y gas
La producción de petróleo en Túnez es de alrededor de 97 600 barriles/día. El principal yacimiento petrolífero es El Bourma.
La extracción de petróleo en Túnez comenzó en 1966. En la actualidad hay doce yacimientos petrolíferos.
Lista de yacimientos petrolíferos
| Yacimiento petrolífero               | Yacimiento petrolífero |
| ------------------------------------ | ---------------------- |
| Campo petrolífero Siete de Noviembre | Campo El Menzah        |
| Campo Ashtart                        | Campo Belli            |
| Campo Bouri                          | Campo Cercina          |
| Campo El Biban                       | Campo El Borma         |
| Campo Ezzaouia                       | Campo Miskar           |
| Campo Sidi El Kilani                 | Campo Tazarka          |

### Energía nuclear
Túnez tiene previsión de contar con dos plantas nucleares, que estarían operativas en 2019. Ambas instalaciones está previsto que produzcan 900-1000 MW. Francia es una importante promotora de los planes plantas de energía nuclear en Túnez, tras haber firmado un acuerdo, junto con otros colaboradores, para hacer entrega de la formación y tecnología necesaria.

### ProyectoDesertec
El proyecto Desertec es un proyecto energético de gran escala consistente en la instalación de paneles de energía solar en el norte de África, con un tendido eléctrico entre esta región y el sur de Europa. Túnez será parte de este proyecto, pero el modo en que este proyecto pueda beneficiar a Túnez aún está pendiente de evaluar.

## Demografía

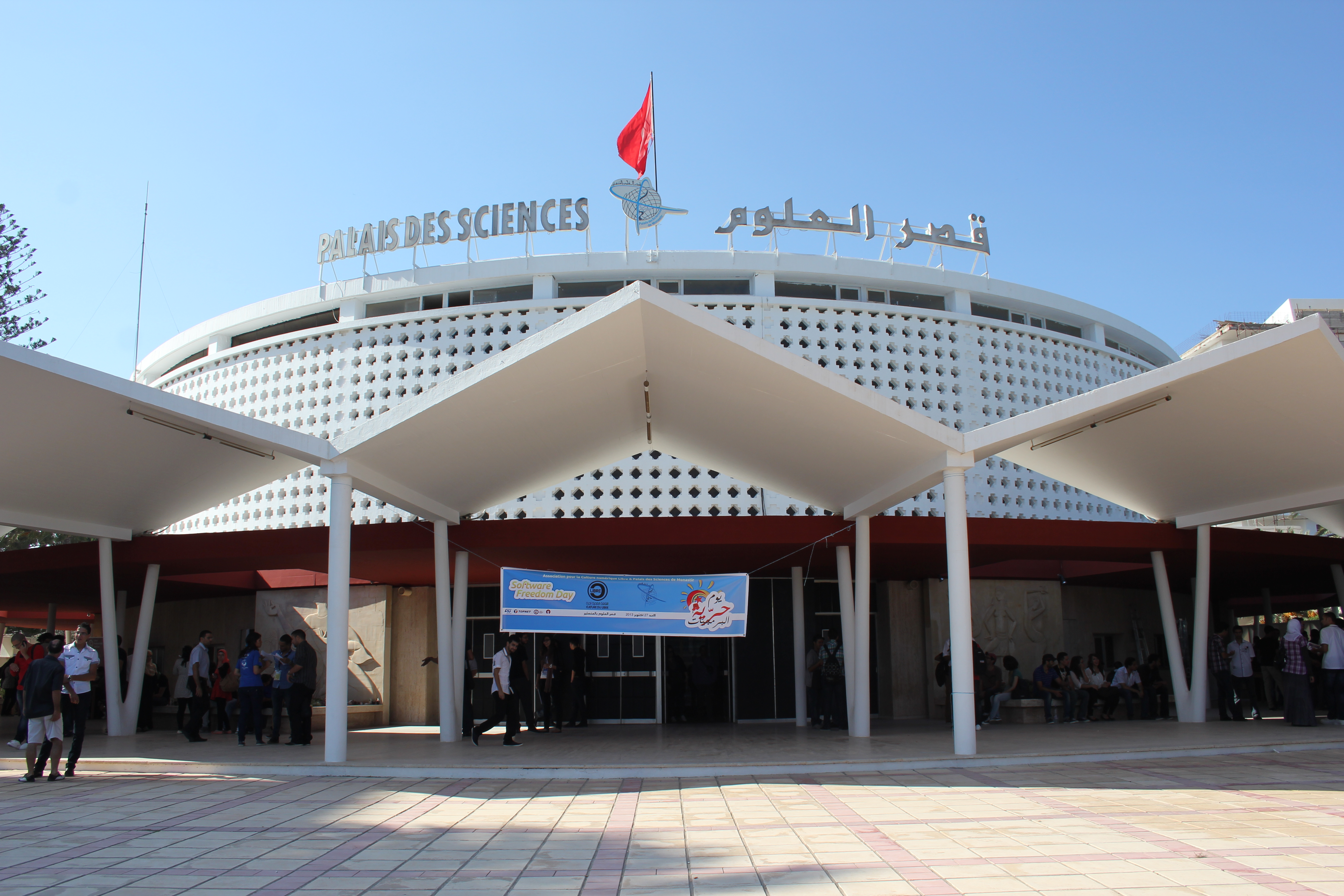
Fachada del Palacio de las Ciencias con su nombre escrito en francés y árabe

Los tunecinos actuales son descendientes de poblaciones nómadas del Sahara, los bereberes. Numerosos pueblos y civilizaciones han invadido, migrado y han sido asimilados en la población a través de los milenios, sobre todo los árabes y también los fenicios, romanos y vándalos. Según registros del 2024 de Naciones Unidas Túnez posee 12,277,000 habitantes, una tasa de crecimiento poblacional del 0.6% y una expectativa de vida al nacer de 79.3 años para las mujeres y 74.1 años para los hombres. El grupo étnico dominante es árabe (98 %), mientras que los europeos, cristianos y judíos conforman el 2 % restante.

### Idiomas
Túnez es el Estado lingüísticamente más homogéneo del Magreb, ya que casi toda la población habla árabe tunecino, o darija, y comprende el árabe literal, que es la lengua oficial del país1, así como el francés. El darija tunecino se considera un dialecto derivado del árabe clásico -o más exactamente, un conjunto de dialectos- para el que no existe ningún organismo oficial de normalización y que se habla principalmente en el marco de un diálogo cotidiano en el seno de la familia. Según los estudios lingüísticos, está próximo al maltés, que, sin embargo, no se considera un dialecto árabe por razones sociolingüísticas. El bereber es hablado por una minoría de habla bereber, sobre todo en el sur del país.

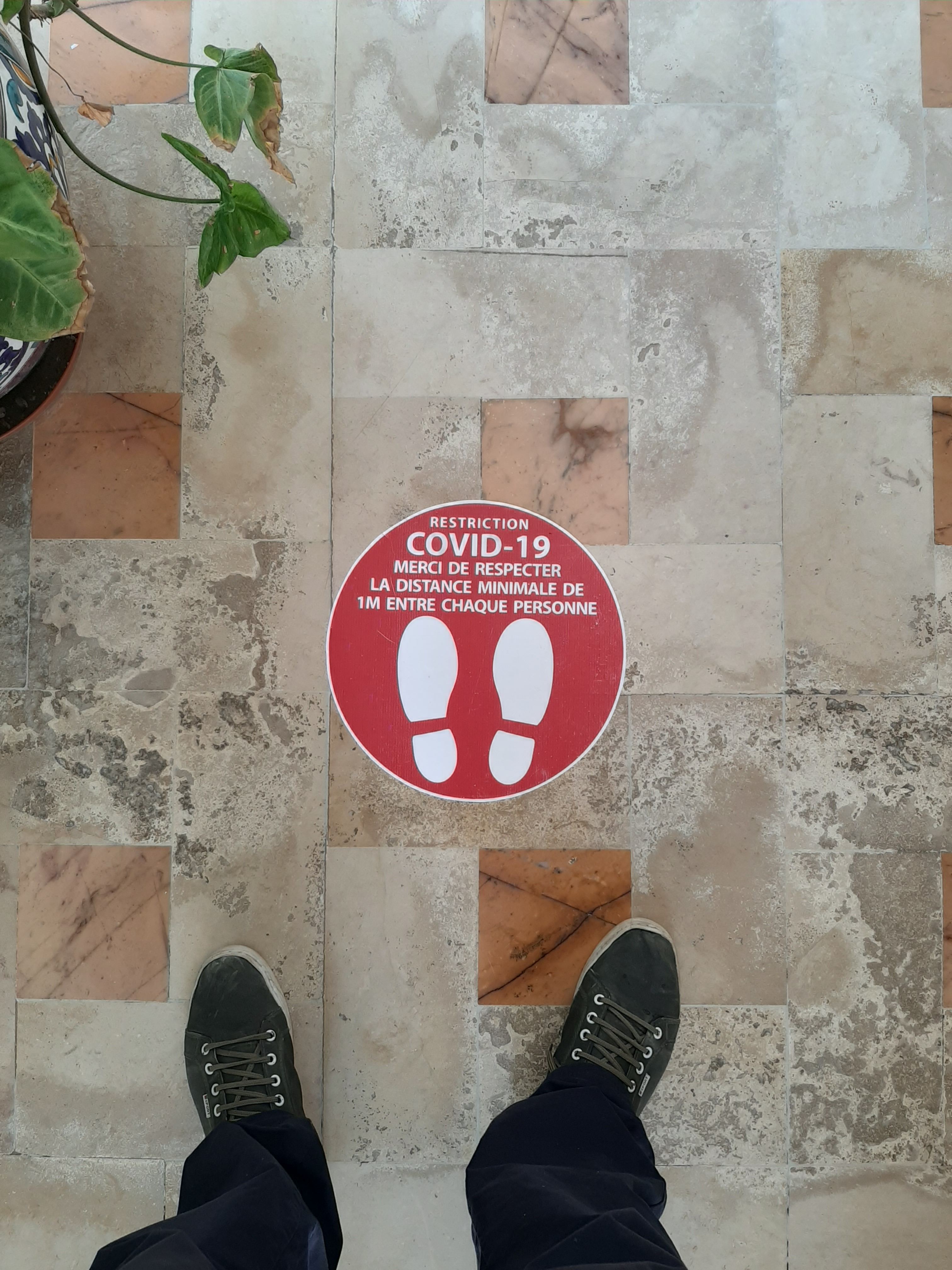
Aviso con recomendaciones sobre el Covid-19 escrito únicamente en francés en Túnez

Durante el protectorado francés de Túnez, el francés se impuso a través de las instituciones nacionales, en particular la enseñanza, que se convirtió en un fuerte vector de difusión. A partir de la independencia, el país se hizo progresivamente arabófono, aunque la administración, el poder judicial y la educación siguieron siendo bilingües durante mucho tiempo, mientras que el conocimiento de las lenguas europeas se reforzó gracias a la exposición de Túnez a ese continente a través de la televisión y el turismo. El país es miembro de la Organización Internacional de la Francofonía desde 1970 y las provincias de Béja, Gafsa, Médenine, Monastir, Sfax, Susa y Túnez son miembros de la Asociación Internacional de Regiones Francófonas.
Los años noventa marcaron un punto de inflexión con la arabización de los cursos de ciencias hasta el final de la enseñanza secundaria, con todas las dificultades que entraña este tipo de proceso, para facilitar el acceso a la enseñanza superior y en un contexto de rehabilitación del referente árabe-islámico en el ámbito público. En octubre de 1999, se obligó a los establecimientos comerciales a dar el doble de espacio a los caracteres árabes que a los latinos. Al mismo tiempo, se obligó a la administración a comunicarse exclusivamente en árabe, pero sólo los Ministerios de Defensa y Justicia y el Parlamento fueron totalmente arabizados. En este contexto, el uso del francés parece retroceder a pesar del aumento del número de licenciados en el sistema educativo, lo que hace que un buen conocimiento del francés siga siendo un importante marcador social. Dado que se sigue utilizando ampliamente en los círculos empresariales, médicos y culturales, puede incluso considerarse que se ha aburguesado.

Según las últimas estimaciones facilitadas por el Gobierno tunecino a la Organización Internacional de la Francofonía, el número de personas con cierto dominio del francés se estima en 6,36 millones, es decir, el 63,6% de la población. 

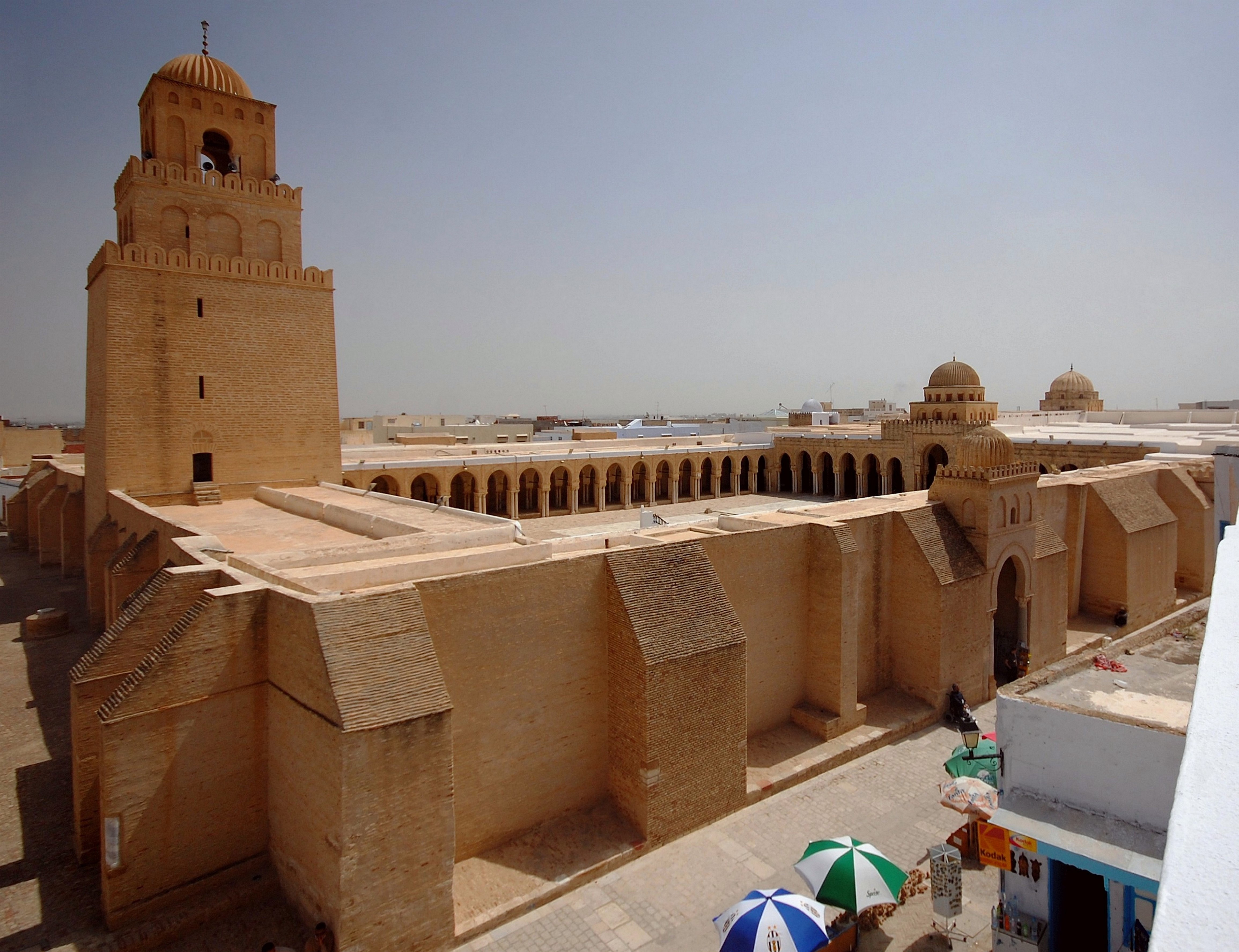
La Gran Mezquita de Kairuán.

### Religión
El islam es la religión principal y oficial en Túnez. La gran mayoría de los musulmanes tunecinos son suníes de rito malikita, el resto son hanafitas o ibaditas. Paradójicamente, los tunecinos conservan ciertas creencias, como el mal de ojo. El sufismo también desempeña un papel importante en el país, que está salpicado de edificios blancos conocidos como zaouïas. Se trata de tumbas de santos que supuestamente poseen un privilegio en el más allá que les permite actuar como enlace entre el hombre y Dios. Hoy en día, algunos tunecinos siguen visitándolas y pidiéndoles favores.
Las fiestas religiosas musulmanas (Eid al-Adha, Eid el-Fitr, Mouled, etc.) se consideran días festivos, pero el viernes no es día libre, como en Argelia.

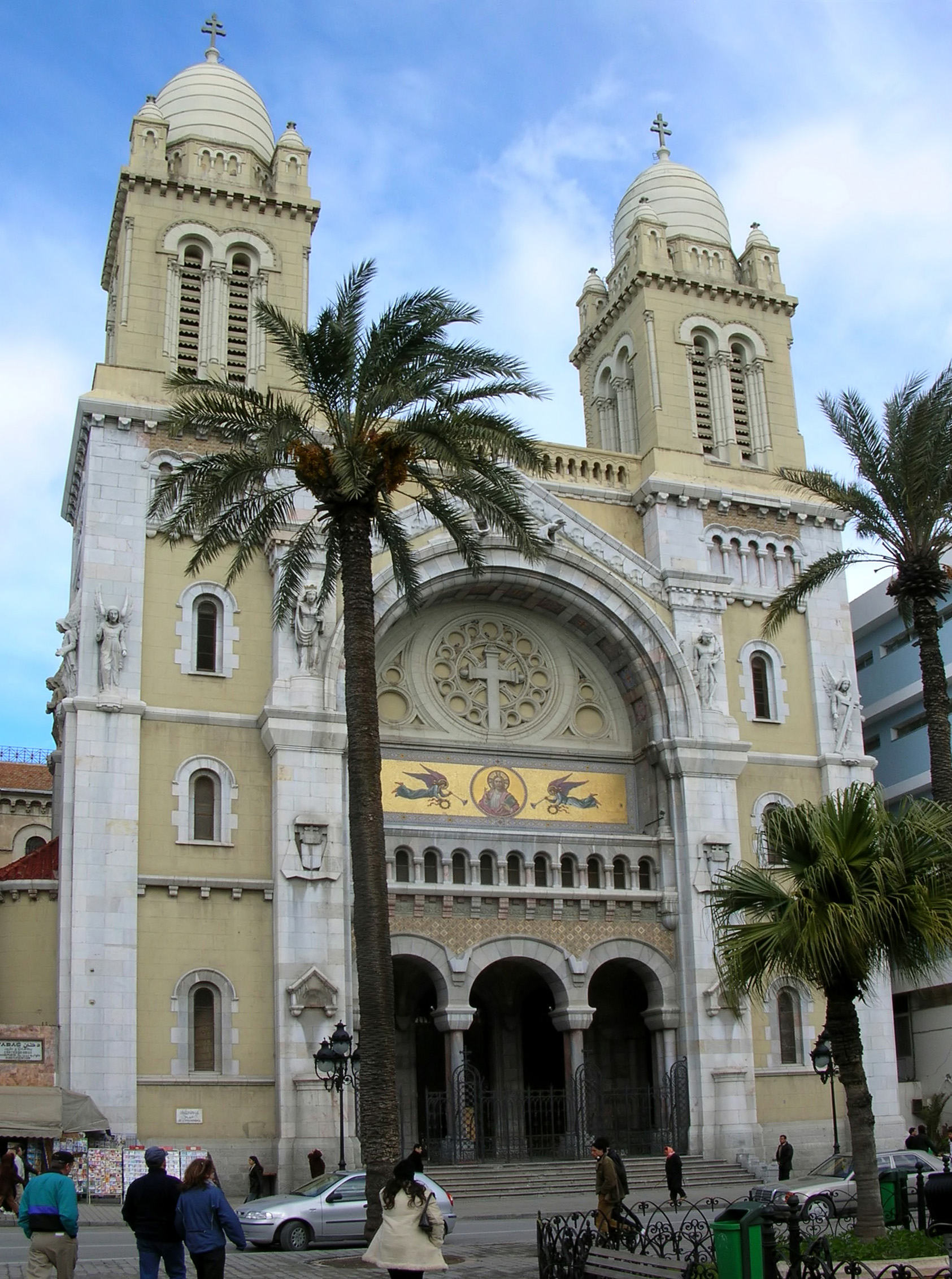
Catedral de San Vicente de Paúl en Túnez

El cristianismo y el judaísmo son ahora muy minoritarios en Túnez, pero el país se caracteriza por su tolerancia y apertura a otras culturas, que han conformado su identidad, especialmente en la isla de Yerba. La sinagoga de Ghriba es una de las más antiguas del mundo y la más antigua en uso continuo. Muchos judíos de origen tunecino la consideran un lugar de peregrinación. Todos los años se organizan celebraciones debido a su antigüedad y a la leyenda de que fue construida con piedras del templo de Salomón.
Así, la Constitución de 1959 prevé el libre ejercicio de la fe siempre que no atente contra el orden público. Los gobiernos de los presidentes Bourguiba y Ben Ali respetaron en general este derecho, pero no permitieron la creación de partidos políticos basados en la religión, prohibieron el proselitismo no musulmán y la poligamia y restringieron el uso del hiyab, en particular en las oficinas gubernamentales y las escuelas públicas246. No obstante, las minorías religiosas son objeto de dos formas de discriminación: el presidente de la República tunecina no puede ser de otra confesión que no sea la musulmana (artículo 40 de la Constitución) y el proselitismo no musulmán está prohibido por considerarse una amenaza para el orden público.
La Constitución de 2014 obliga al Estado a garantizar la libertad de creencias y de conciencia y el libre ejercicio del culto, proteger lo sagrado, garantizar la neutralidad de los lugares de culto, difundir los valores de moderación y tolerancia, proscribir la acusación de apostasía y oponerse a la incitación al odio y a la violencia1.
Ha estado presente en el territorio durante más de 2 milenios. También existe una pequeña comunidad bahaí. Un estudio publicado en 2015 por Patrick Johnstone y Duane Alexander Miller estima que en el 2012 había 500 cristianos con un antepasado musulmán.

### Educación

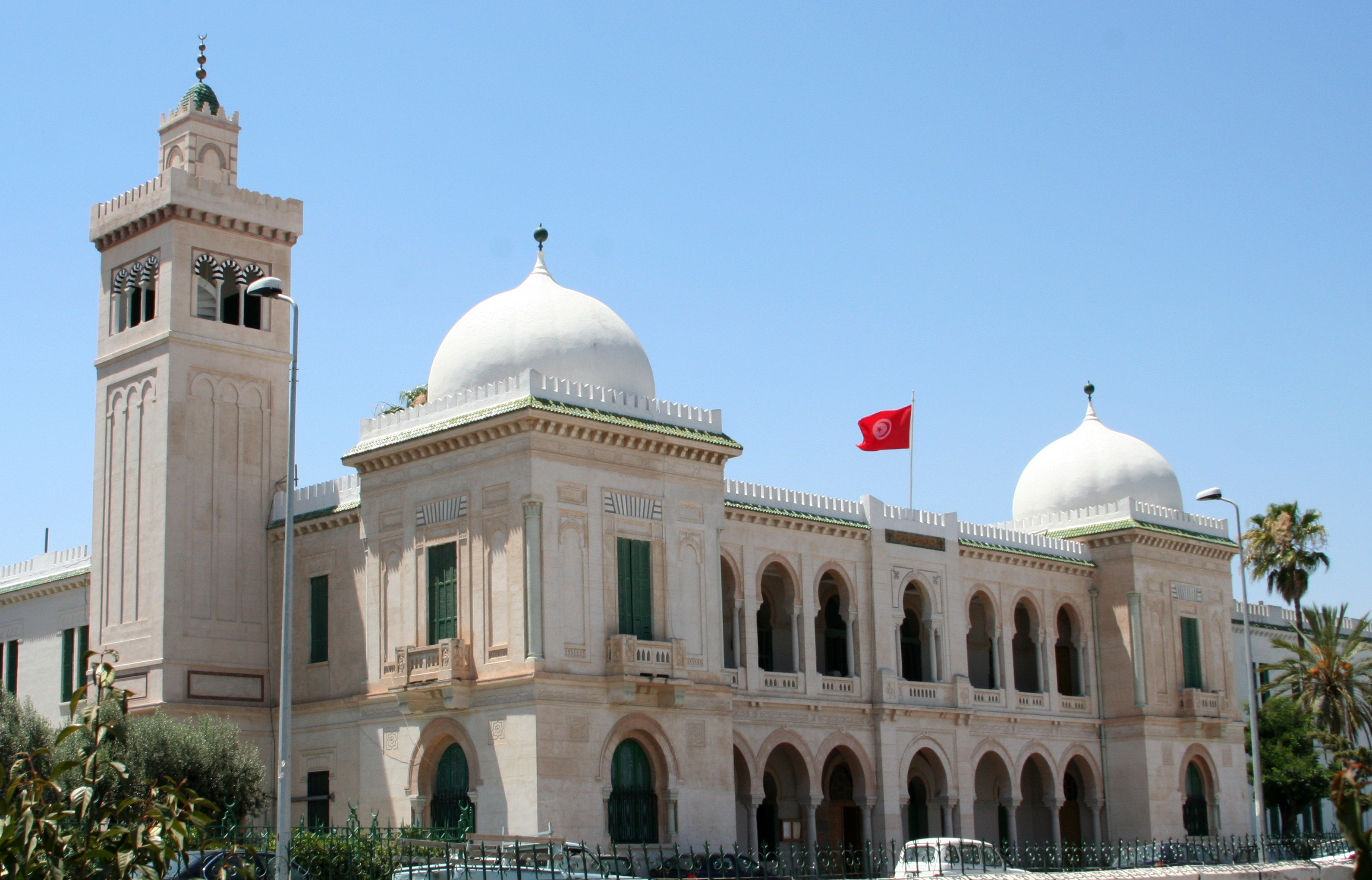
La escuela secundaria Sadiki, en Túnez capital.

Antes de 1958, la educación en Túnez era accesible a una pequeña minoría (14 %). Sin embargo, ahora es una prioridad muy importante para el gobierno tunecino.
Universidades importantes en Túnez:
- Universidad Internacional de Túnez.
- Universidad de Aviación y Tecnología de Túnez.

## Cultura

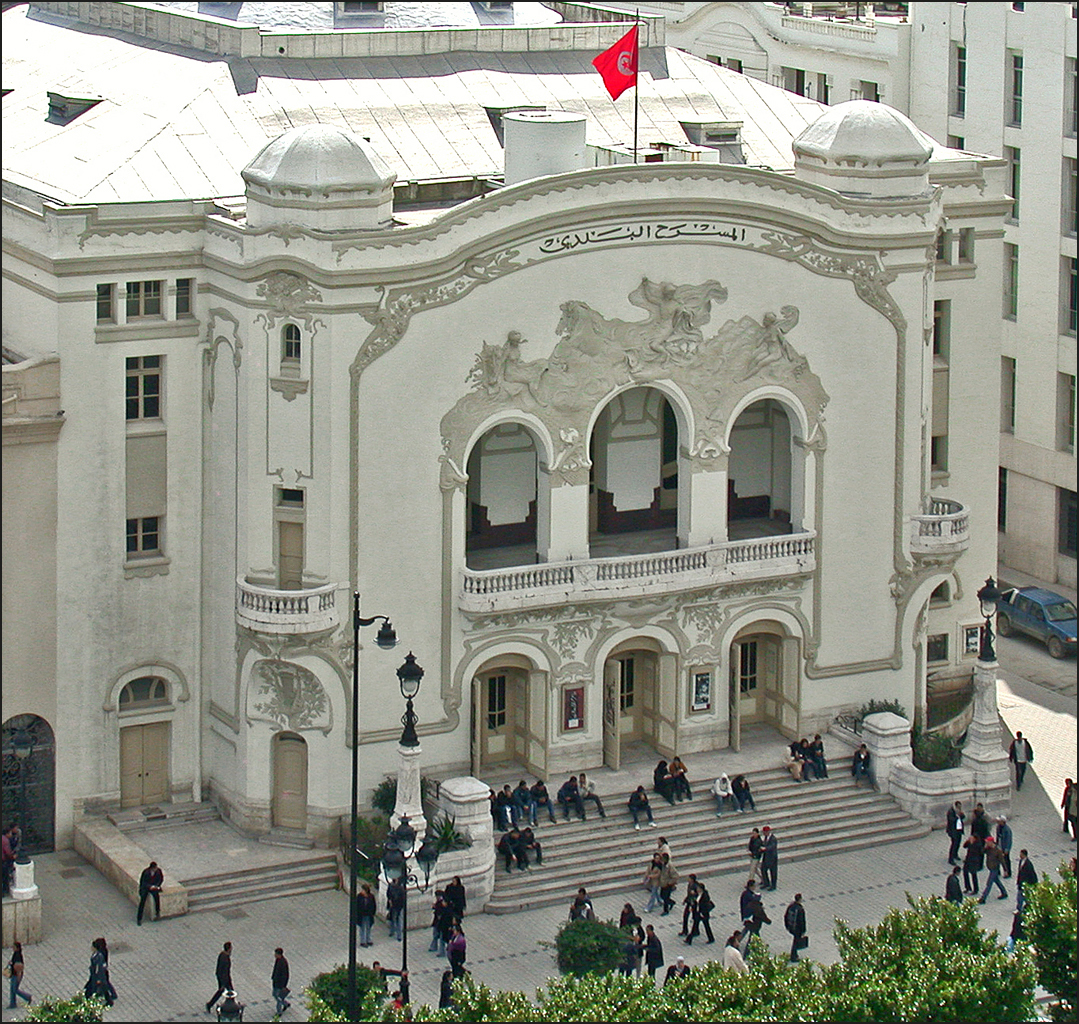
Teatro Municipal de Túnez

Fenicios, romanos, judíos y árabes son algunos de los pueblos que se establecieron en las costas del norte del país y también en la zona sur, en el desierto. A estos pueblos se les sumaron, tiempo después, musulmanes de España y turcos otomanos. Esta mezcla cultural es propia de muchas zonas mediterráneas, como las tierras de Sicilia o las islas griegas con mucha historia, las cuales al igual que Túnez estaban expuestas constantemente a comerciantes, navegantes e imperios de toda la región. Culturalmente los tunecinos constituyen una nación bastante liberal. A lo largo de su historia han sido frecuentes los intercambios culturales con el resto de los pueblos mediterráneos. El arte ha estado muy influenciado por la mezcla cultural del país.

### Danza
En el baile tradicional, podemos hablar del Raqs al Juzur o Raks al Balas, la danza del Jarrón. Esta danza se ha convertido en típica de Túnez. La bailarina, acompañada de instrumentos de viento como el “mizwid” (una especie de gaita) y de tambores, balancea un jarrón de arcilla o greda en su cabeza mientras sigue los golpes del tambor con sus caderas, enfatizados con cinturones adornados con grandes pompones. Los hombres también bailan esta danza, pero generalmente balancean torres de jarrones en sus cabezas.

### Artesanía
Entre las actividades artesanales más antiguas se encuentra la fabricación de alfombras y la alfarería. Los centros más importantes de la alfarería y cerámica se encuentran en la isla de Yerba y en Nabeul, respectivamente. En cientos de talleres se fabrican diversas cerámicas y numerosos objetos de barro sin cocer. En su mayoría, los jarrones, jarros y azulejos siguiendo modelos antiguos en los que imperan colores como el blanco, el azul, el verde y el amarillo, todos muy característicos de Túnez. No se puede olvidar tampoco el excelente trabajo con el cincelado del cobre, una antigua tradición realizada con perfecta precisión.

### Pintura

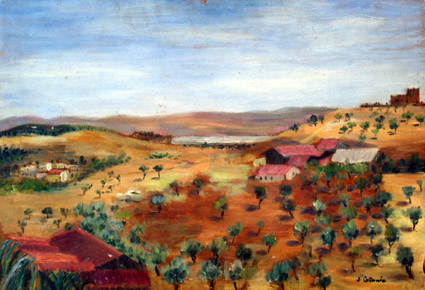
Pintura tunecina.

La pintura es un arte contemporáneo muy presente en Túnez, con estilos que discurren desde las formas geométricas de Hédi Turki hasta la intrincada y libre caligrafía árabe de Nja Mahdaoui. Las galerías modernas se ubican en la capital y en los alrededores, y destaca el refugio de artistas de Sidi Bou Saïd.
Mounir Letaief es un pintor cuyo trabajo es muy representativo de la pintura tunecina. Siempre la misma y en constante innovación de una estética forjada en el substrato de una técnica mixta. Su pincel pone al descubierto contorno, color y espacio con una facilidad innata y una sensibilidad en las que combina el abstracto con lo figurativo. Su obra refleja un temperamento lúdico e intimista que capta las esencias auténticas de las escenas públicas. Más allá de lo visible el artista describe una visión, trabaja la materia, estudia la luz y matiza los tonos.

La pintura moderna tunecina se puede situar en la segunda mitad del siglo XX. La "Escuela de Túnez", compuesta por pintores como Ammar Farhat, Yahia Turki, Jelel Ben Abdallah, Abdelaziz Gorgi, Ali Bellagha, han sido considerados como los primeros artistas modernos. En esta pintura, el lenguaje pictórico traduce una nostalgia de una sociedad tradicional cambiando por los estándares de un mundo moderno. Este tema de la nostalgia, la autenticidad y el apego a las valores tradicionales son los elementos principales de la "Escuela de Túnez". Por eso se pueden encontrar muchas escenas cotidianas de las bodas, del hammam o el amor.

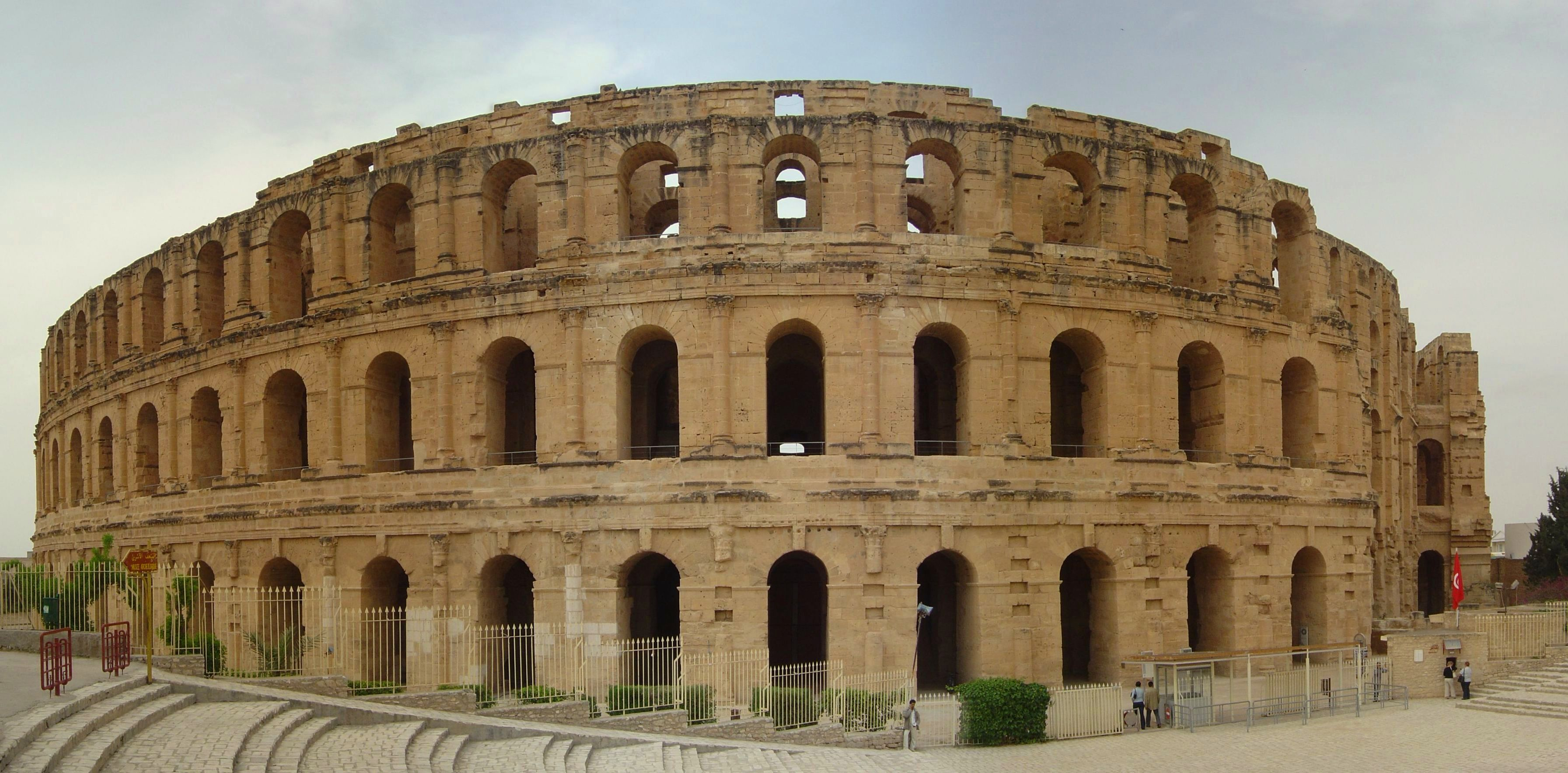
Anfiteatro de El Djem, construido por la Antigua Roma.

En los años sesenta, nace una nueva generación de pintores. Los movimientos pictóricos de esta época se abren al mundo internacional. Los artistas experimentan el abstraccionismo y formas pictóricas mezcladas con la caligrafía. Grupos artísticos se crean en 1963 con N'ja Mabdaoui, Lotfi Larnaout... Artistas como Mahmoud Sehili intentan desarrollar nuevas gamas cromáticas o juegos de luces. Todas estas innovaciones han permitido producir obras entre formas abstractas y figurativas.

### Arquitectura y arqueología
Los estilos arquitectónicos abarcan desde los aportes púnicos y romanos hasta las casas alpinas de tejas rojas de Aïn Draham, la arquitectura islámica de las medinas árabes y los habitáculos subterráneos de los bereberes del sur. En Túnez se han descubierto gran número de mosaicos en un excelente estado de conservación gracias a la buena conservación de gran número de yacimientos arqueológicos de época romana por el abandono sufrido tras la caída del Imperio romano de Occidente y la crisis del Reino Vándalo. Los mosaicos datan de los siglos II al VI y proceden en su mayoría de casas privadas y baños públicos. El Museo del Bardo, en la capital, dispone de una magnífica colección, así como el Museo de El-Jem. También se puede disfrutar de los ubicados en su lugar original. El yacimiento que dispone de la mayor colección de mosaicos es Bulla Regia en el valle medio del actual Meyerda.

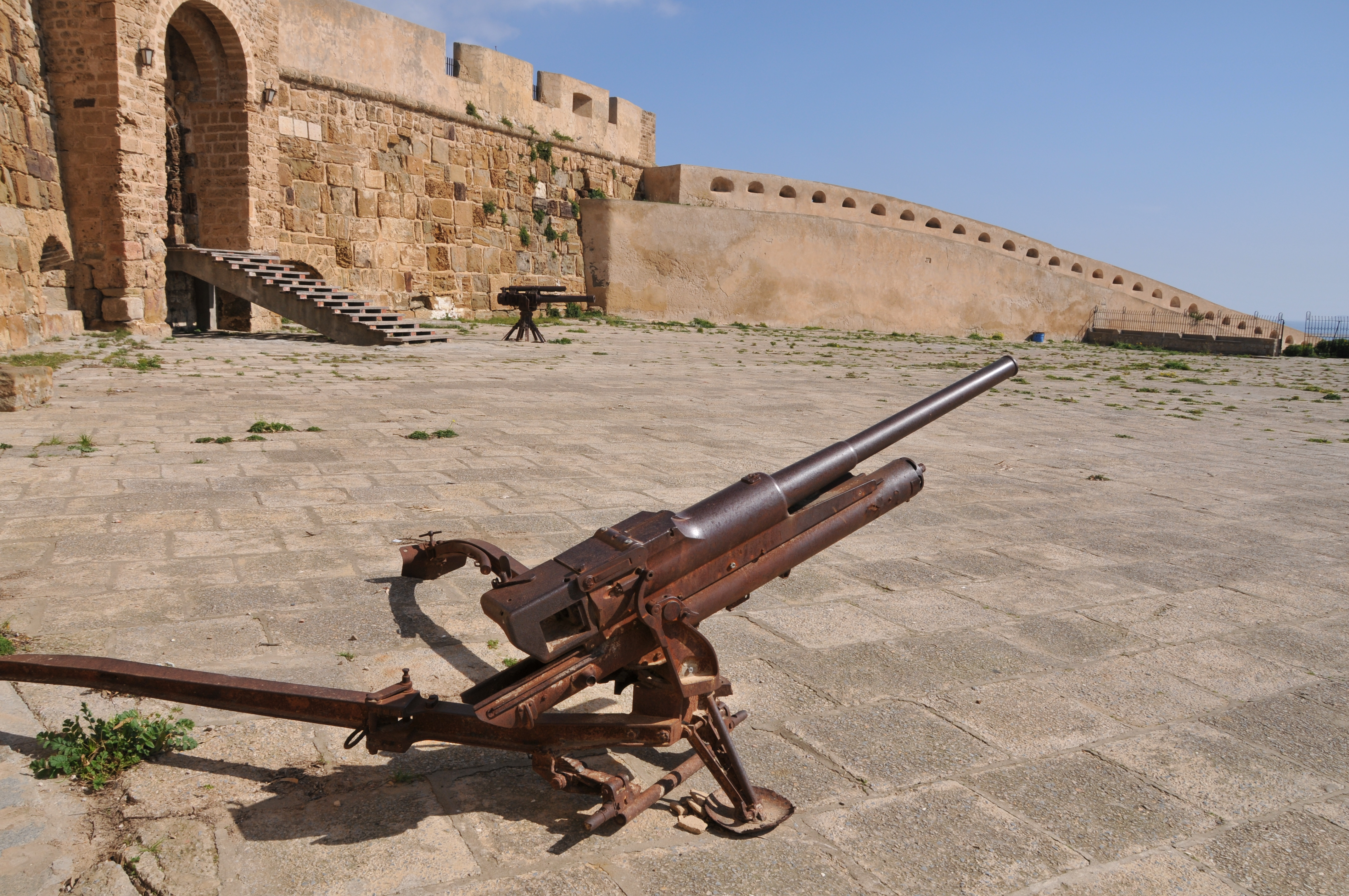
Fuerte Español de Bizerta

### Los hammam
Los hammam (baños públicos) son uno de los centros de la vida tunecina, como en todo el norte de África y Oriente Próximo, y se consideran lugares indicados no solo para lavarse, sino para relajarse y charlar. Todas las ciudades poseen como mínimo un hammam. Una sesión incluye el baño, la sauna de vapor y una kassa, una friega vigorosa con un mitón grueso.

### Música
Sobre la música tunecina, existen estilos como el maluf, el nouba, el chghoul y El-Azifet. La música Maluf es una versión hispano-árabe de la música artística oriental musulmana, introducida por los refugiados andalusíes (moriscos) que llegaron a Túnez en el siglo XVII y es la más representativa de Túnez. Los conciertos se atienen a un programa y el maluf está compuesto por una serie de ritmos que se repiten siguiendo el mismo orden. A cada uno de estos programas se les llama nawabh. 

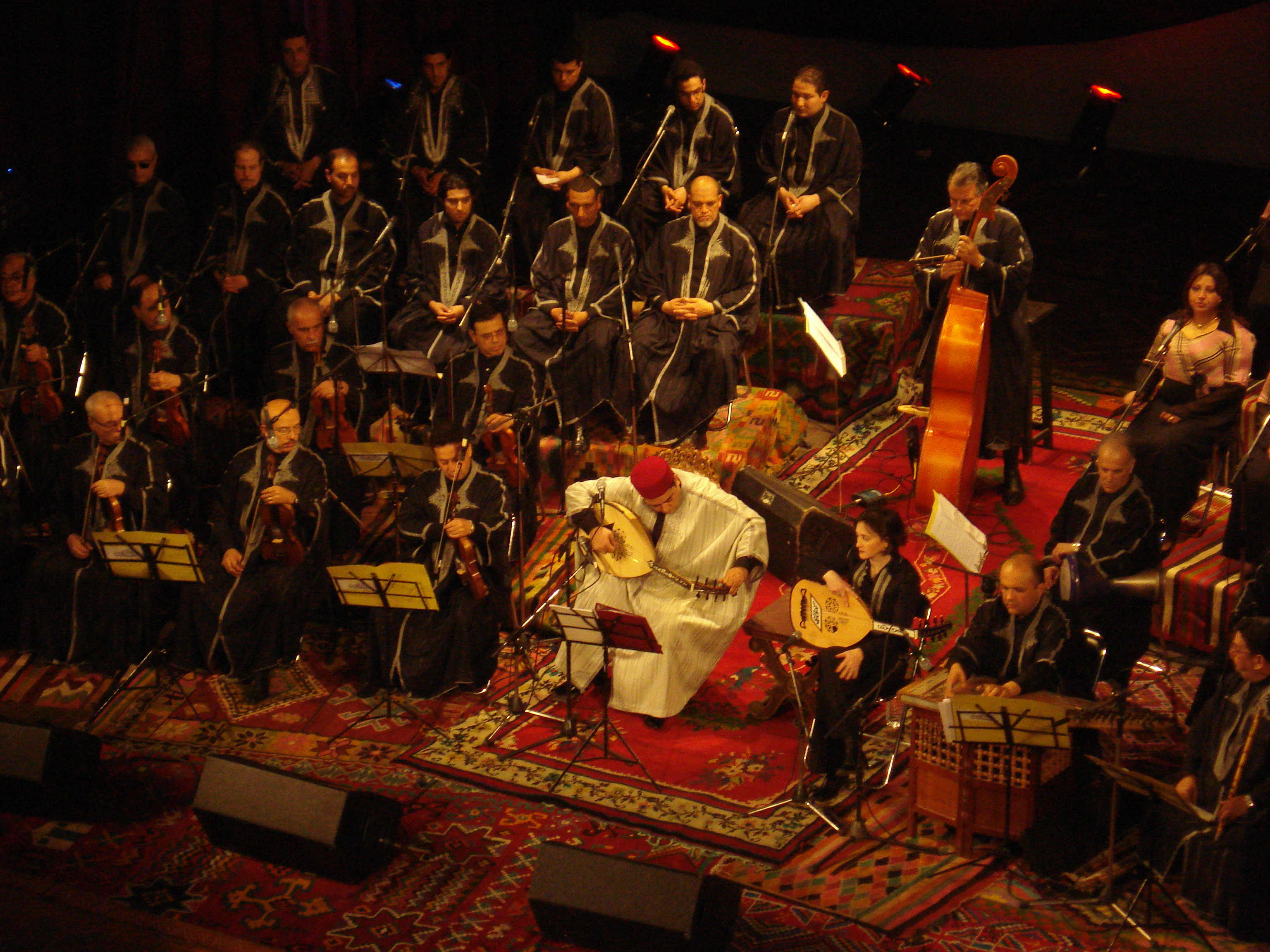
La orquesta La Rachidia tocando música tradicional en el teatro municipal de Túnez.

La música se ejecuta según una antigua tradición con instrumentos como el violín, el laúd, las panderetas, la gaita, el tambor, la cítara, pequeños timbales, flauta y daburka. Las piezas vocales se ejecutan en coro y utilizan tanto el idioma árabe literario como el dialectal.
El nouba es una forma clásica de música tunecina (el más antiguo, de origen andalusí), el chghoul y el bachraf (de origen turco). Entre los músicos, cantantes y compositores más conocidos figuran el conjunto El-Azifet (una rareza en esta parte del mundo, pues se trata de un grupo exclusivamente compuesto por mujeres), Khemais Tarnane, Raoul Journou, Saliha, Saleh Mehdi, Ali Riahi, Hedi Jouini y Fethia Khairi, aunque será complicado encontrarlos fuera del ámbito local.

### Literatura

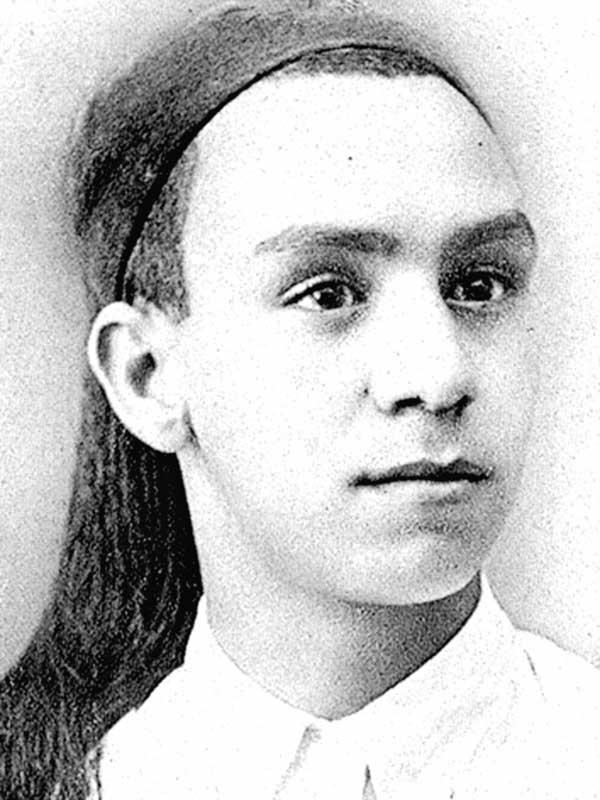
Retrato del poeta tunecino Aboul-Qacem Echebbi.

Dentro del panorama global de la literatura árabe magrebí, la correspondiente tunecina se conoce históricamente como Ifriqiyya. La literatura de Ifriqiyya comienza su desarrollo a partir del siglo XI, cuando en los centros urbanos notables del país (Cairuán, Túnez, Mahdía, etc.) laboran unos cuantos poetas de cierto valor: Ibrahim, al-Husrá (m. 1022), Ibn Garaf, m. en al-Ándalus (1068), Ibn al-Tallá' y al-Kafif al-HusrI- (m. 1095). De la misma época es el gran antólogo y crítico de la literatura Ibn Raá-lq (m. 1064). El brillante Estado hafsí que gobierna Túnez a partir del siglo XIII promueve un interesante movimiento literario del que son exponentes los poetas Ahmad al-Gassiini, Garaf al-Din Abu-l-Fadl y Abu Zakariyá' (m. 1249), primer sultán hafsí independiente.
Como la emigración andalusí llega también a Túnez, tunecina es en buena parte la obra de los levantinos llm al-Abbár (m. 1260), secretario del sultán; lUázim al-Qartáŷanni (m. 1285), autor de una casida elegíaca por la pérdida de la zona oriental de al-Ándalus, y el polígrafo Abií-l-Hal~á~ de Baeza (m. 1255). Esta emigración andalusí, en la que se mezcla lo popular, lo intelectual y lo artesano, contribuye a dar a la cultura de Túnez una impronta particular, celosísimamente conservada hasta nuestro tiempo. La figura más grande de la literatura tunecina, el mayor historiador árabe de todas las épocas y uno de los primeros de la historia de la Humanidad, es otro descendiente de andalusíes: 'Abd al-Rahmán b. Jaldún (v.; m. 1406).
A mediados del siglo XIX, y aprovechando la relativa independencia de que los gobernadores o beys tunecinos disfrutan en ciertos asuntos, se inicia en Túnez un levísimo despertar literario, con figuras como Muhammad Qabadú. Es el momento en que se afianza la prensa naciente (v. X) y cuando unos grupos de ulemas, como en la vecina Argelia, emprenden una labor de erudición y estudio de cuestiones específicamente islámicas que se continúa luego brillantemente, y que tiene gran repercusión en la formación de una élite intelectual contemporánea, de la que son representantes Hasan Husní 'Abd al-Wahháb (1883-1967) y Muhammad al-Fááil ilm 'Al-ur. Contemporáneo suyo es el poeta clásico y cortesano Muhammad Jaznadar (m. 1954).

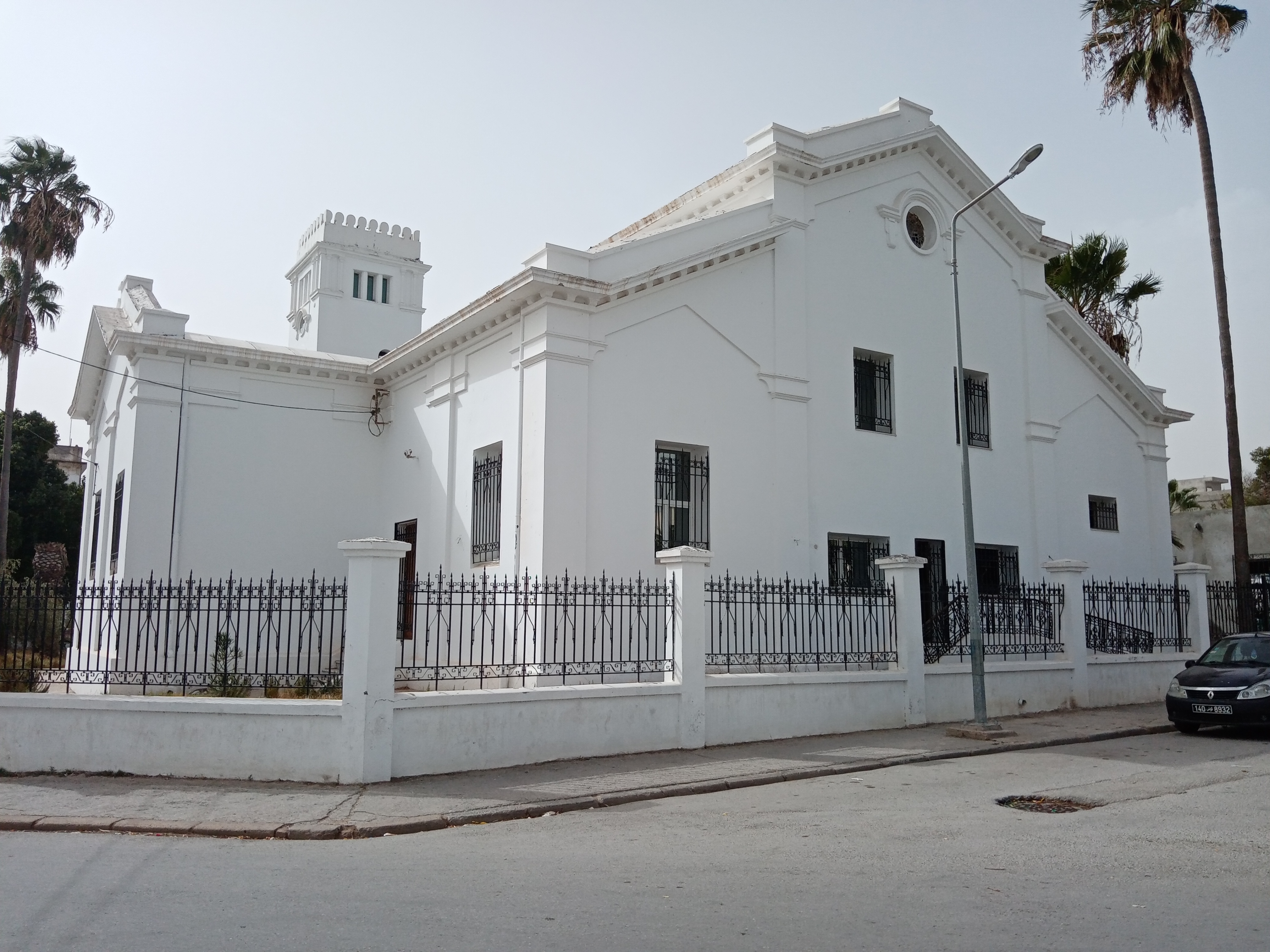
La biblioteca de Menzel Bourguiba funciona en la antigua Iglesia de Santa Teresa de Lisieux

Hacia 1925 irrumpe una generación de jovencísimos poetas, cuya obra será después dramáticamente tronchada en general, entre los que destacan 'Abd al-Razzáq Karabáka (n. 1904), Mahmud Burguiba (n. 1910) y sobre todo Abū-l-Qāsim al-Šabbī (1909-34), el más grande poeta tunecino y uno de los espíritus más sensibles de la literatura árabe contemporánea. Colega suyo es el raro y bohemio 'Al al-Du'á-i (m. 1949), y algo posteriores el narrador Balir Iráyaf (n. 1917), que escribe preferentemente en árabe dialectal, y Mahmūd Mas'adī, dramaturgo de interés.
Con la independencia empieza a dejarse oír la voz de la joven generación de escritores, que plantea una problemática bastante afín a la de sus coetáneos en otros países árabes, dada la menor dimensión del país, y sus más suavizadas diferencias ideológicas y sociales. Algunos nombres que destacan en este joven plantel son los de los poetas Mustafá Fársi, al-Tilátli y Nur al-Din Samúd, y los de los prosistas Muhammad R. Hamzáw-i y Ná-ya Támir.

### Festivales
Túnez se caracteriza también por su riqueza cultural, que se ve reflejada en sus festivales. Entre los más importantes destacan el festival Internacional de El Jem (música sinfónica), el Festival de Testour (música andalusí), Del Sahara, la Jornada Cinematográfica de Cartago.

### Cinematografía
El cine tunecino fue presente desde 1896, cuando los hermanos Lumière rodaron imágenes animadas de las calles de Túnez. En 1919, la primera película producida en el continente africano, Les Cinq gentlemen maudits de Luitz-Morat, fue rodada en Túnez. En 1966, el primer largometraje tunecino (95 minutos) Al-Fajr (El alba) fue dirigido y producido por Omar Khlifi.

Túnez es la sede del Festival de cine de Cartago desde 1966. Es el primer festival cinematográfico del continente africano y del mundo árabe.

Durante los años 80, Túnez tuvo la ambición de convertirse en un pequeño Hollywood mediterráneo. Hoy en día, una docena de películas extranjeras se ruedan al año en Túnez. El productor Tarak Ben Ammar, sobrino de Wassila Bourguiba, convenció grandes directores de rodar en sus estudios en Monastir. Roman Polanski rodó Pirates y Franco Zeffirelli su Jesús de Nazareth. A George Lucas le sedujeron los decorados naturales y las casas troglodíticas del sur tunecino donde fueron rodadas algunas escenas de Star Wars. Anthony Minghella rodó El paciente inglés en los oasis del suroeste del país.

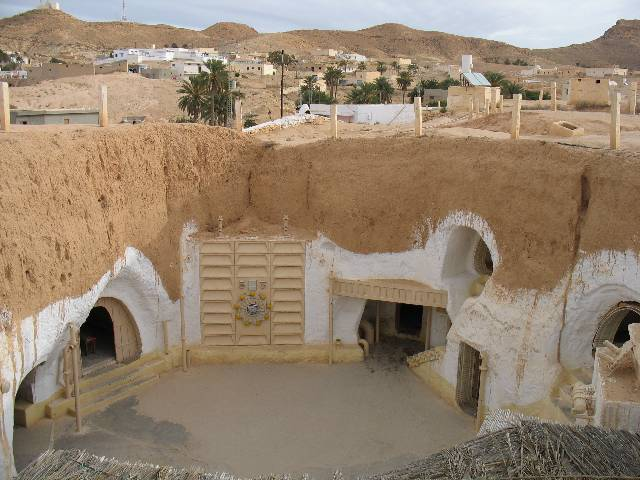
El Hotel Sidi Driss en Matmata - representa la casa de Luke Skywalker en las películas de Star Wars.

### Religión
En materia de cultura religiosa, es un país mayoritariamente musulmán. Existen pequeñas minorías judías y católicas. En los años cincuenta, la poligamia fue ilegalizada y también el divorcio por repudio. Asimismo se prohibió el matrimonio a las mujeres menores de 17 años, y se les otorgó el derecho a rechazar un compromiso.

## Fiestas

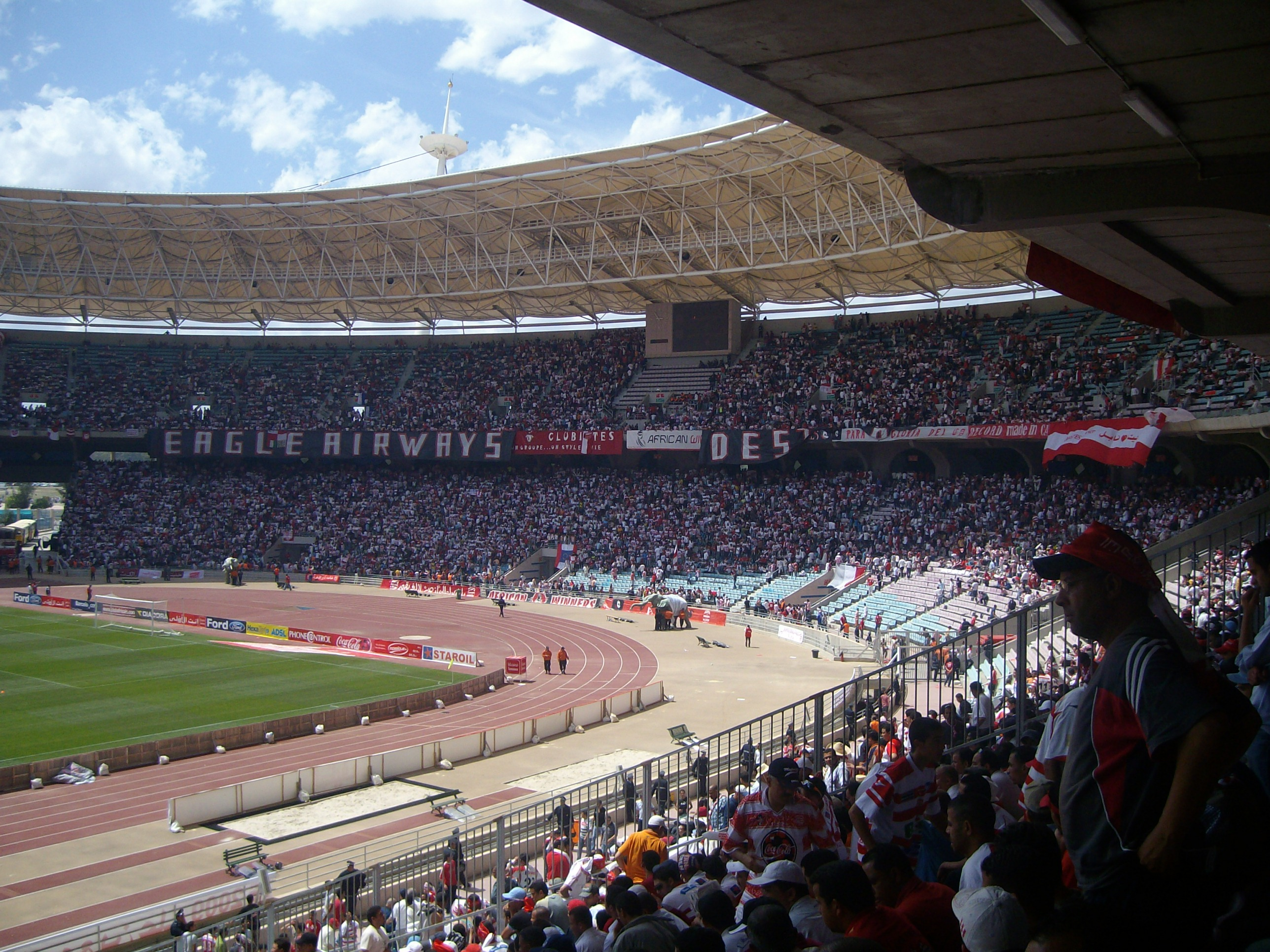
Estadio Olímpico de Radès.

| Fecha             | Festividad                              | Notas |
| ----------------- | --------------------------------------- | --- |
| 1 de enero        | Año Nuevo                               | |
| 20 de marzo       | Día de la Independencia (عيد الإستقلال) | Después de haber sido una colonia francesa, tras la Segunda Guerra Mundial y 25 años de lucha, en 1956 Túnez consigue su independencia. |
| 9 de abril        | Día de los Mártires                     | |
| 1 de mayo         | Día del Trabajador                      | |
| 25 de julio       | Día de la República                     | 20 de marzo de 1956 (Día de la Independencia).                                                                                          |
| 13 de agosto      | Día de la Mujer                         | |
| 15 de octubre     | Día de la Evacuación                    | Conmemora el retiro de las tropas francesas en 1962.                                                                                    |
| 17 de diciembre   | Día de la Revolución                    | La crisis política en Túnez de 2010-2011.                                                                                               |
| Final del Ramadán | Eid ul-Fitr                             | Conmemora el fin del mes de Ramadán |
| Final del Hajj    | Eid ul-Adha                             | Conmemora el intento de sacrificio de Abraham de su hijo Ismael                                                                         |

## Deporte
El fútbol es el deporte más popular en Túnez. La selección de fútbol de Túnez, conocida como "Los águilas de Cartago," se ha clasificado a 5 ediciones de Copa Mundial de Fútbol, donde ostenta un logro que es ser la primera selección africana que ganó un partido en un Mundial, tras derrotar a México por 3-1 en 1978. En el ámbito continental, ganó la Copa Africana de Naciones 2004, la cual se celebró en el país. Este título le dio el derecho de representar a África en la Copa FIFA Confederaciones 2005, la cual se celebró en Alemania, pero no superó la primera ronda.
La liga de fútbol es el "Championnat de Ligue Profesionelle 1". Los equipos más importantes son los siguientes: Espérance Sportive de Tunis, Étoile Sportive du Sahel, Club Africain y Club Sportif Sfaxien.

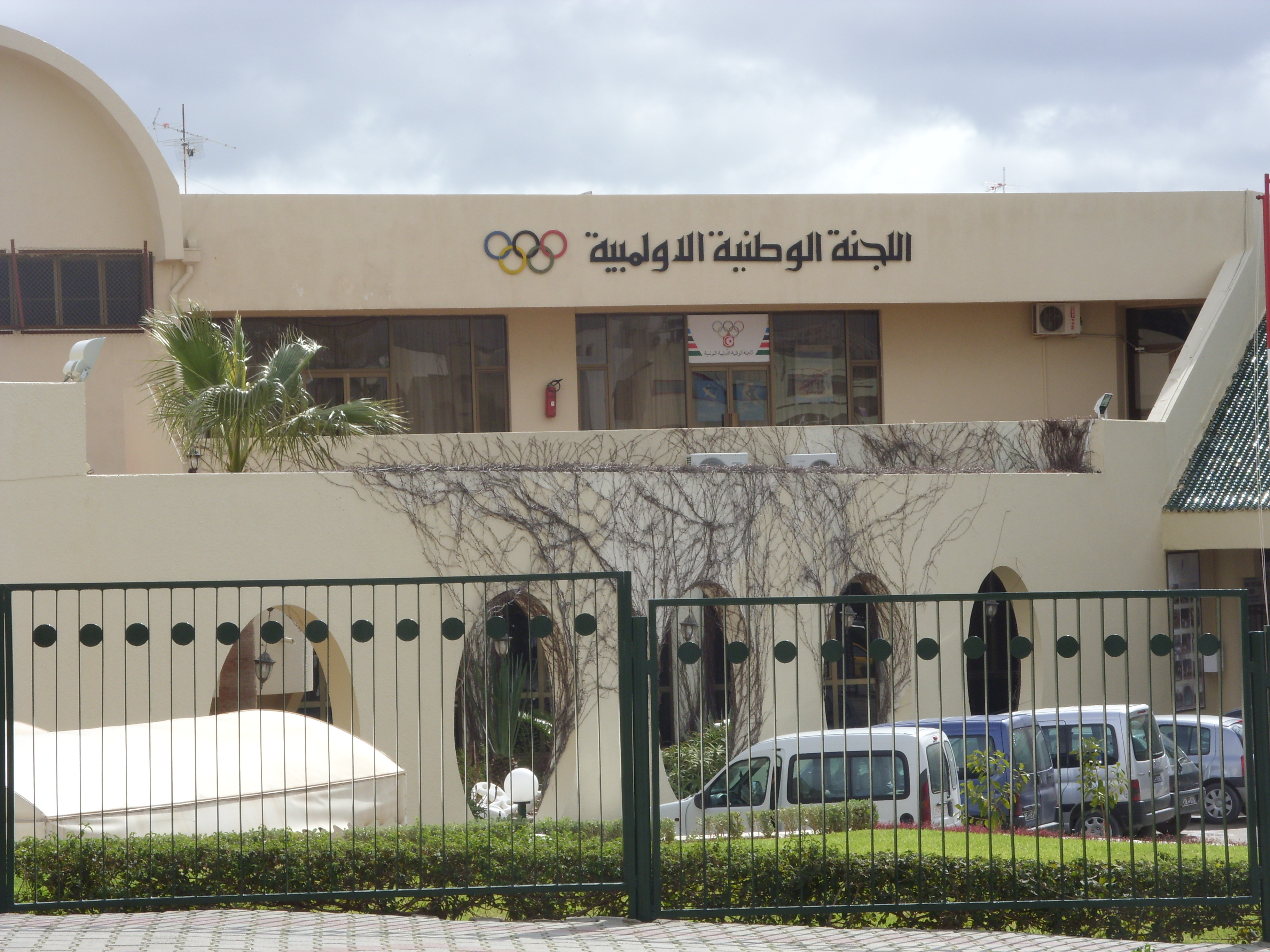
Sede del Comité Olímpico Tunecino

La selección de balonmano de Túnez ha participado en varios campeonatos del mundo. En 2005, Túnez finalizó en cuarto lugar. La liga cuenta con 12 equipos, siendo los más importantes el ES. Sahel y la Esperance S. Tunis. El jugador de balonmano más conocido es Wissem Hmam. En el Campeonato Mundial de Balonmano Masculino de 2005, Wissem Hmam fue el máximo anotador. Ha ganado la Copa África diez veces, siendo el combinado nacional con el palmarés más amplio. El último trofeo ganado es la Copa África de 2018 celebrada en Gabón, venciendo a Egipto en la final.
La selección de baloncesto de Túnez es una de las más importantes en África. El equipo ganó el Afrobasket en 2011, el cual se celebró en el país en 1965, 1987 y 2015. Túnez es uno de los países del contiente pioneros en baloncesto, estableciendo una de las primeras ligas competitivas en África.
En boxeo, Víctor Pérez ("Young") fue el campeón del mundo en peso pluma en 1931 y 1932.
En los Juegos Olímpicos de Verano de 2008, Oussama Mellouli ganó la medalla de oro en los 1500 metros de estilo libre. En los Juegos Olímpicos de 2012, ganó la medalla de bronce en los 1500 metros de estilo libre y la medalla de oro en la maratón de natación de 10 kilómetros.

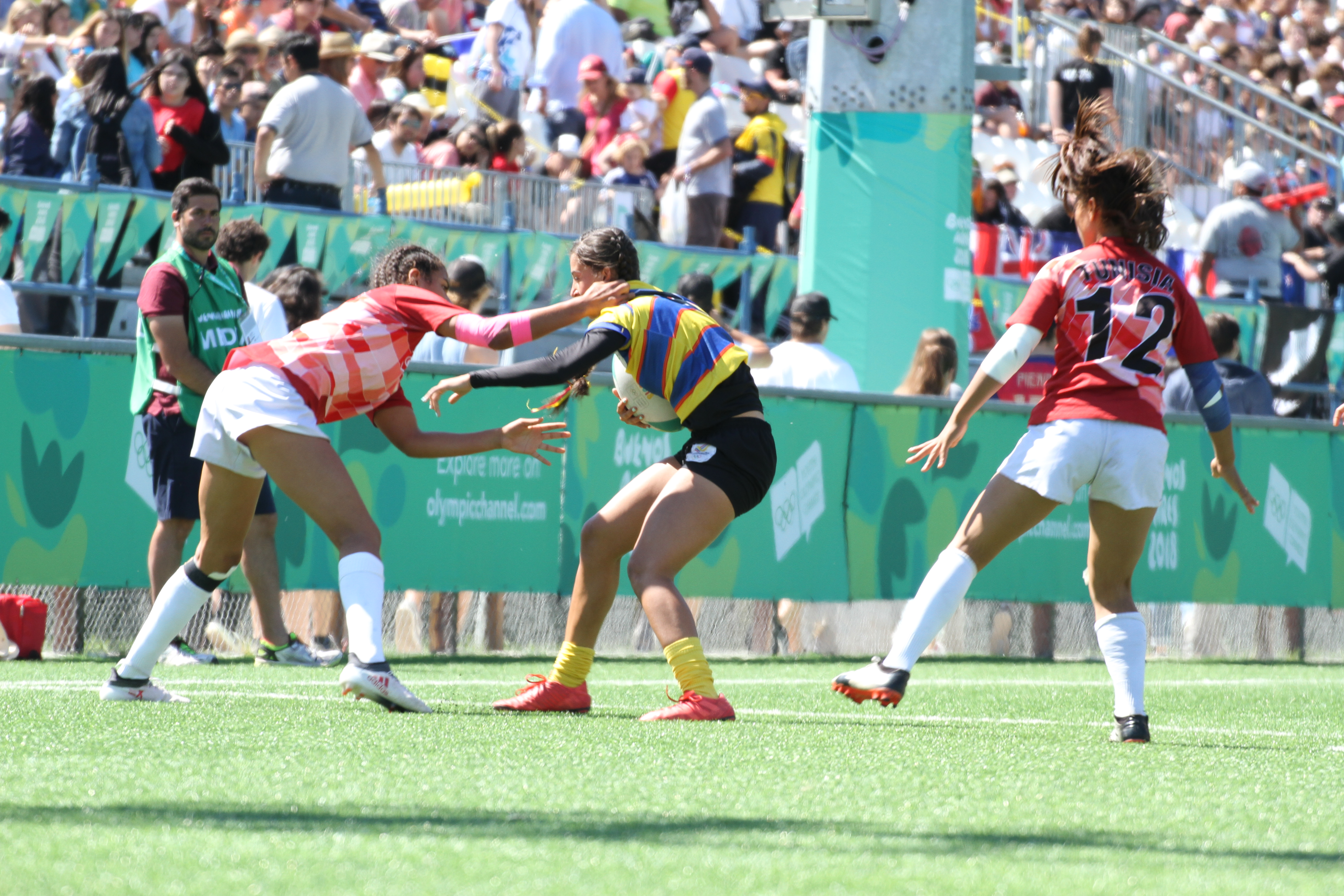
Partido de Rugby Sevens entre Colombia y Túnez en los Juegos Olímpicos de la Juventud Buenos Aires 2018.

En 2012, Túnez participó por séptima vez en los Juegos Paralímpicos de 2012. Obtuvo un total de 19 medallas; 9 de oro, 5 de plata y 5 de bronce. Acabó en decimocuarta posición en el medallero.
Túnez fue suspendido de la Copa Davis en el año 2014, porque la Federación de Tenis de Túnez ordenó a Malek Jaziri no competir contra Amir Weintraub, un tenista israelí. El presidente de la ITF, Francesco Ricci Bitti dijo: "No hay cabida para los prejuicios de cualquier tipo tanto en el deporte como en la sociedad. El comité de la ITF ha mandado un fuerte mensaje a la Federación de Tenis de Túnez, en el cual este tipo de acciones no serán toleradas."